# 日本さくら名所100選

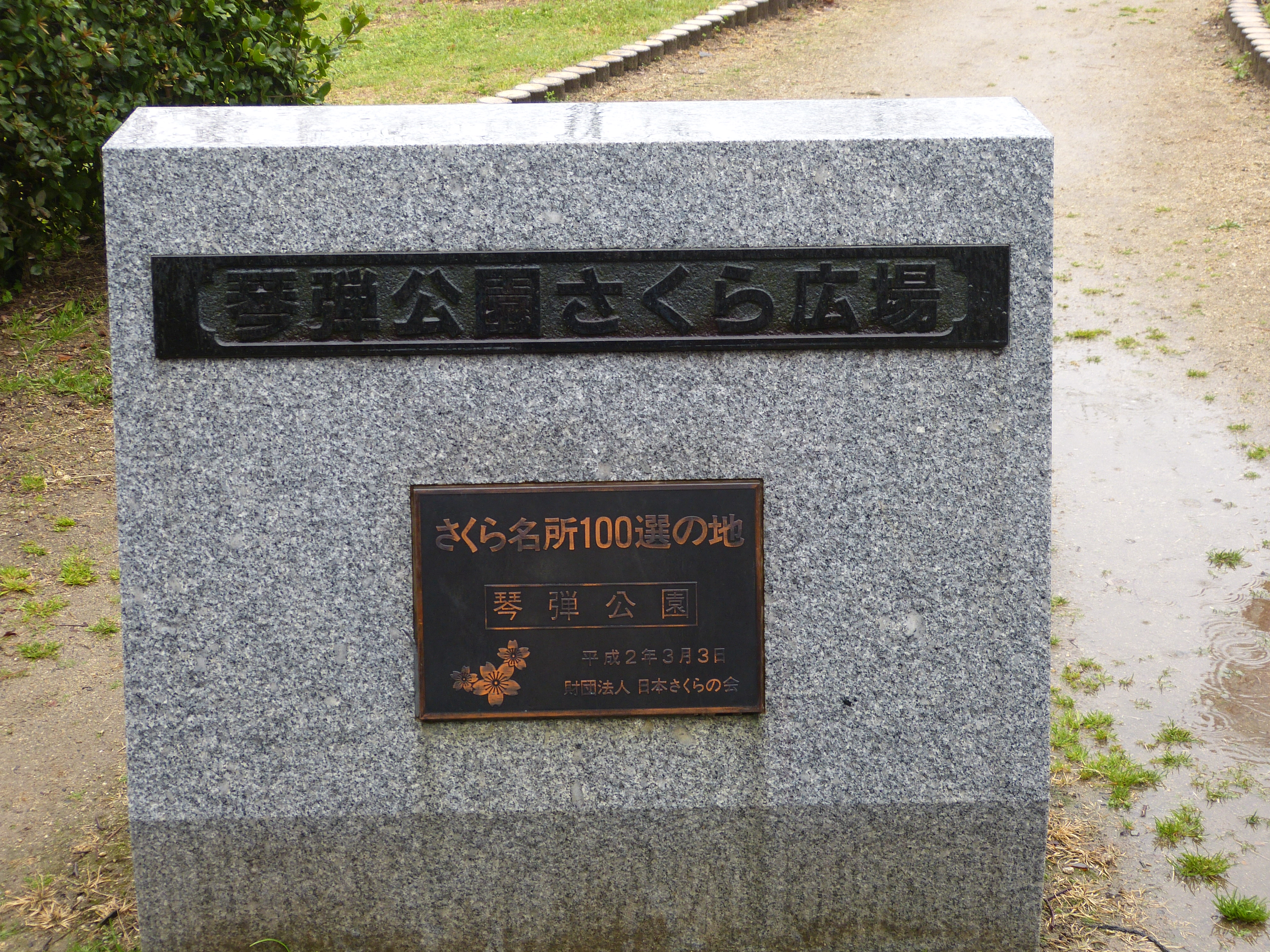
百選地にある記念碑

日本さくら名所100選（にほんさくらめいしょひゃくせん）は、1990年に公益財団法人日本さくらの会の創立25周年記念として選定された。環境庁、林野庁、運輸省、建設省、全国知事会、財団法人国際花と緑の博覧会協会の後援によって行われたものである。各都道府県から最低1か所を選ぶなど、9つの選定基準によって選ばれた。

## 一覧

### 北海道

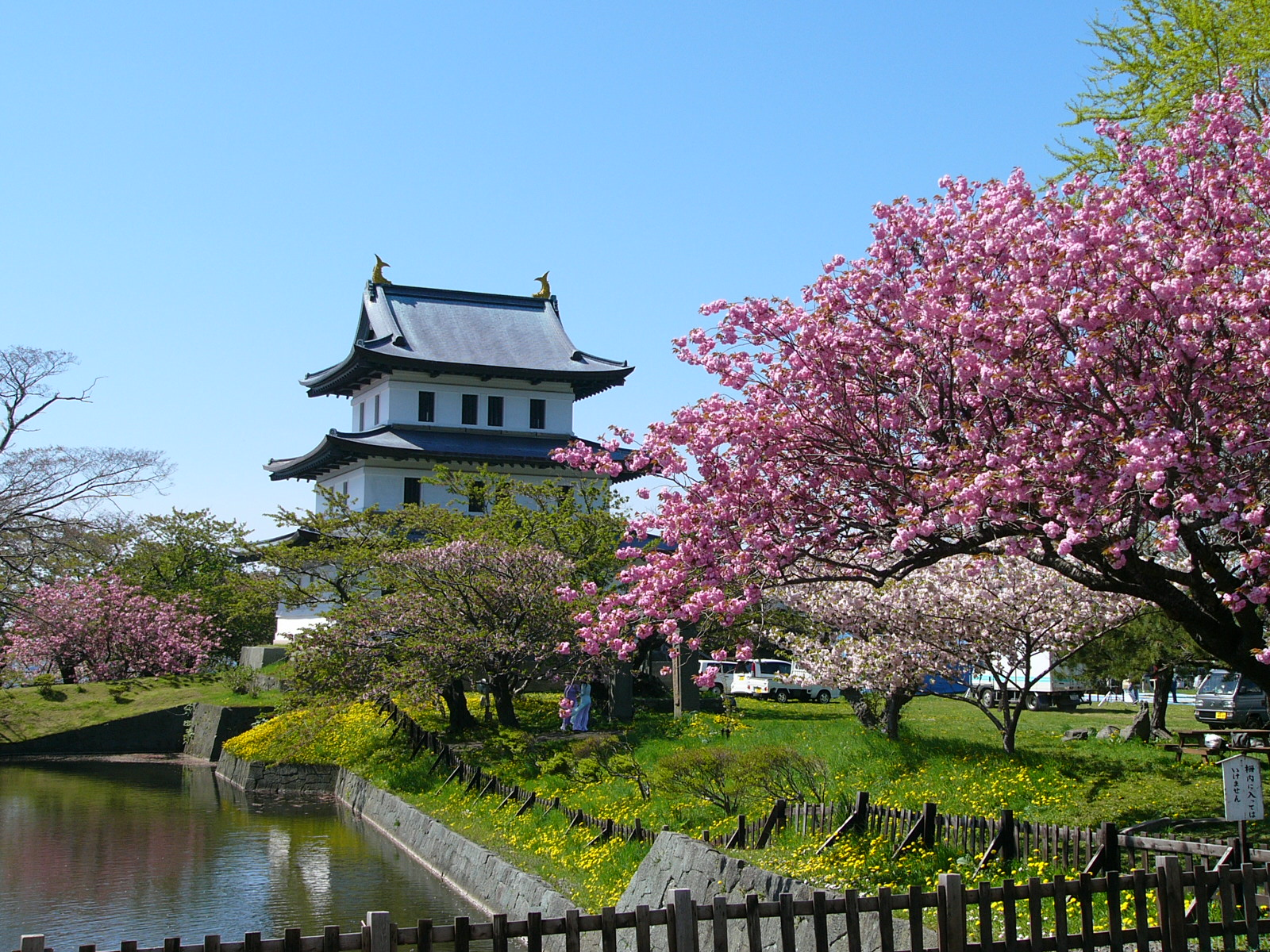
松前公園（松前町）
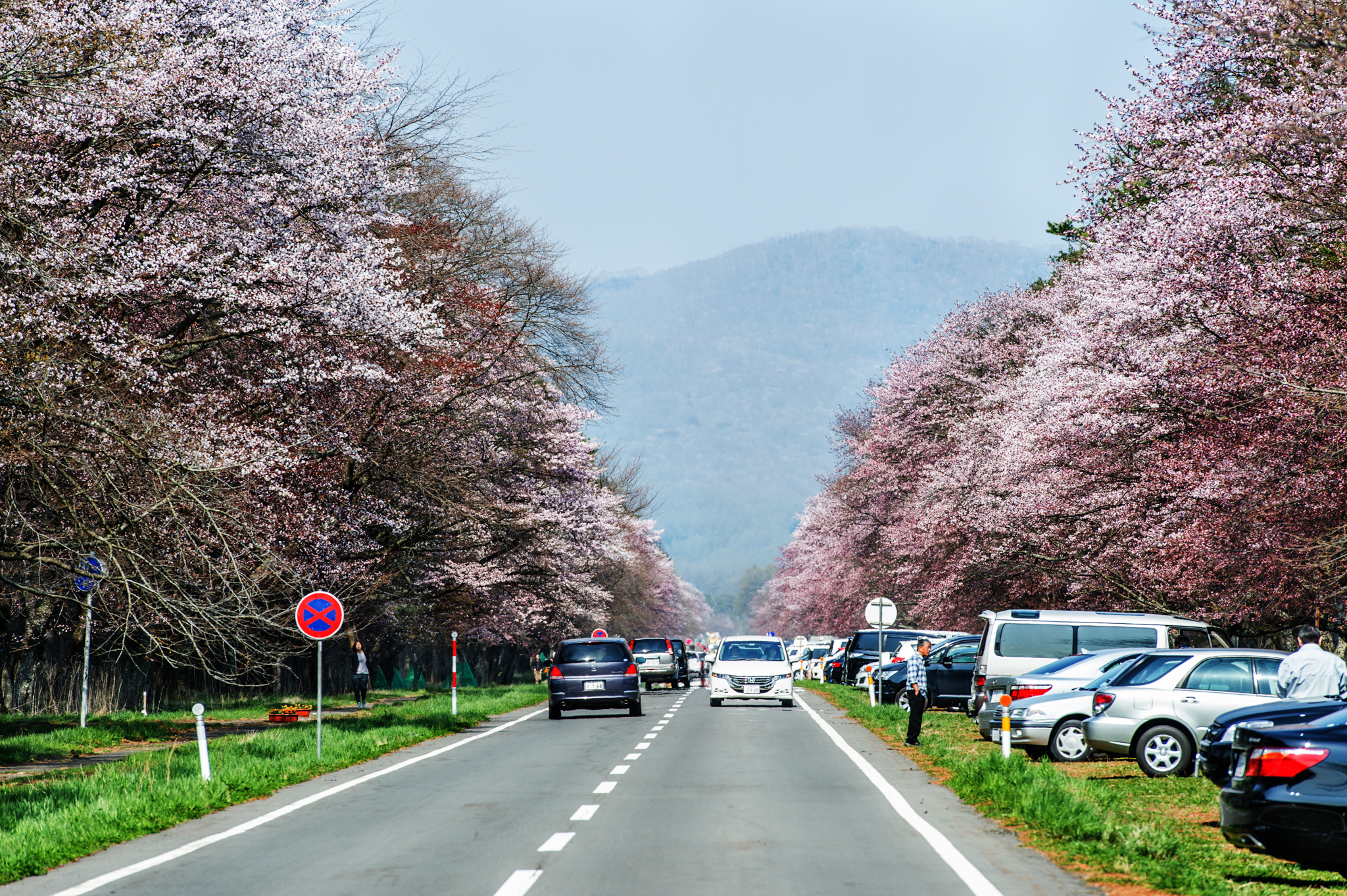
二十間道路桜並木（新ひだか町）

### 東北地方

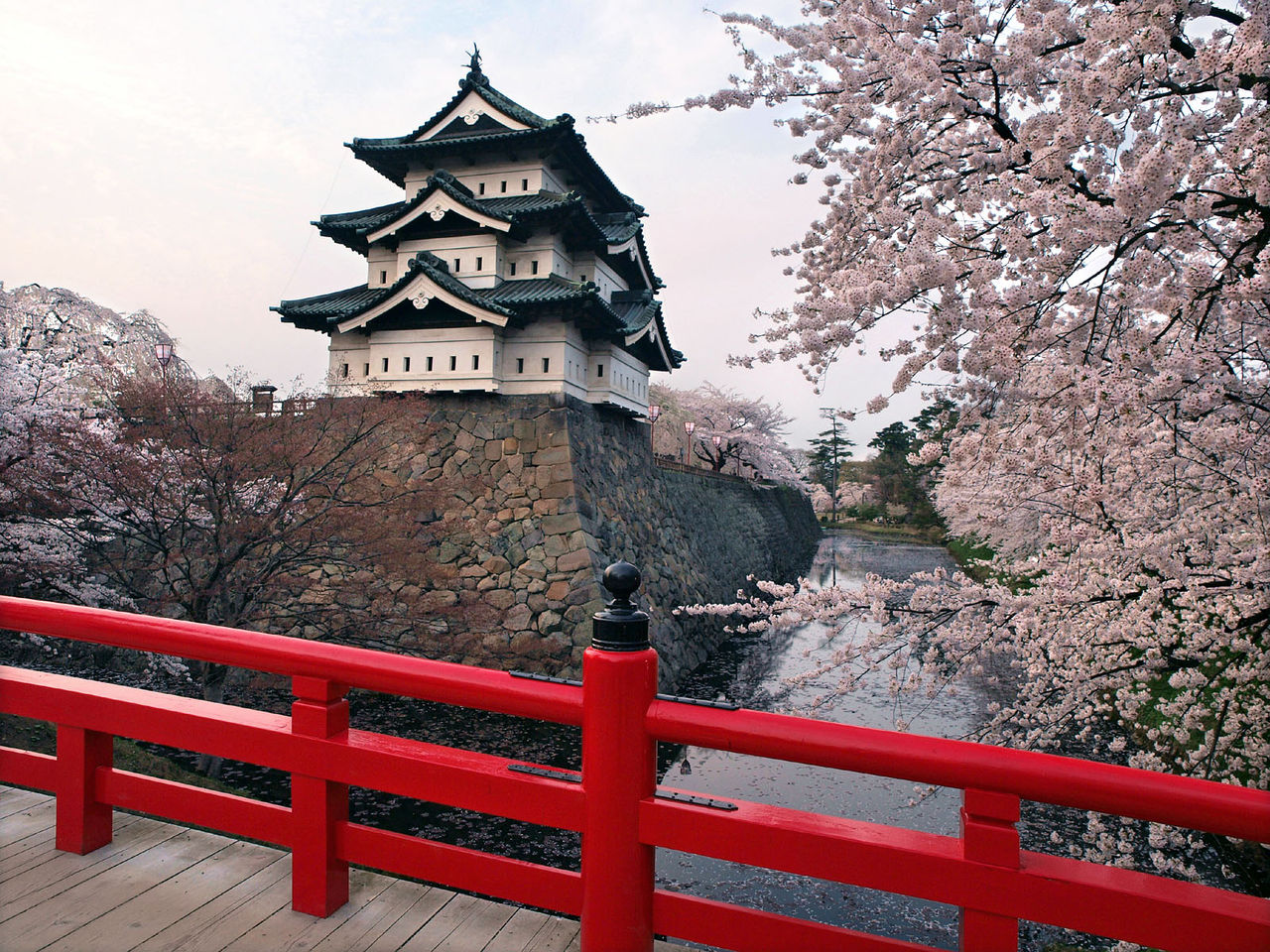
弘前公園（青森県弘前市）
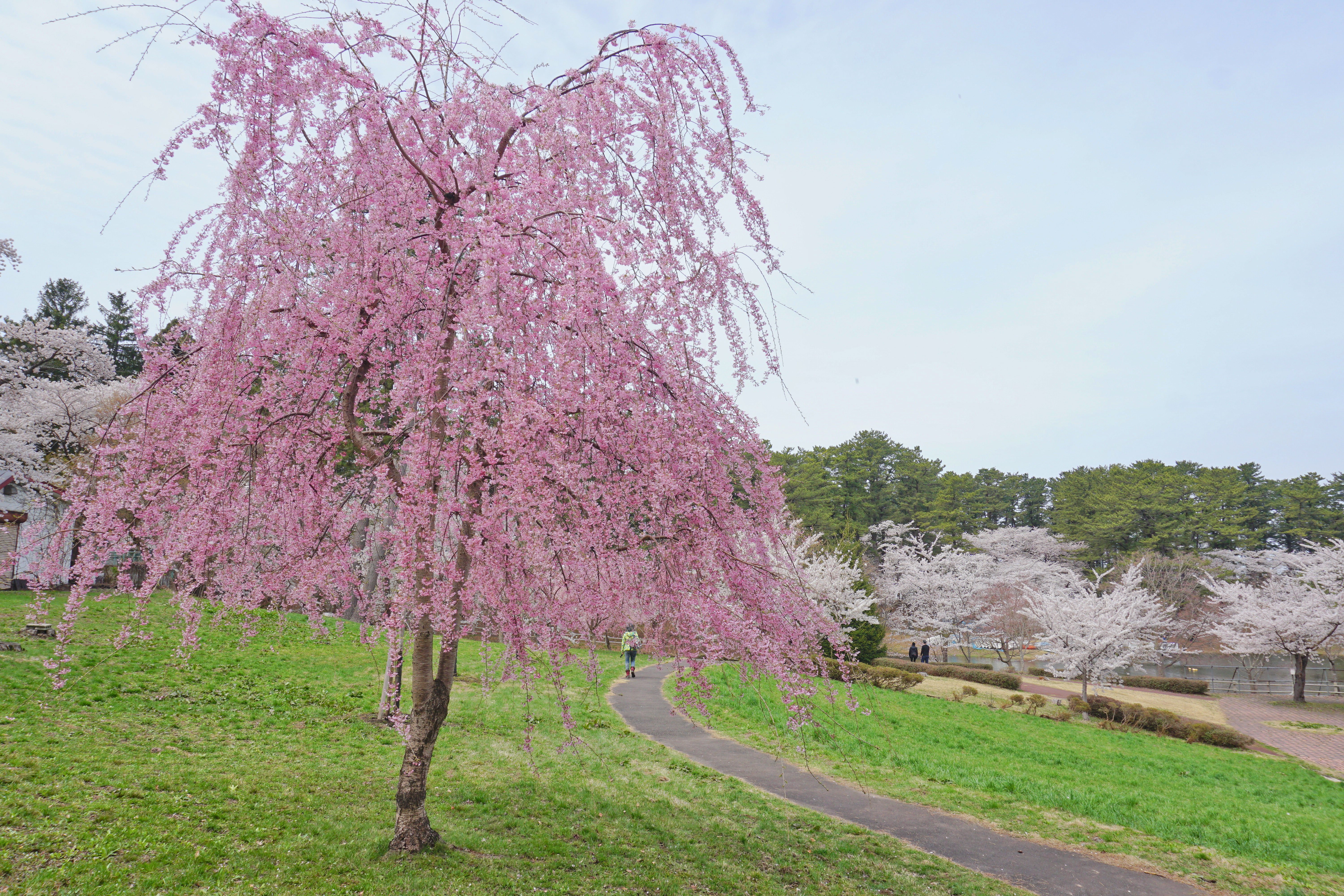
芦野池沼群県立自然公園藤枝ため池（青森県五所川原市）
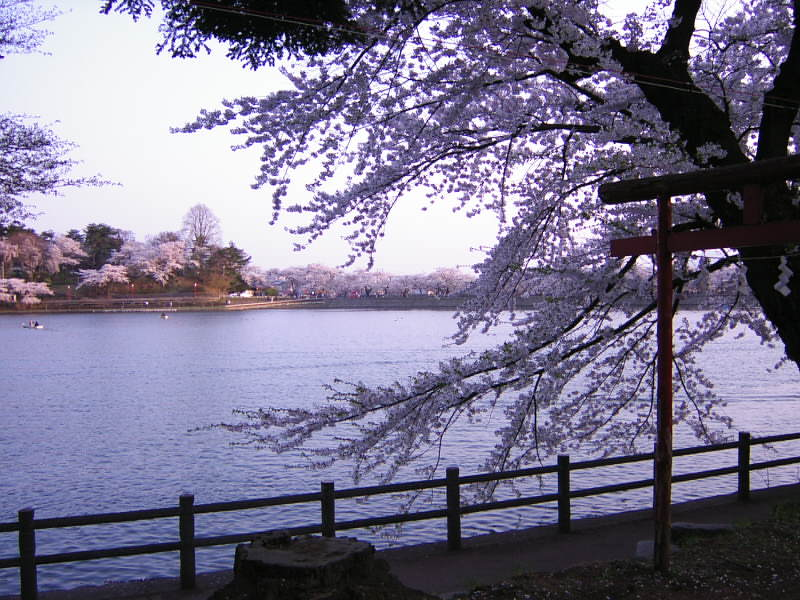
高松公園（岩手県盛岡市）
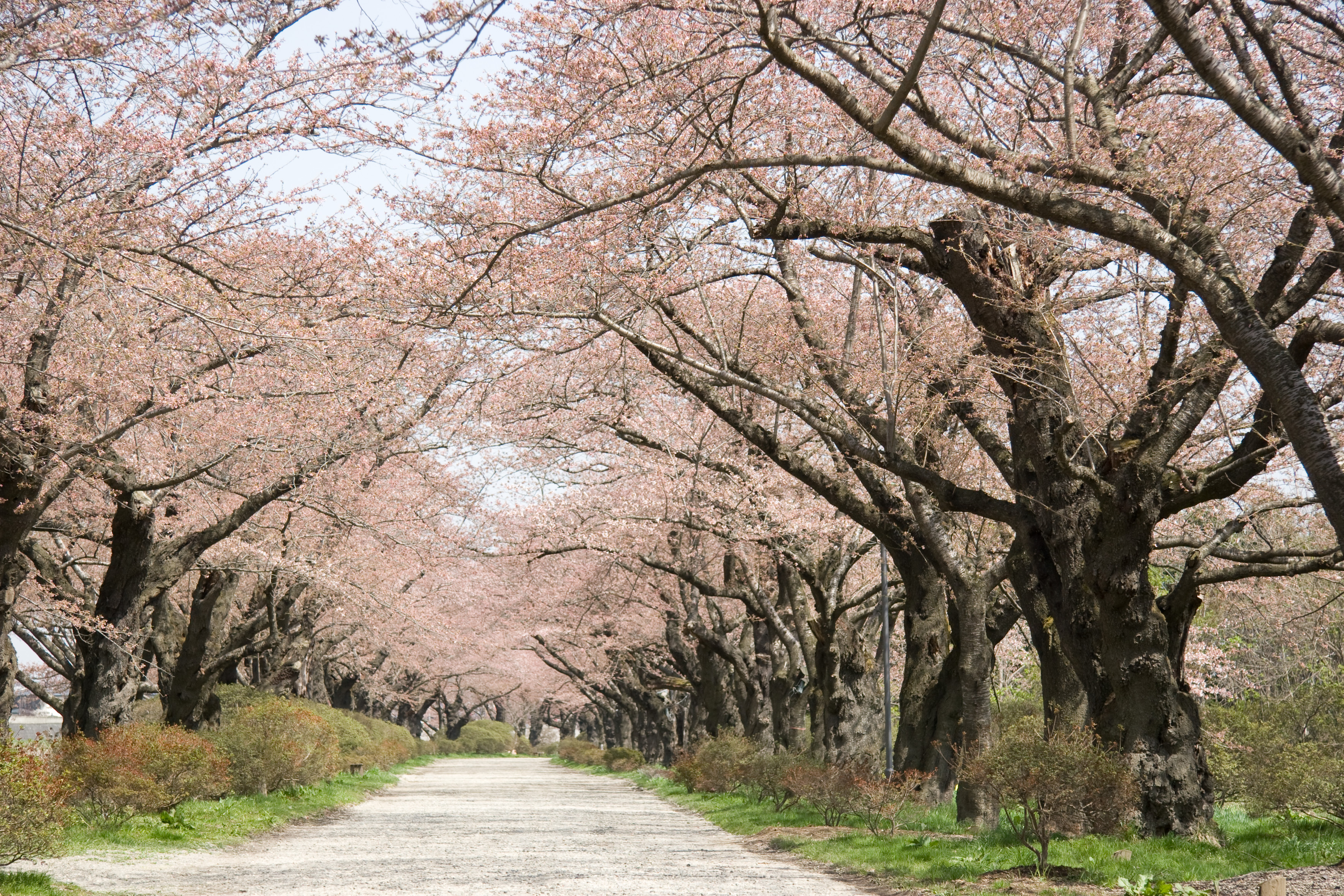
北上市立公園展勝地（岩手県北上市）
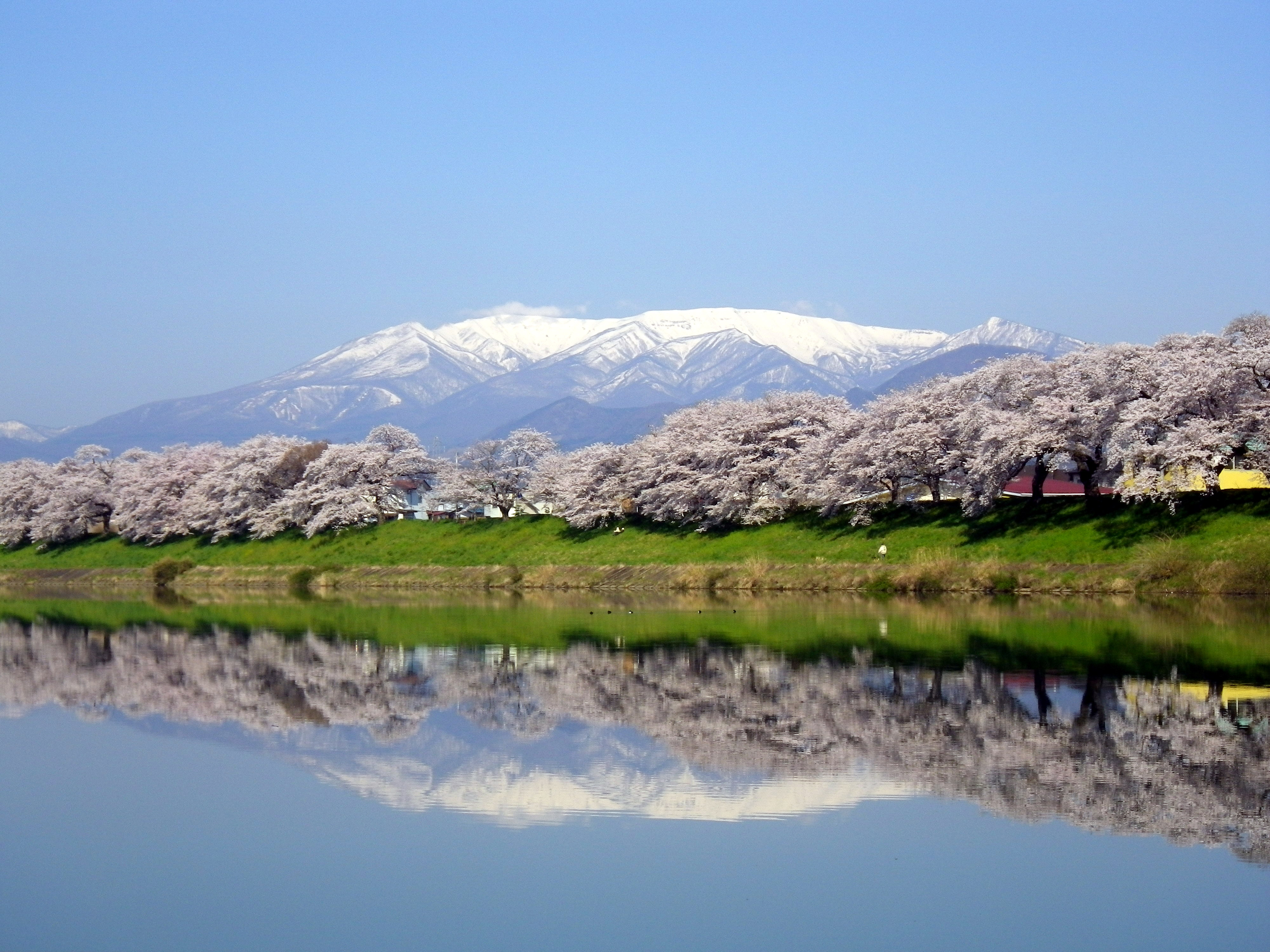
船岡城址公園・白石川堤（宮城県大河原町・柴田町）
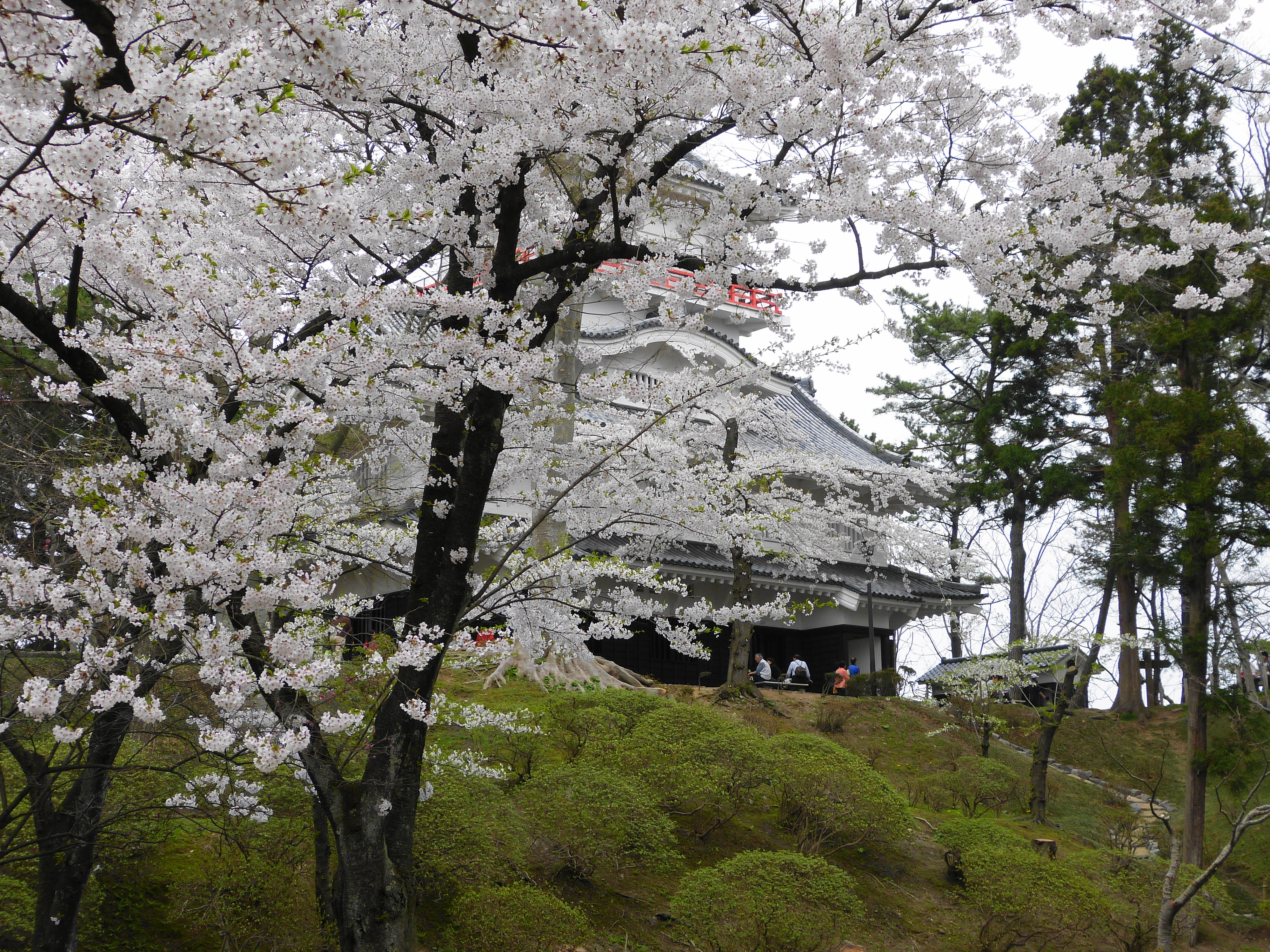
千秋公園（秋田県秋田市）
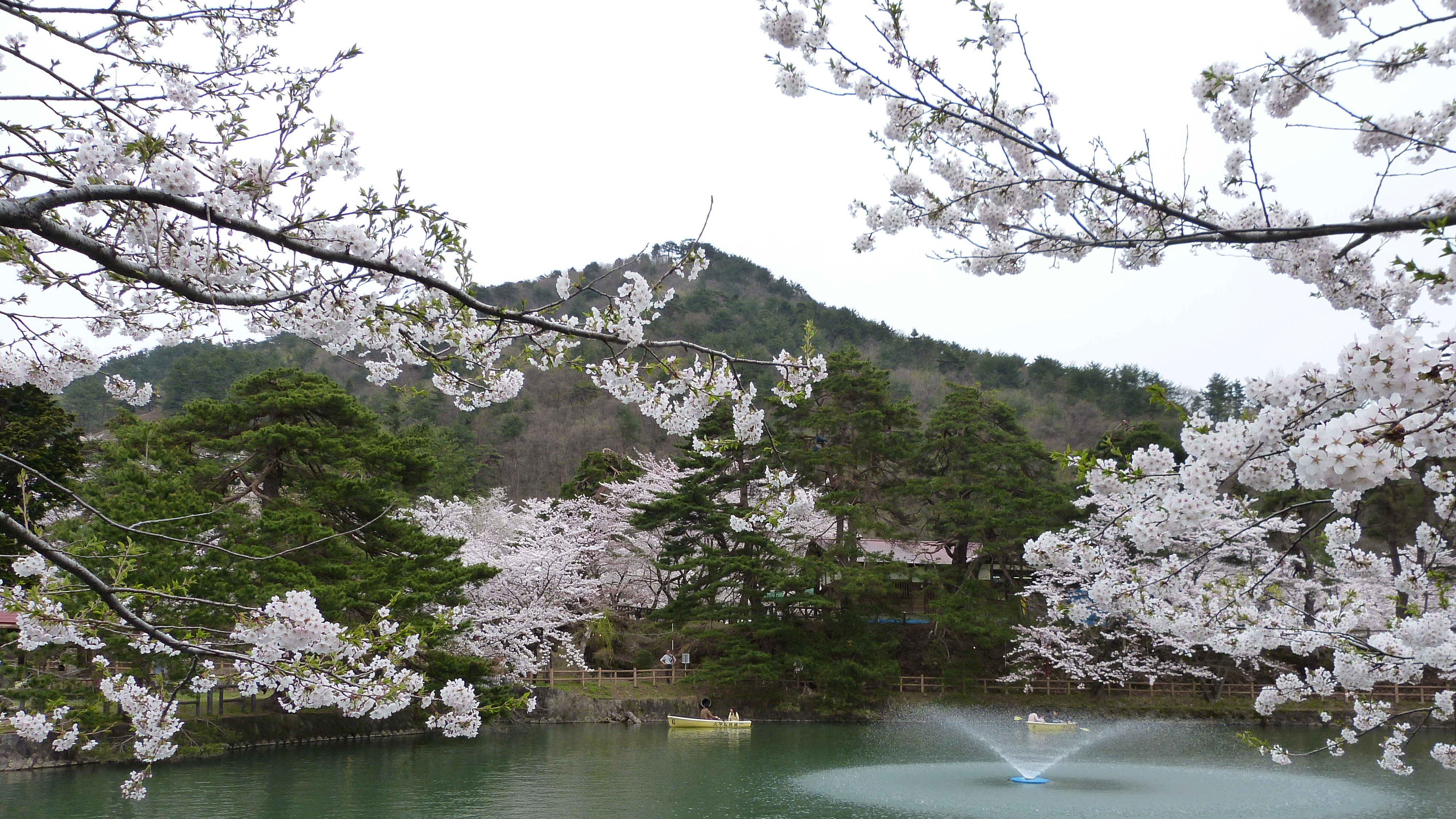
真人公園（秋田県横手市）
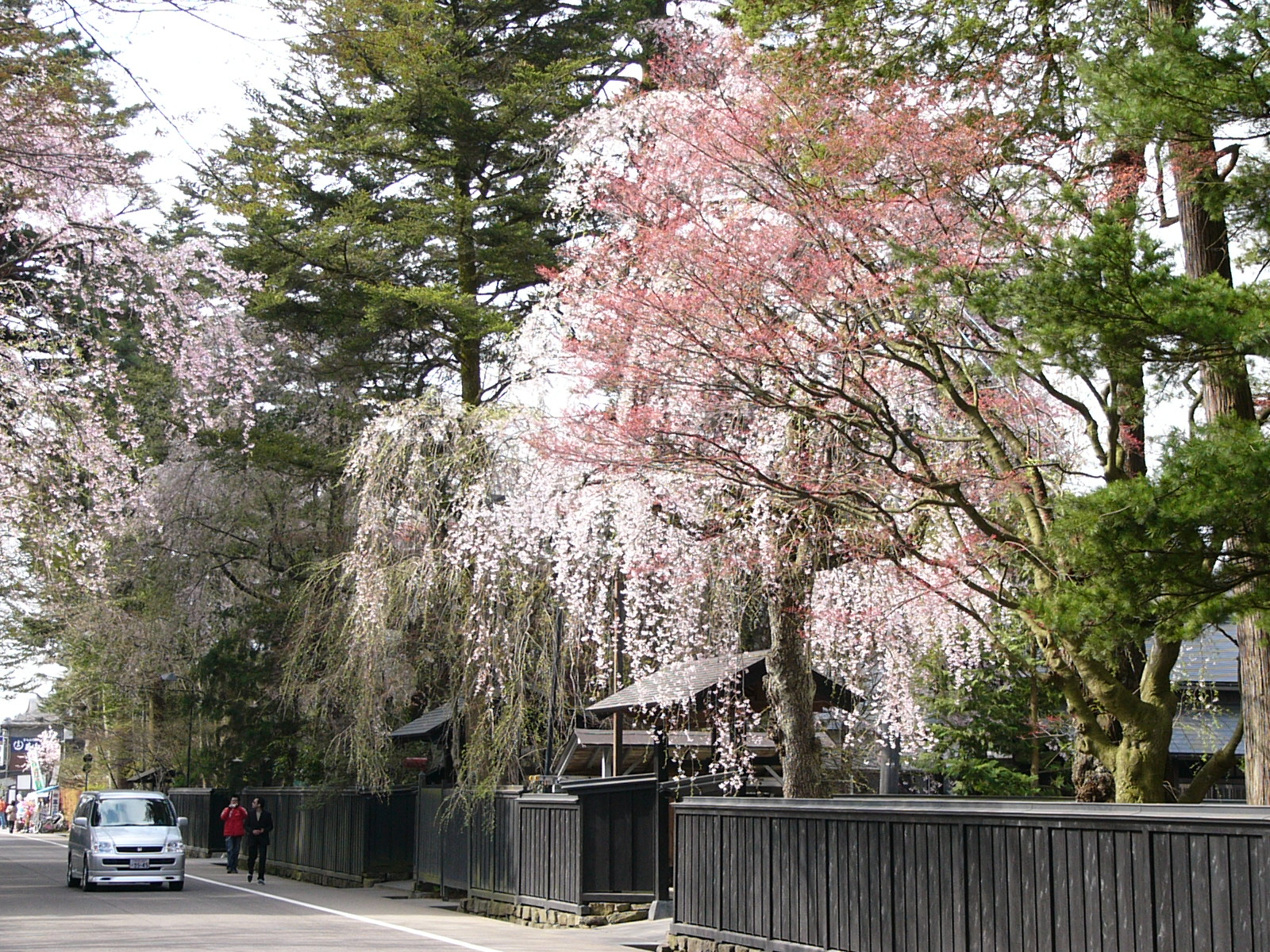
桧木内川堤・角館武家屋敷（秋田県仙北市）
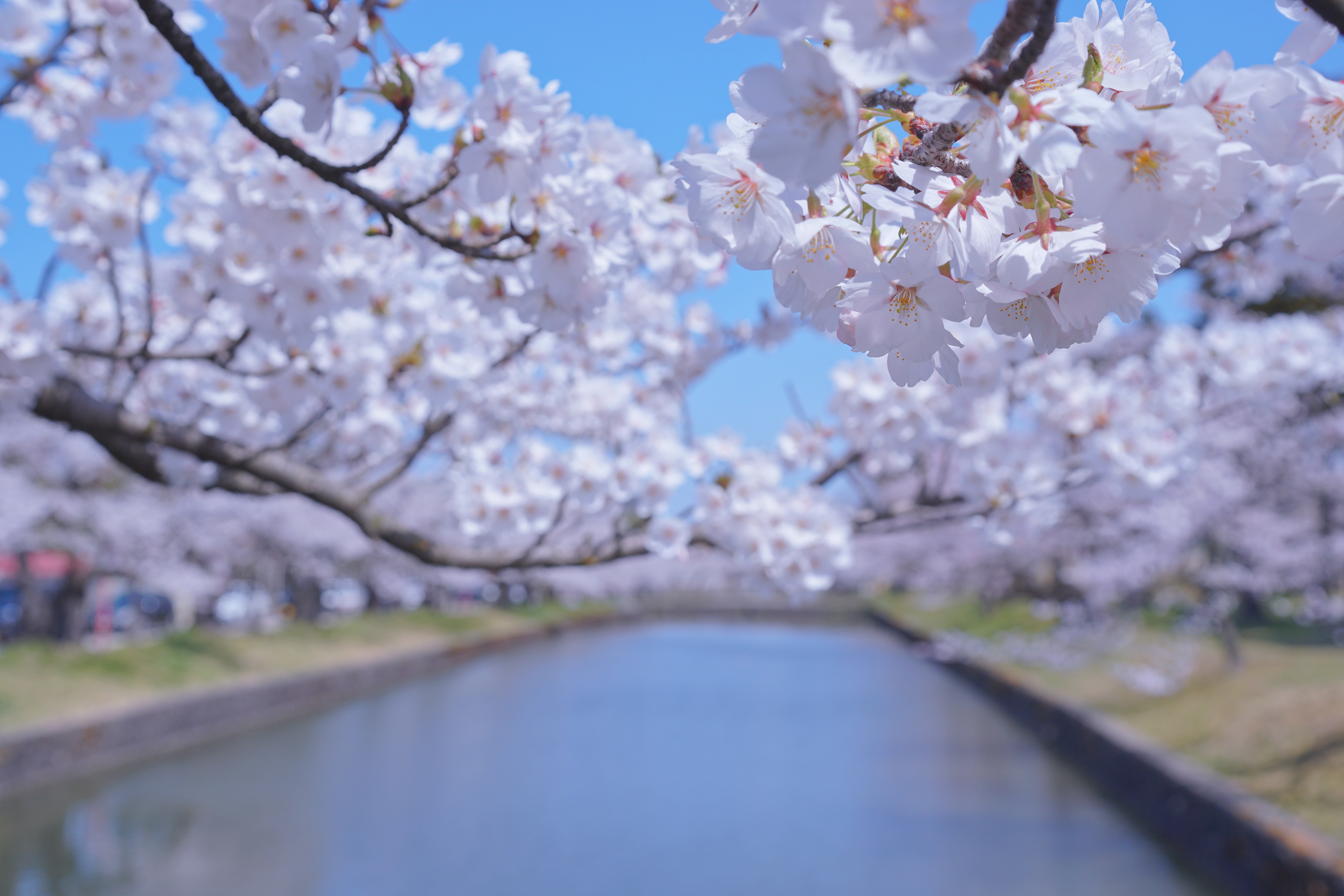
鶴岡公園（山形県鶴岡市）
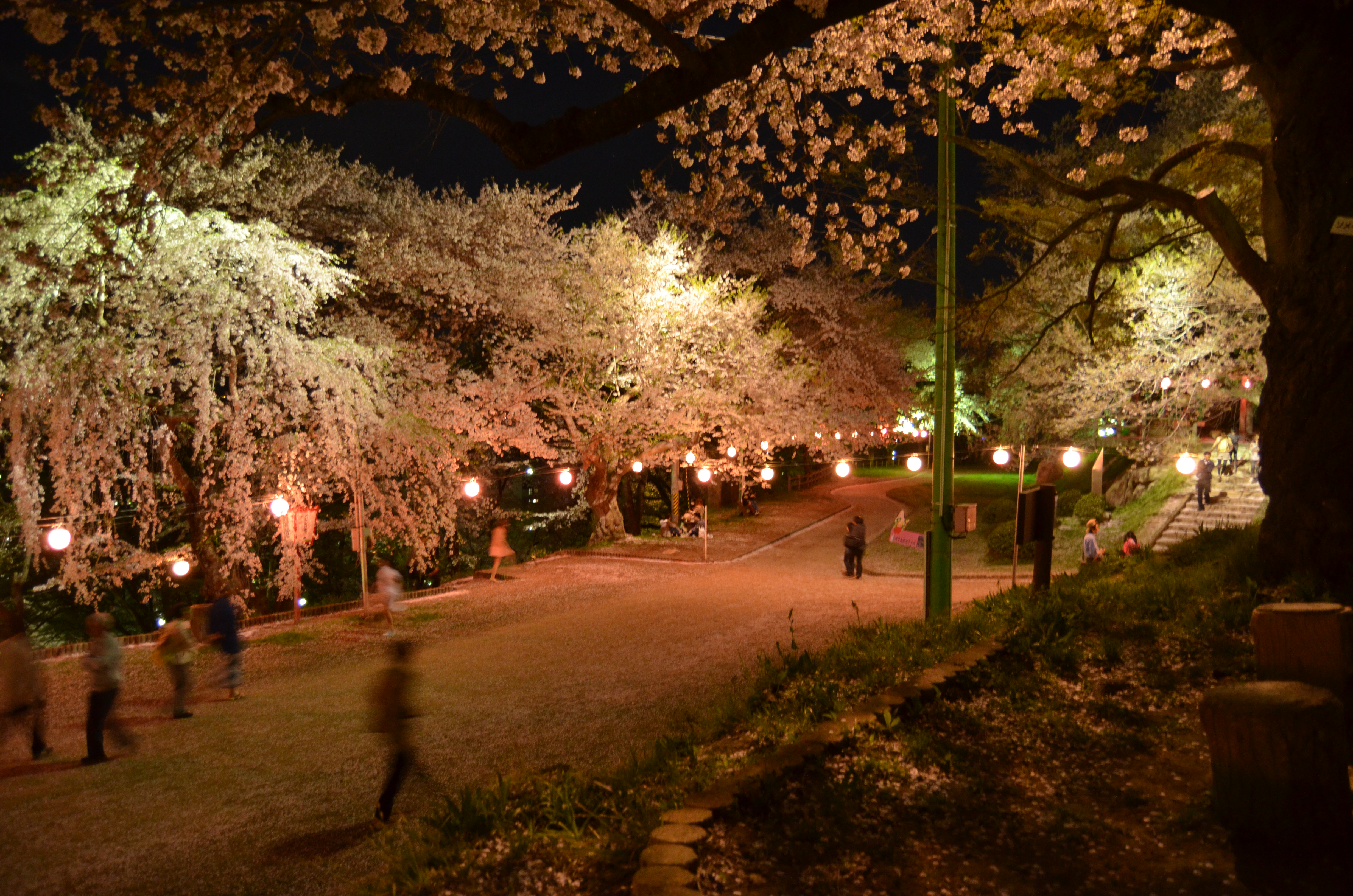
烏帽子山公園（山形県南陽市）
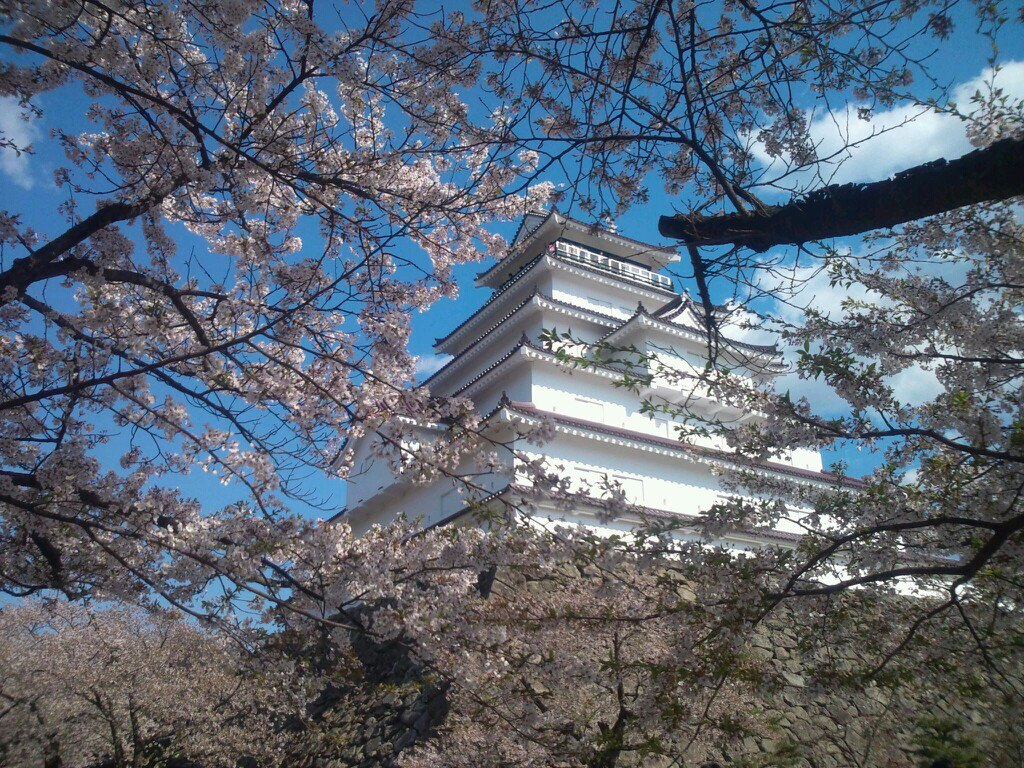
鶴ヶ城公園（福島県会津若松市）
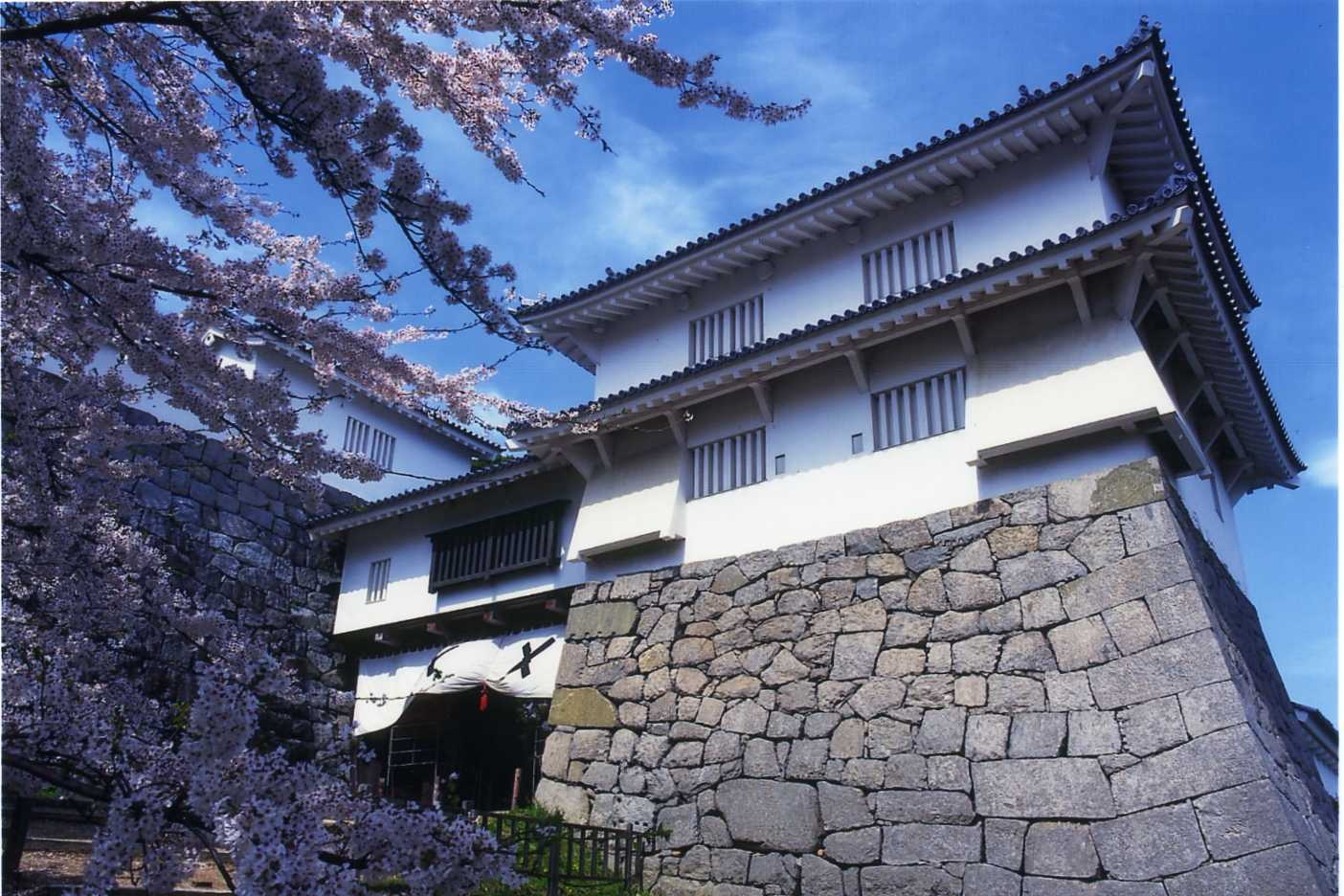
霞ヶ城公園（福島県二本松市）
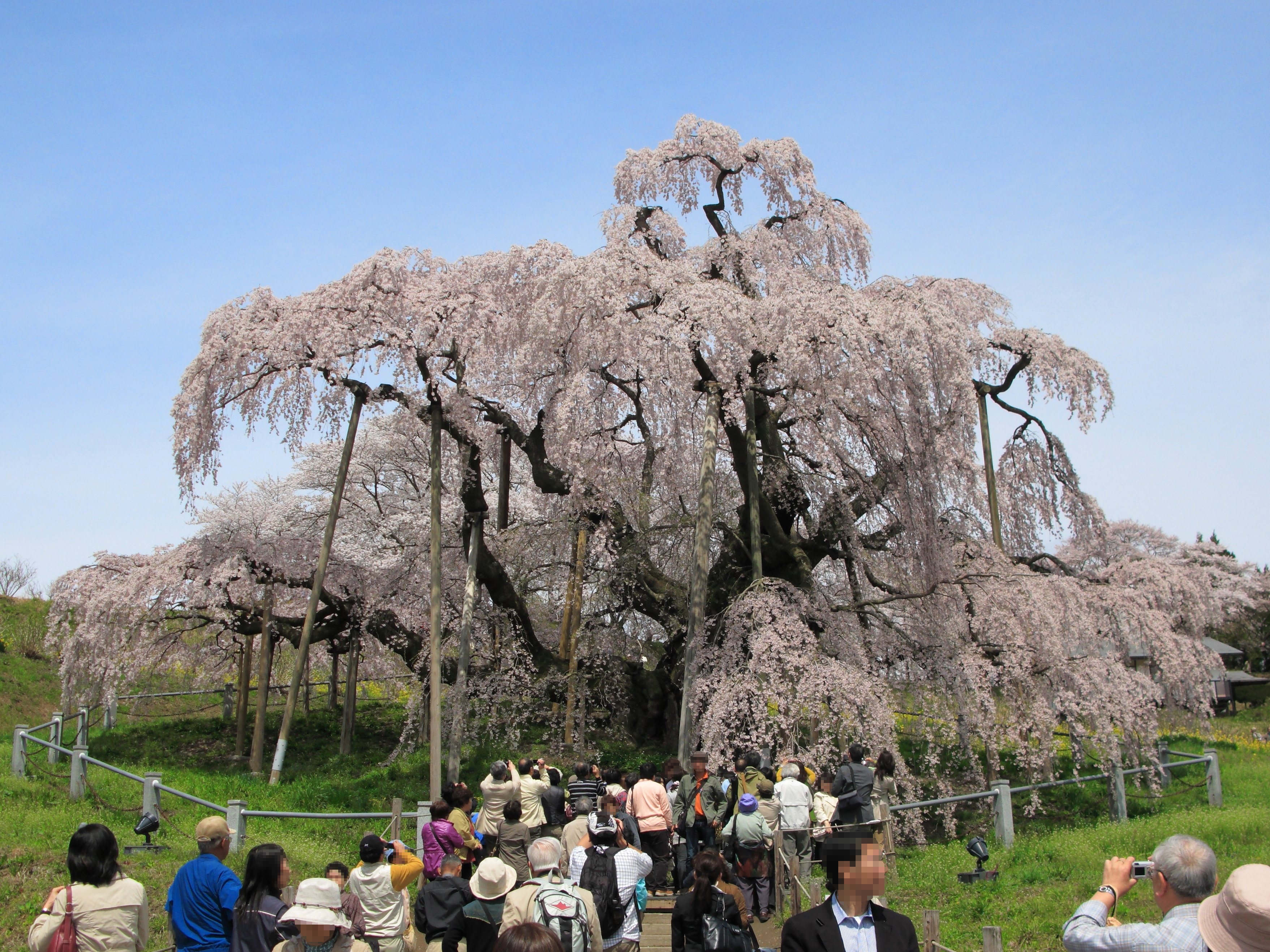
三春町のシダレザクラ（福島県三春町）

### 関東地方

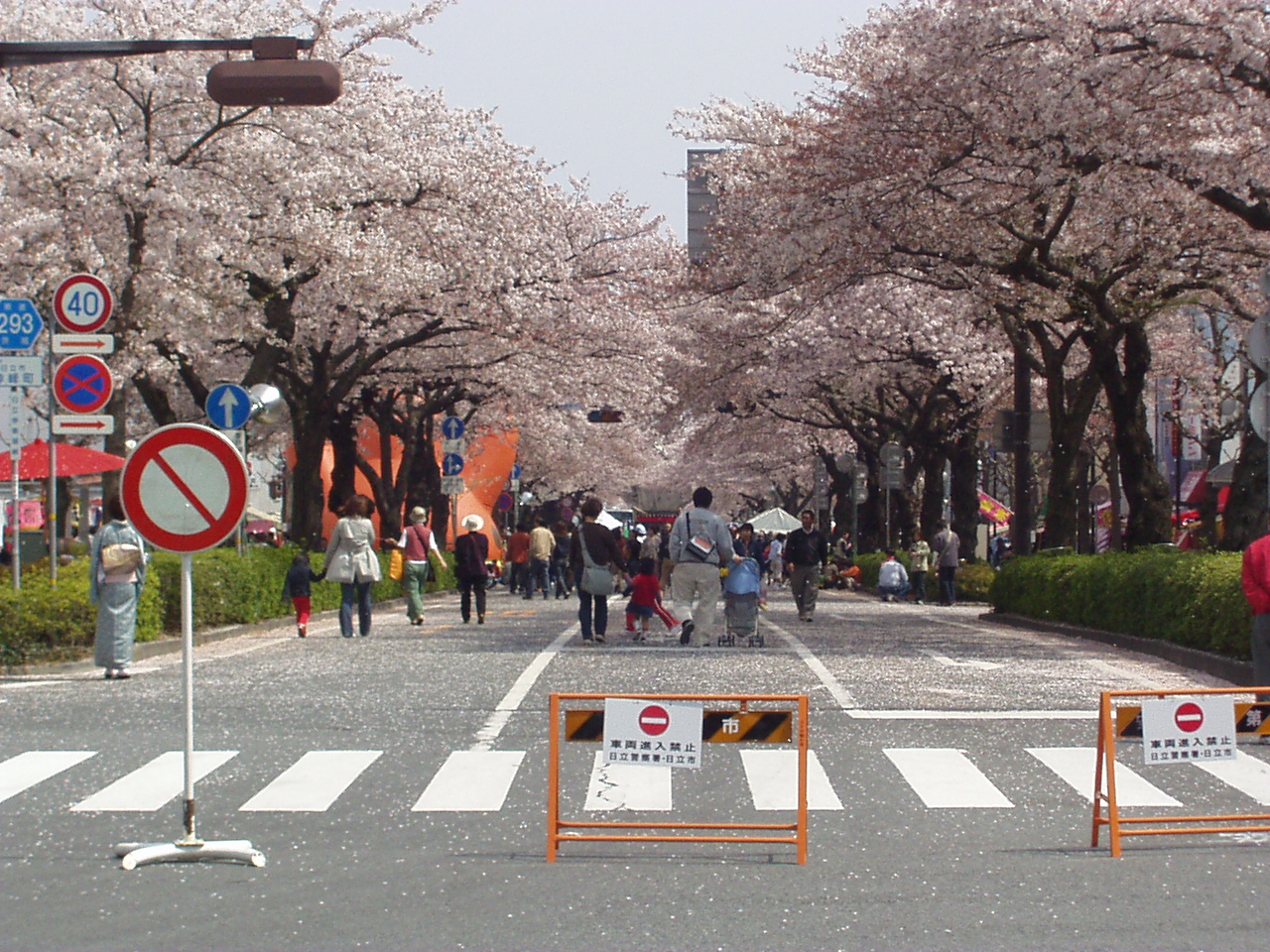
日立市かみね公園・平和通り（茨城県日立市）
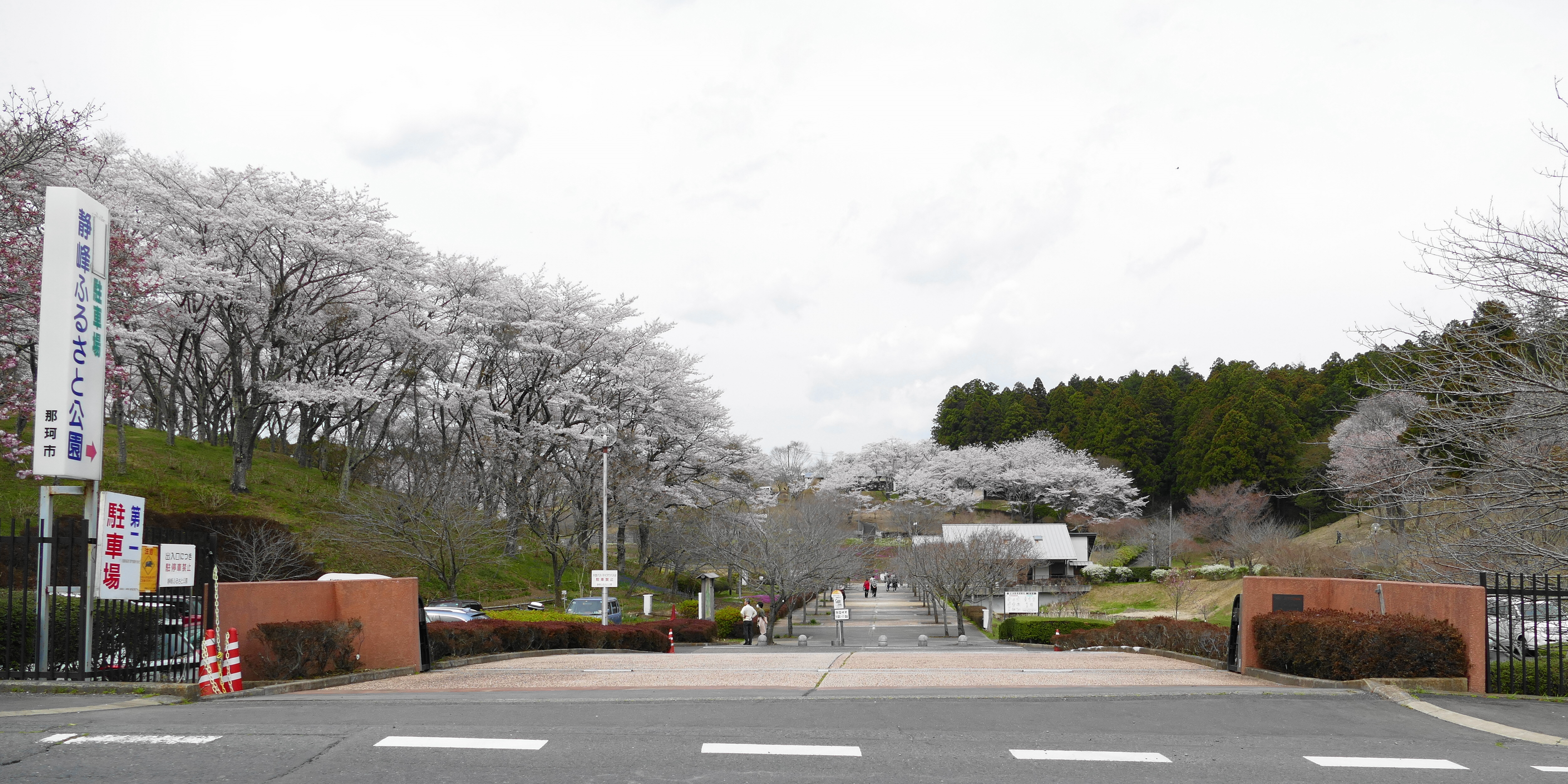
静峰公園（茨城県那珂市）
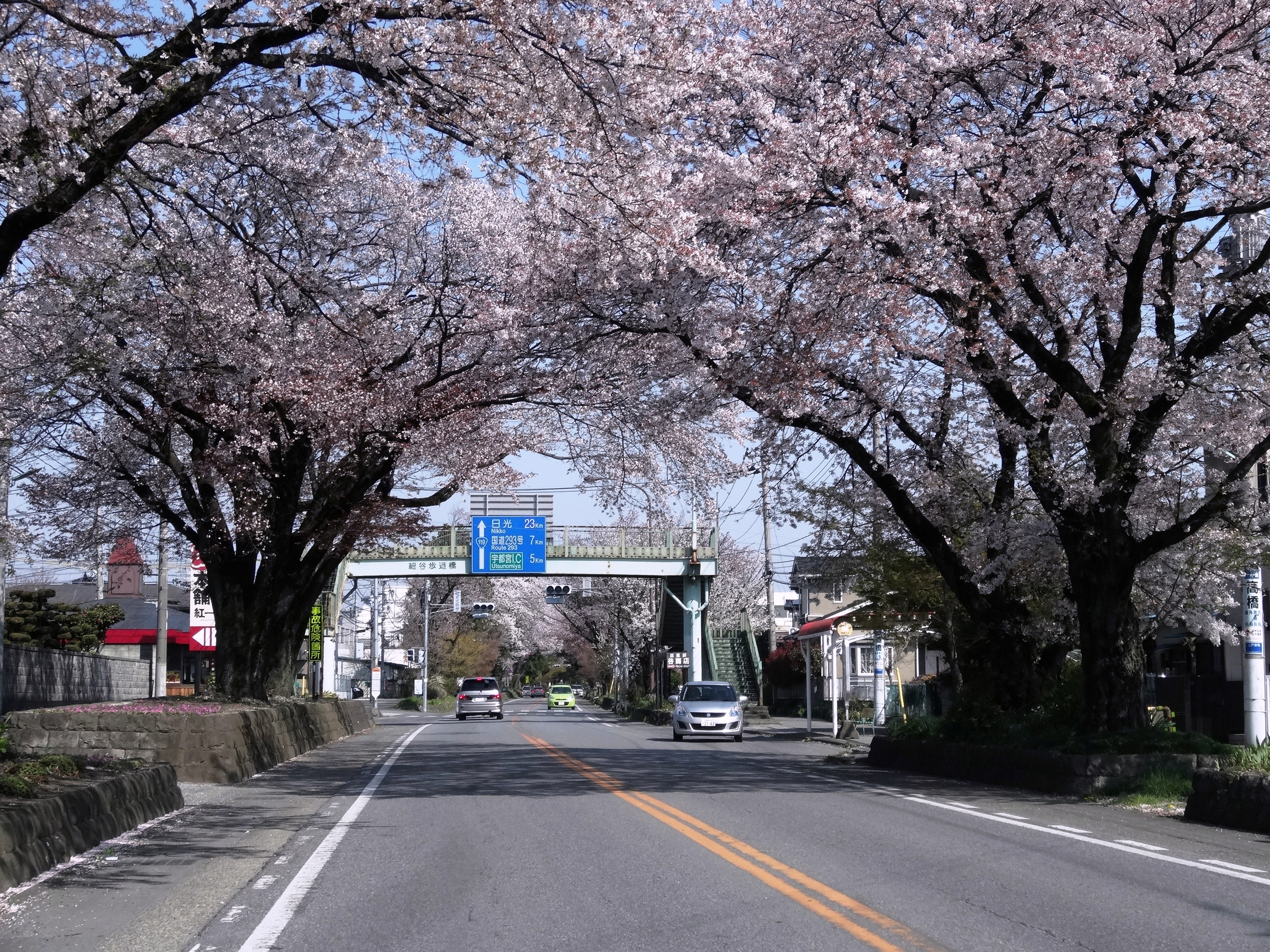
日光街道桜並木（栃木県宇都宮市）
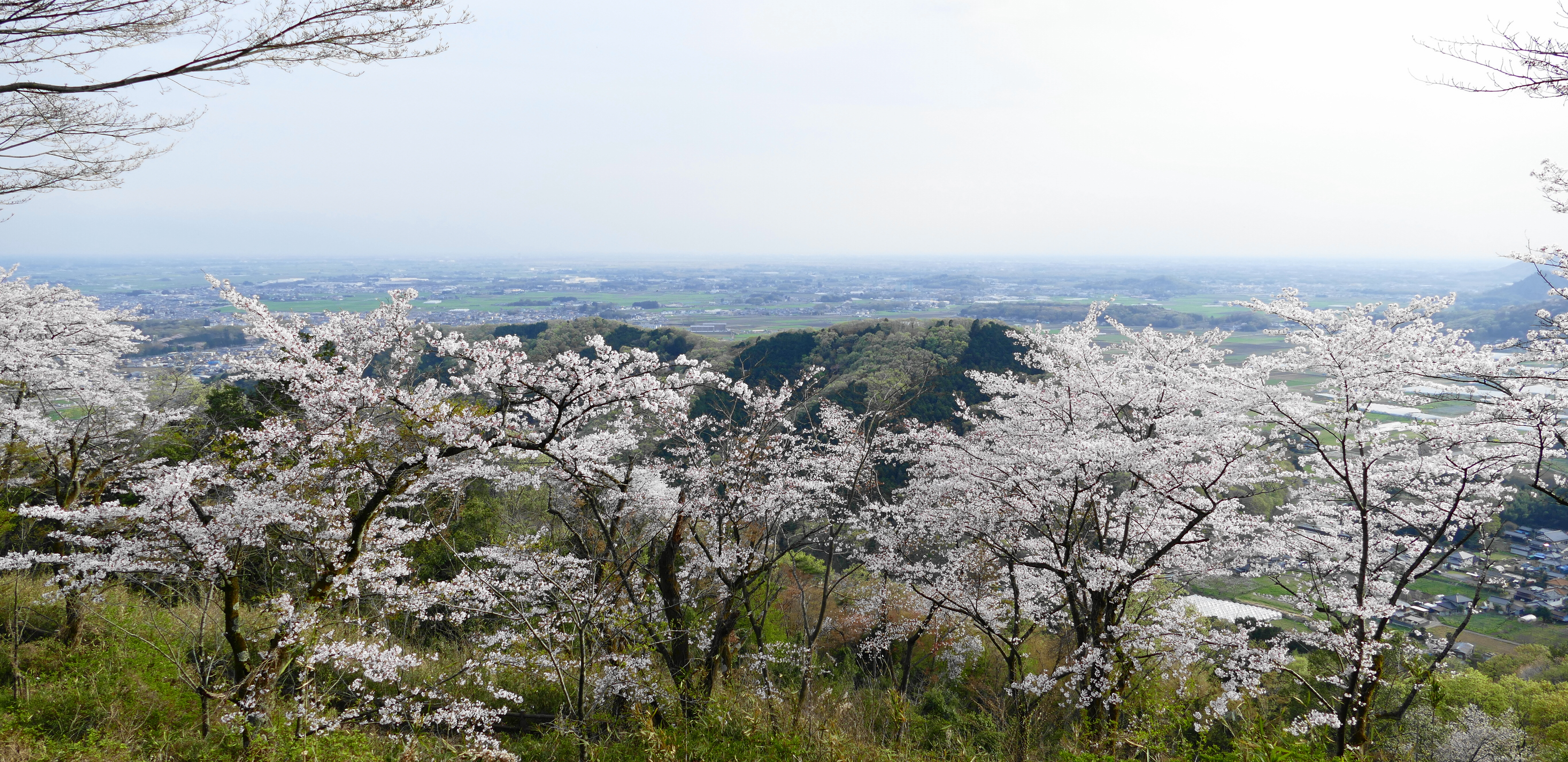
太平山県立自然公園（栃木県栃木市）
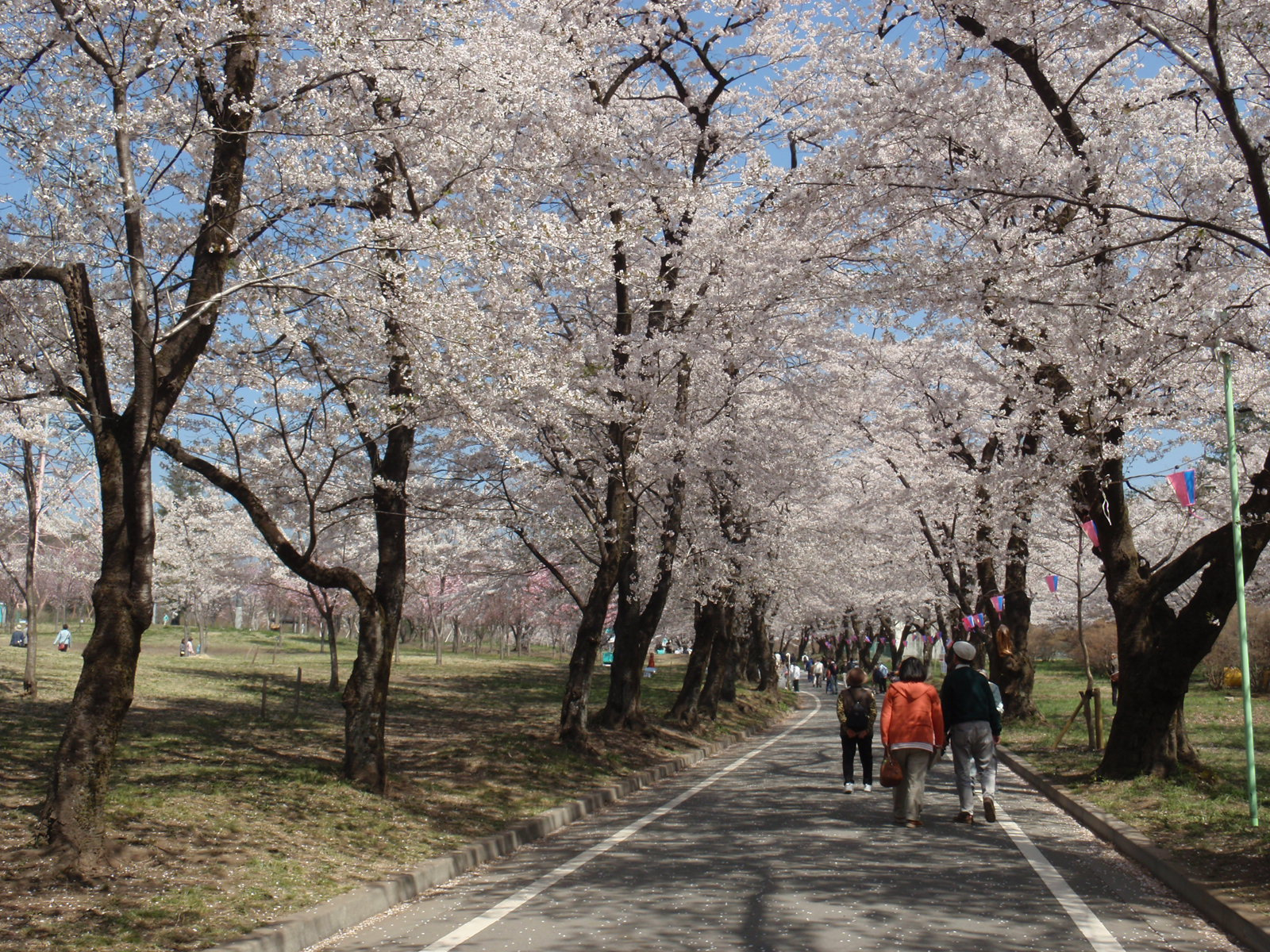
赤城南面千本桜（群馬県前橋市）
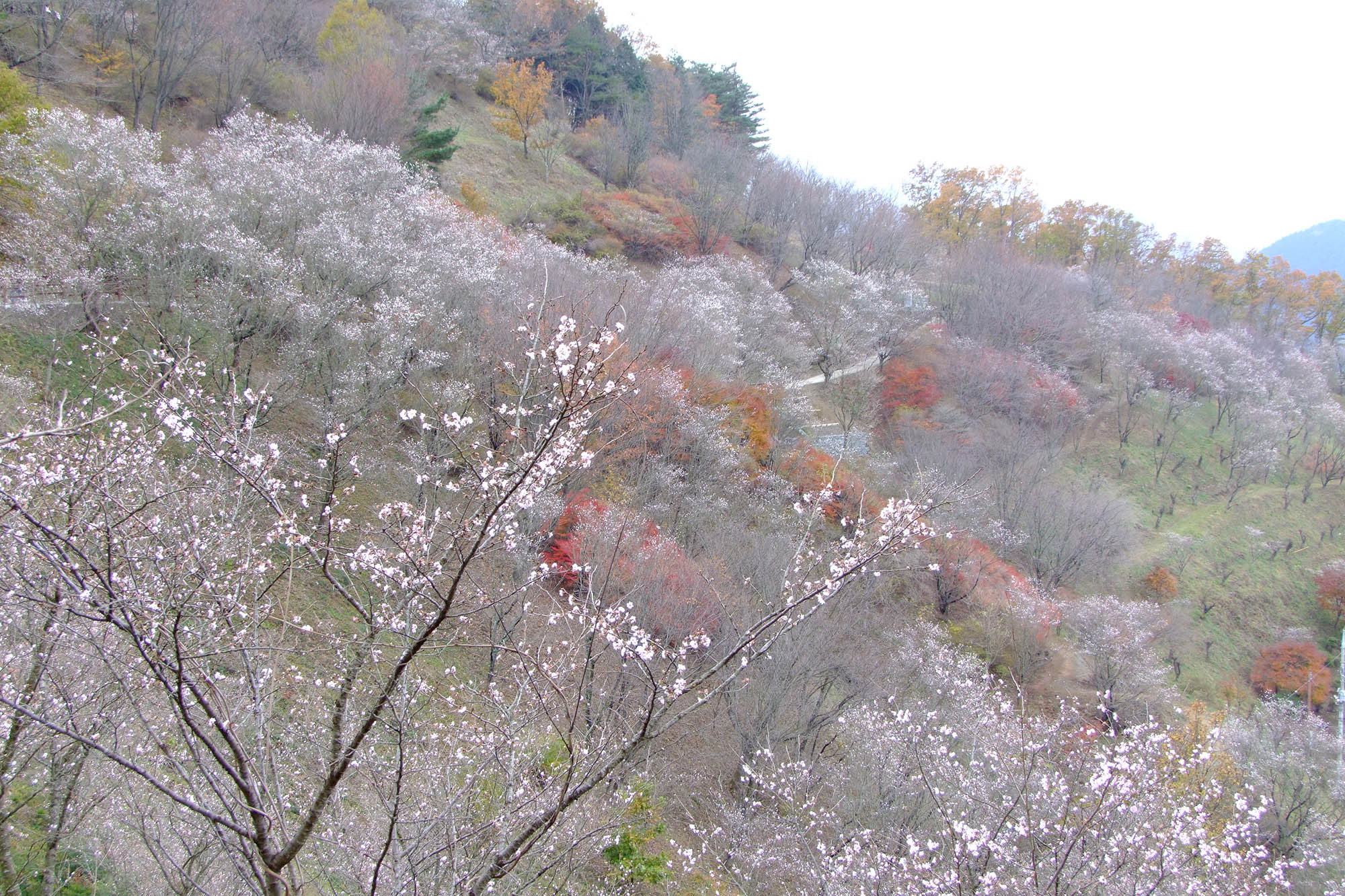
桜山公園（群馬県藤岡市）
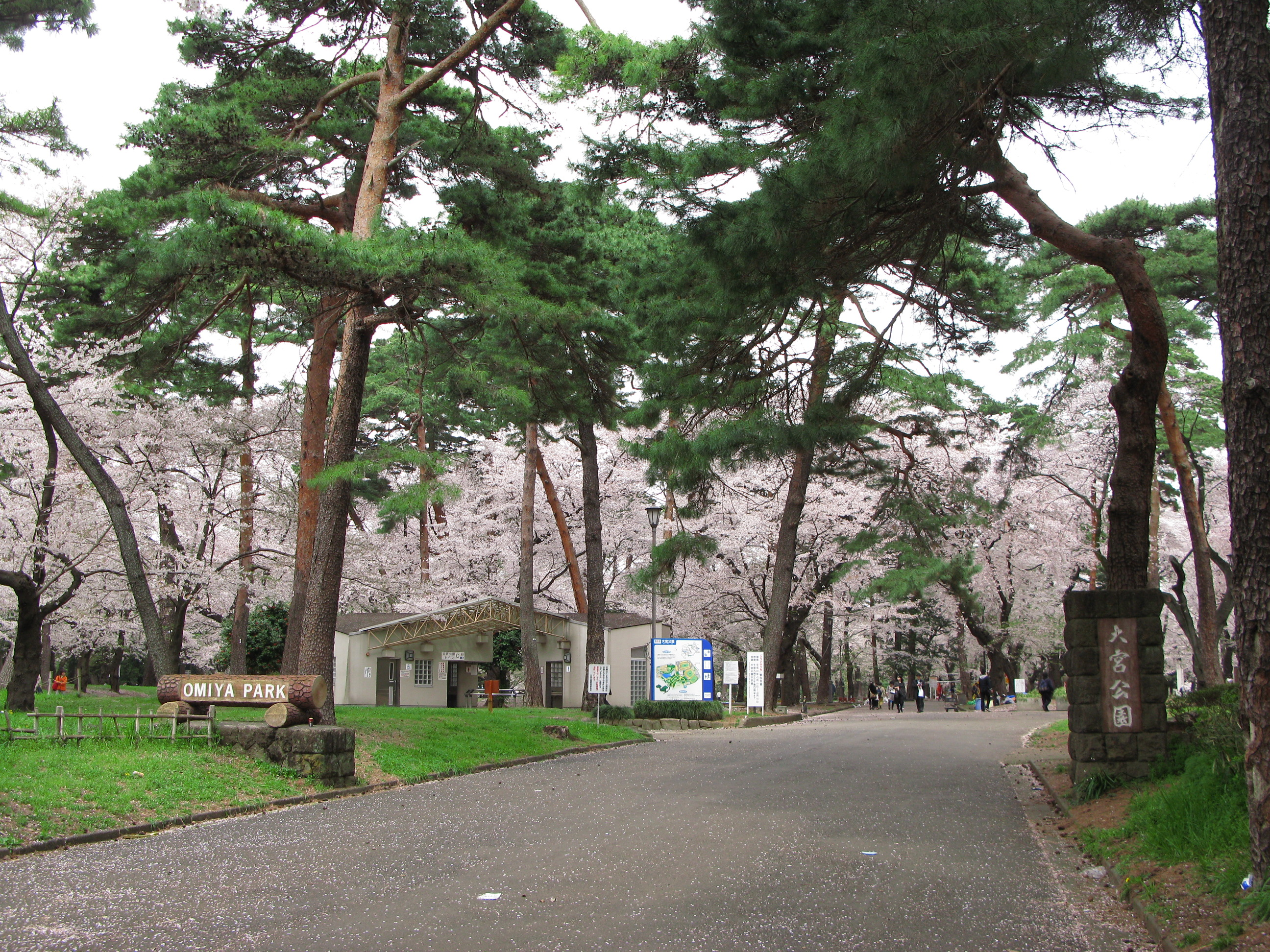
大宮公園（埼玉県さいたま市）
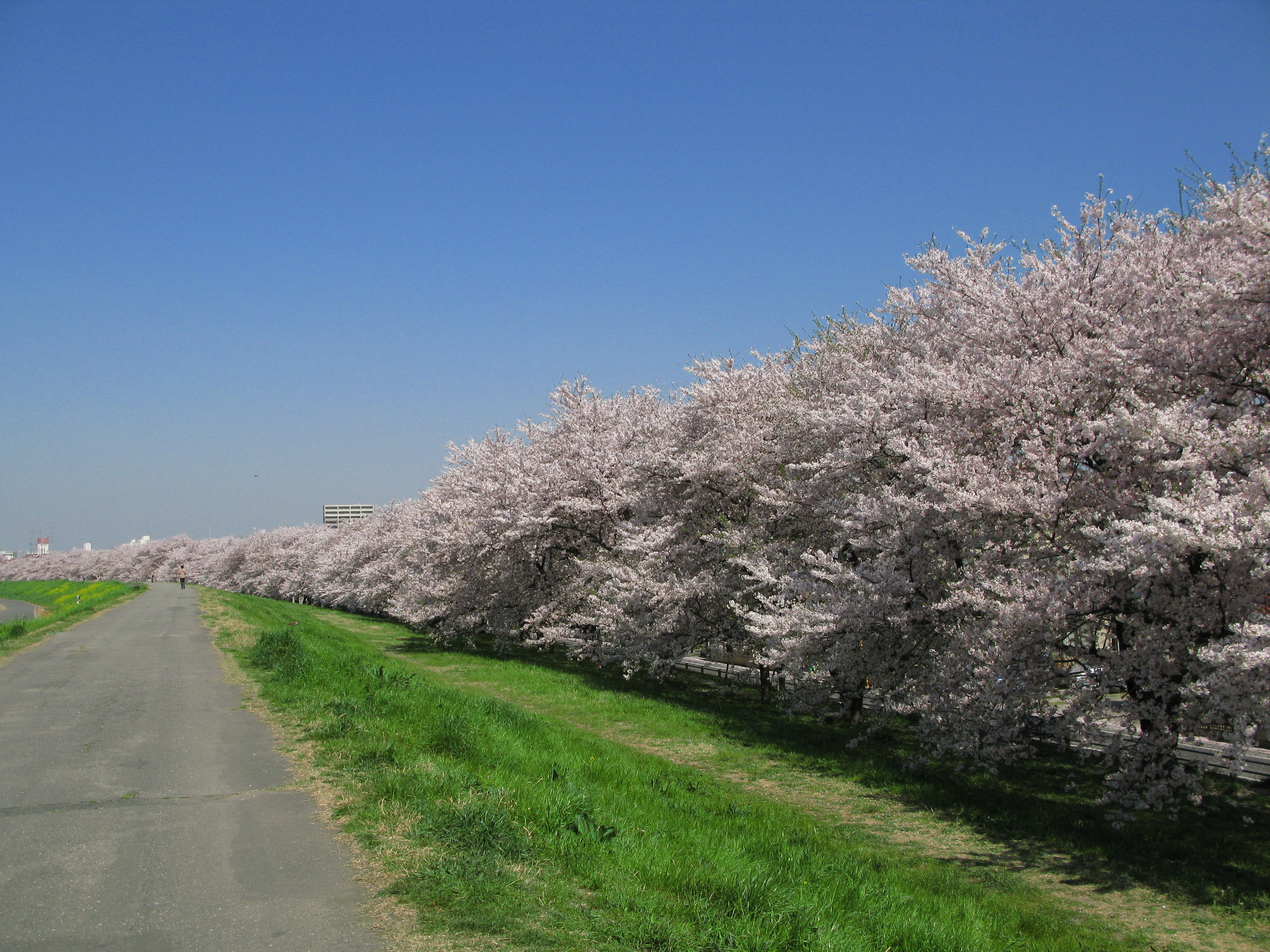
熊谷桜堤（埼玉県熊谷市）
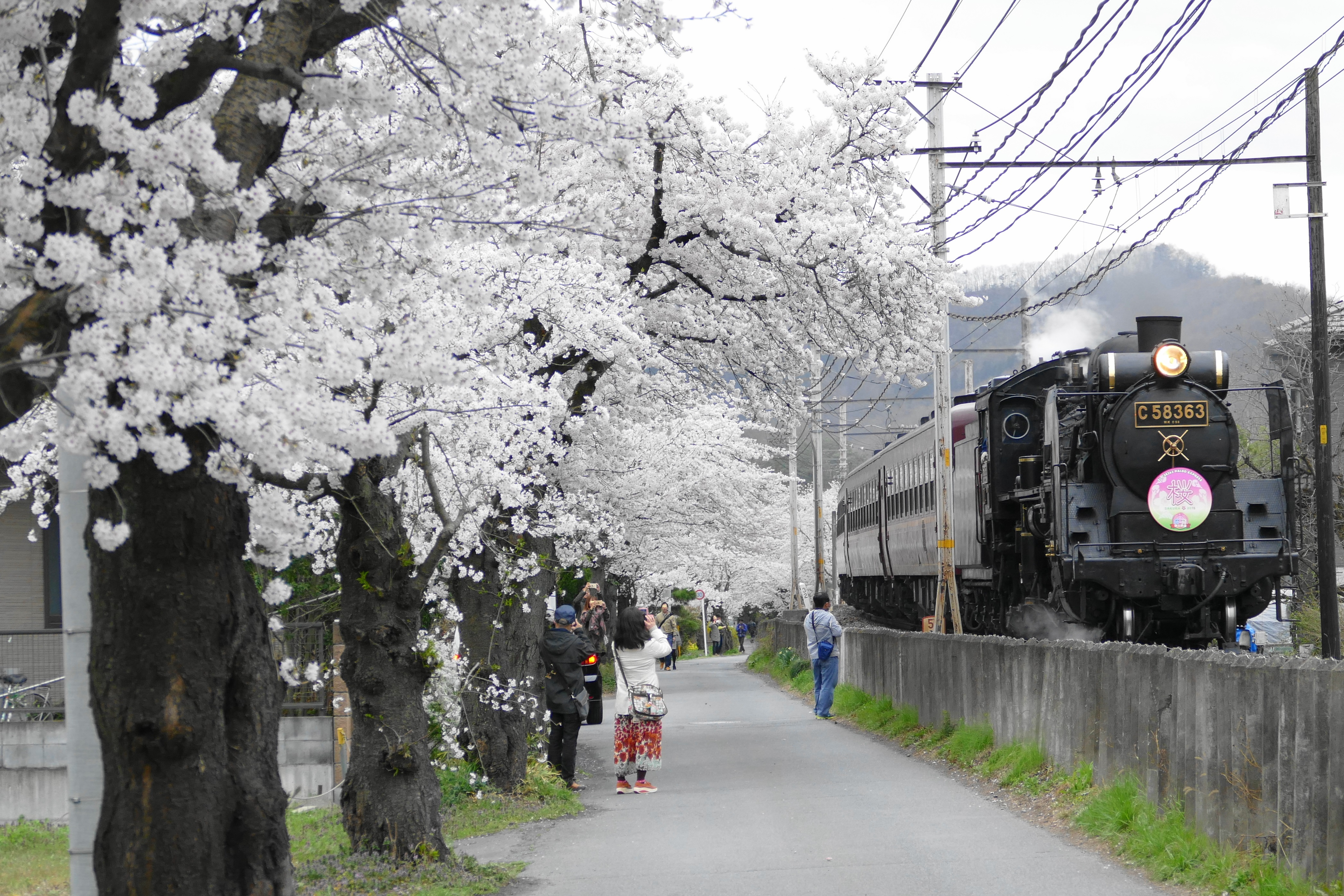
長瀞（埼玉県長瀞町）
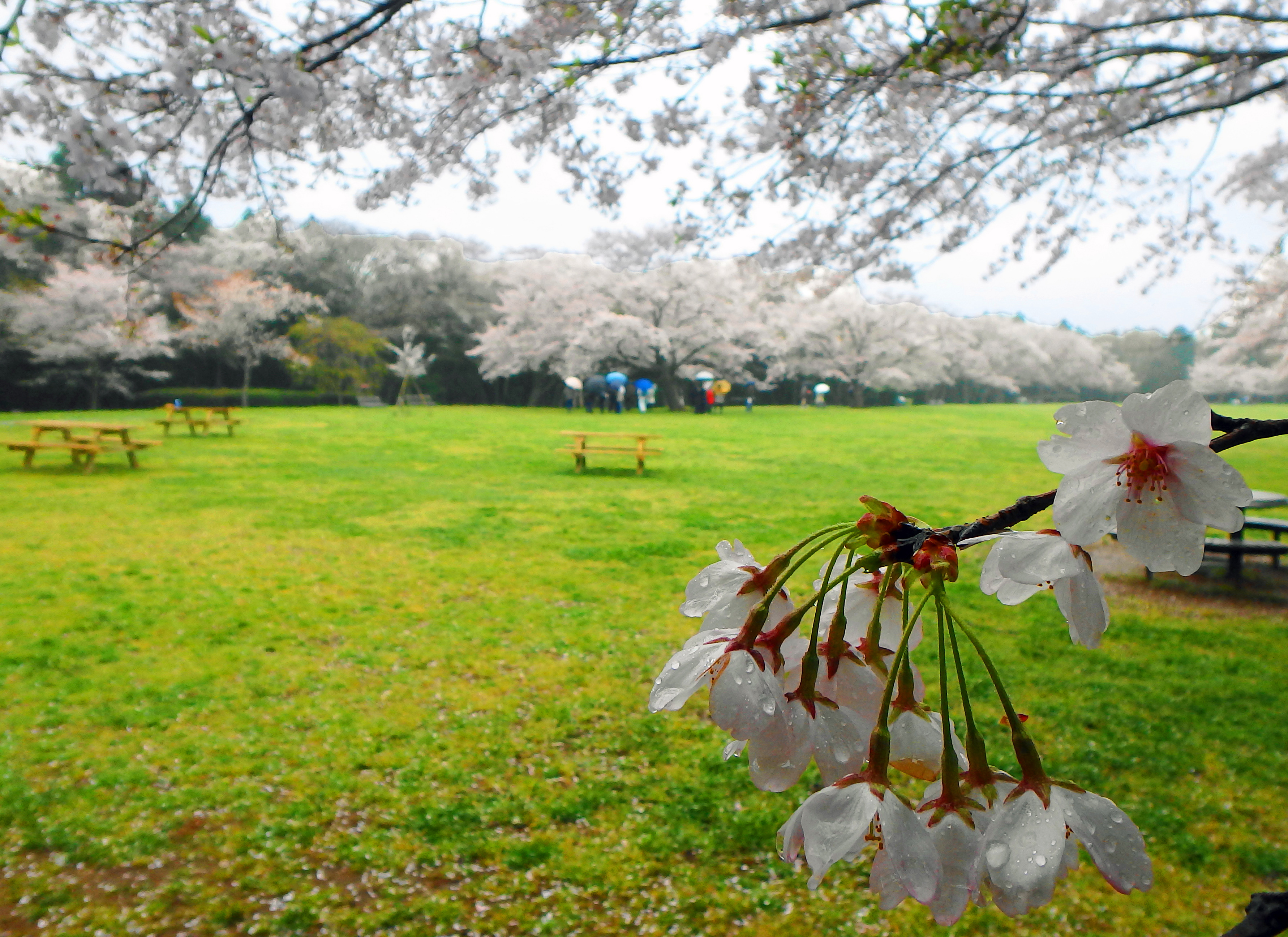
泉自然公園（千葉県千葉市）
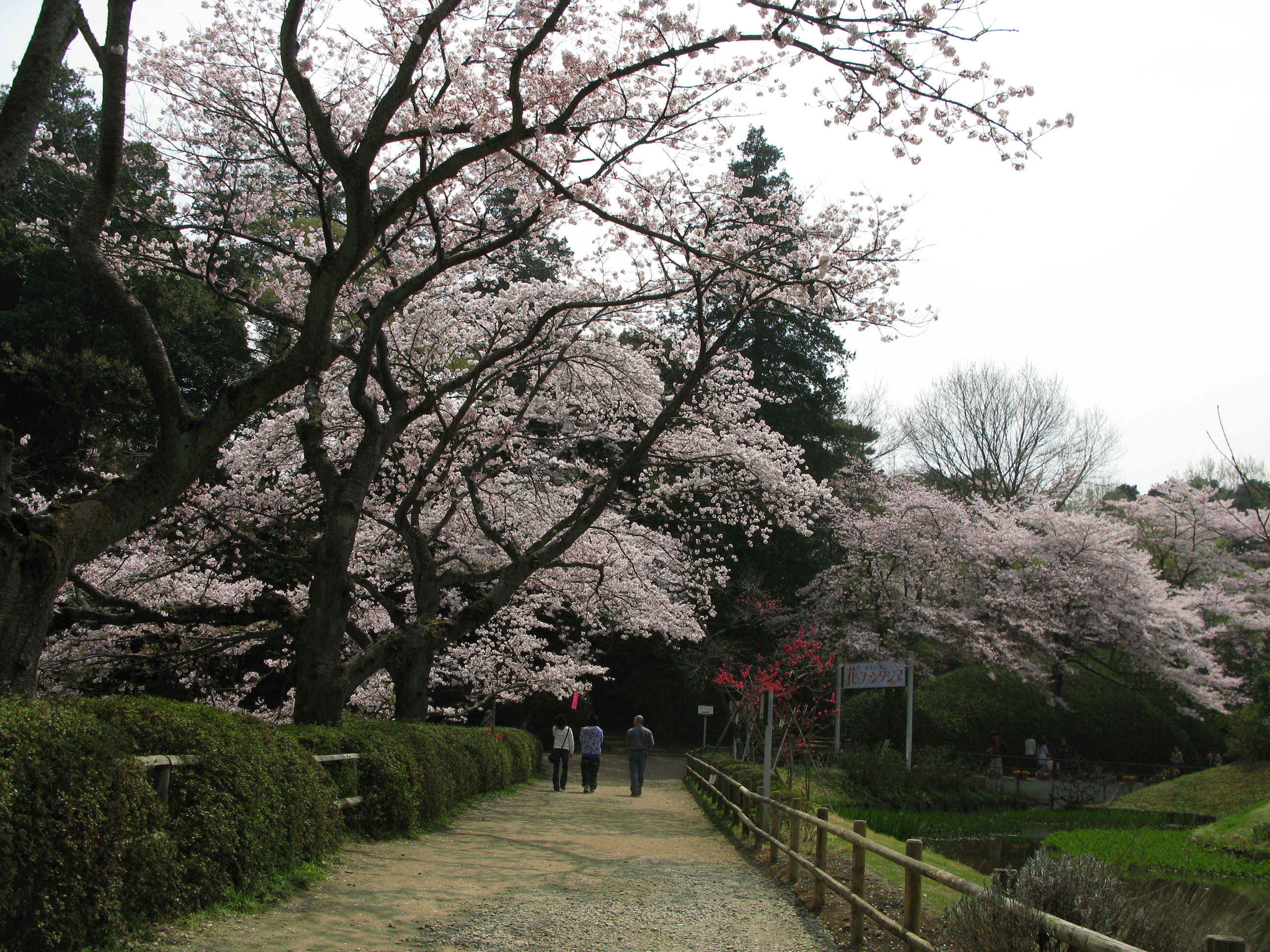
清水公園（千葉県野田市）
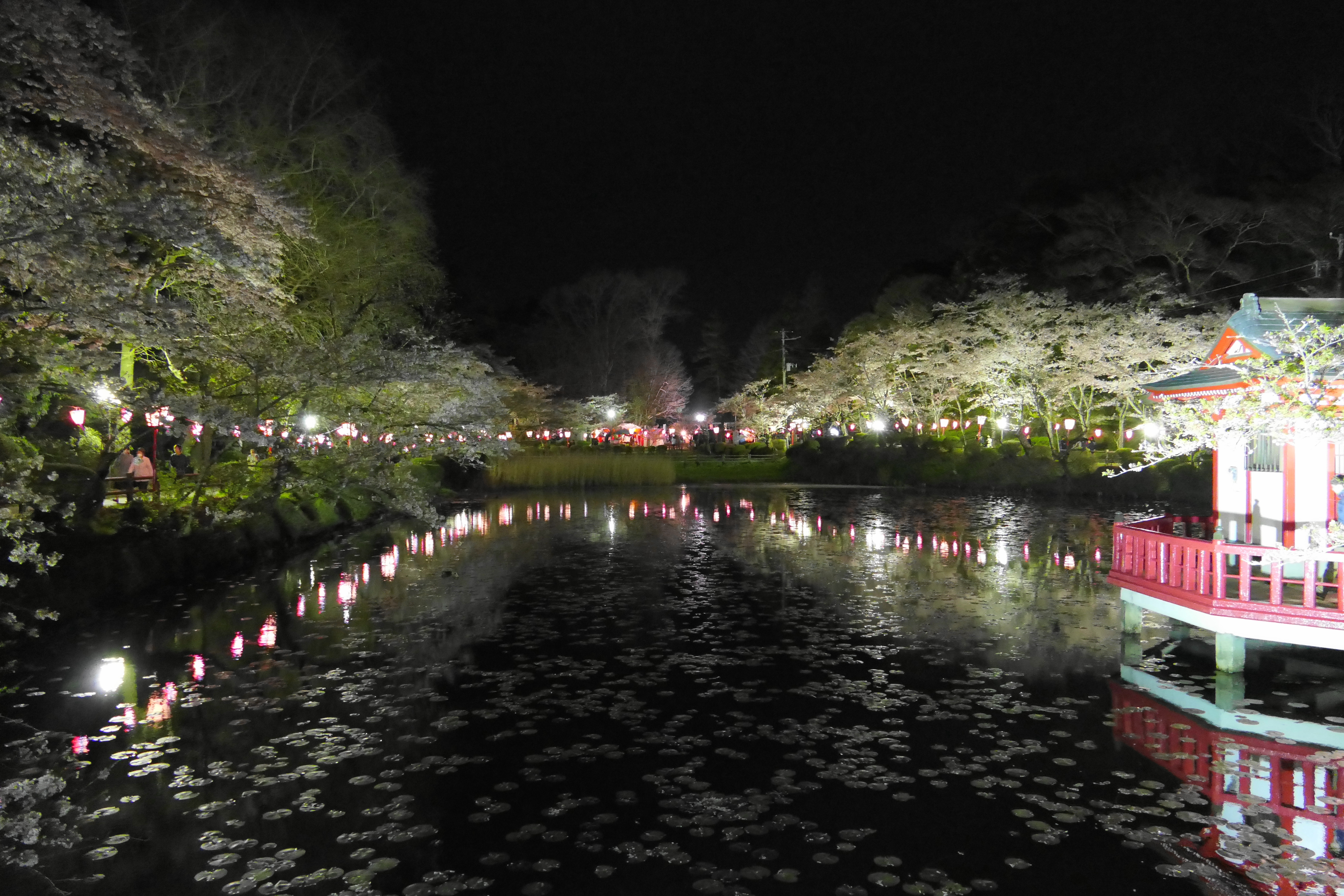
茂原公園（千葉県茂原市）
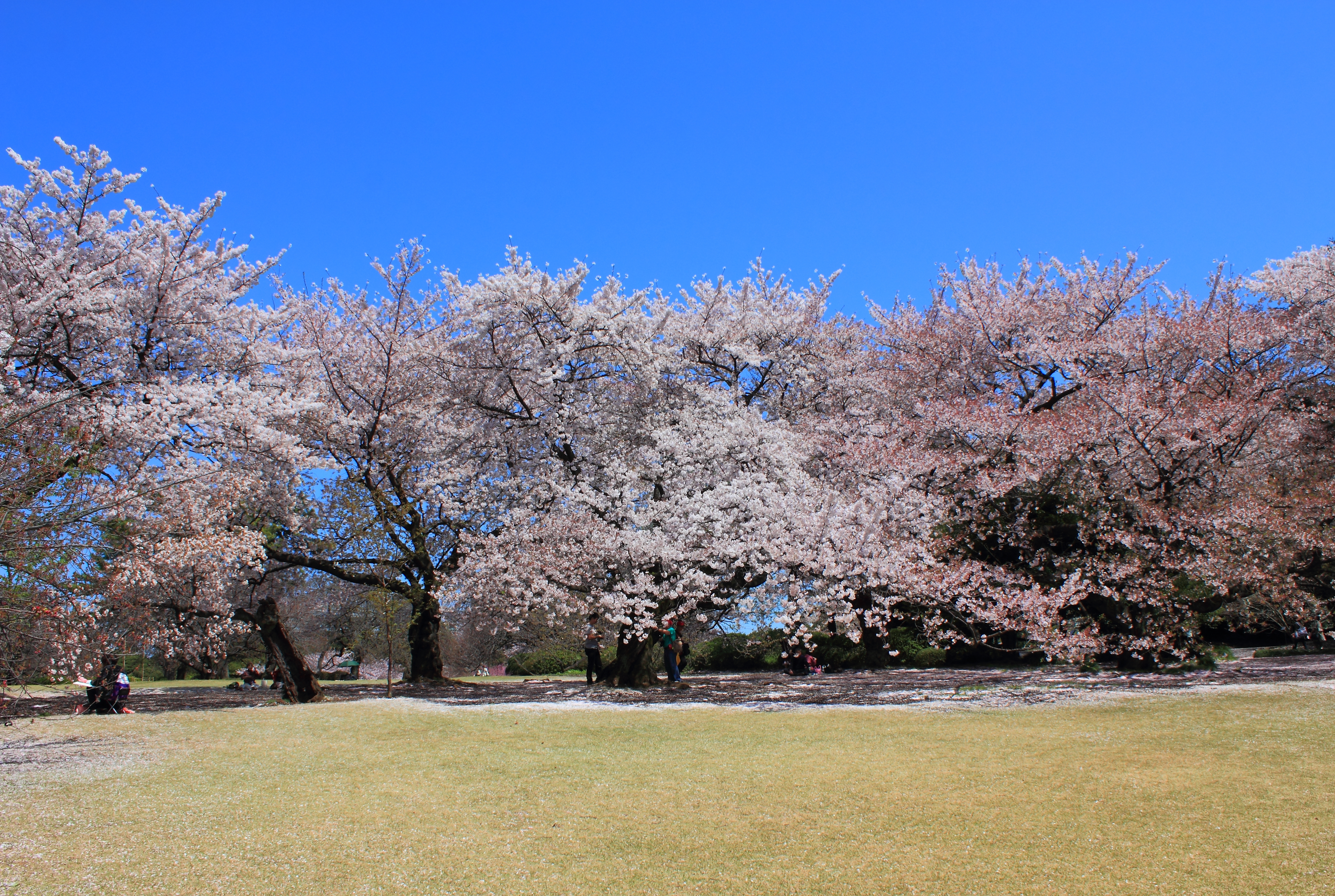
新宿御苑（東京都新宿区）
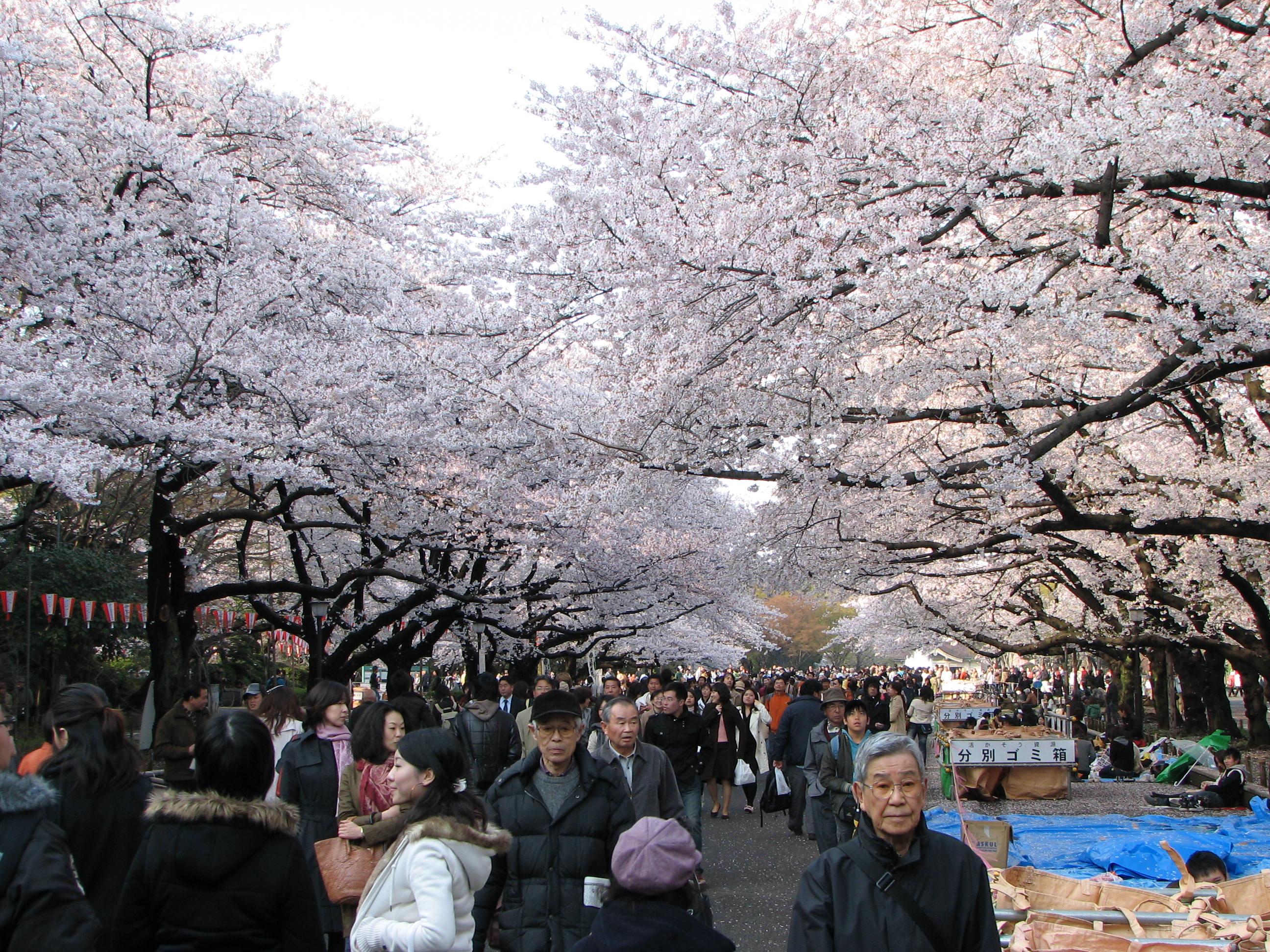
上野恩賜公園（東京都台東区）
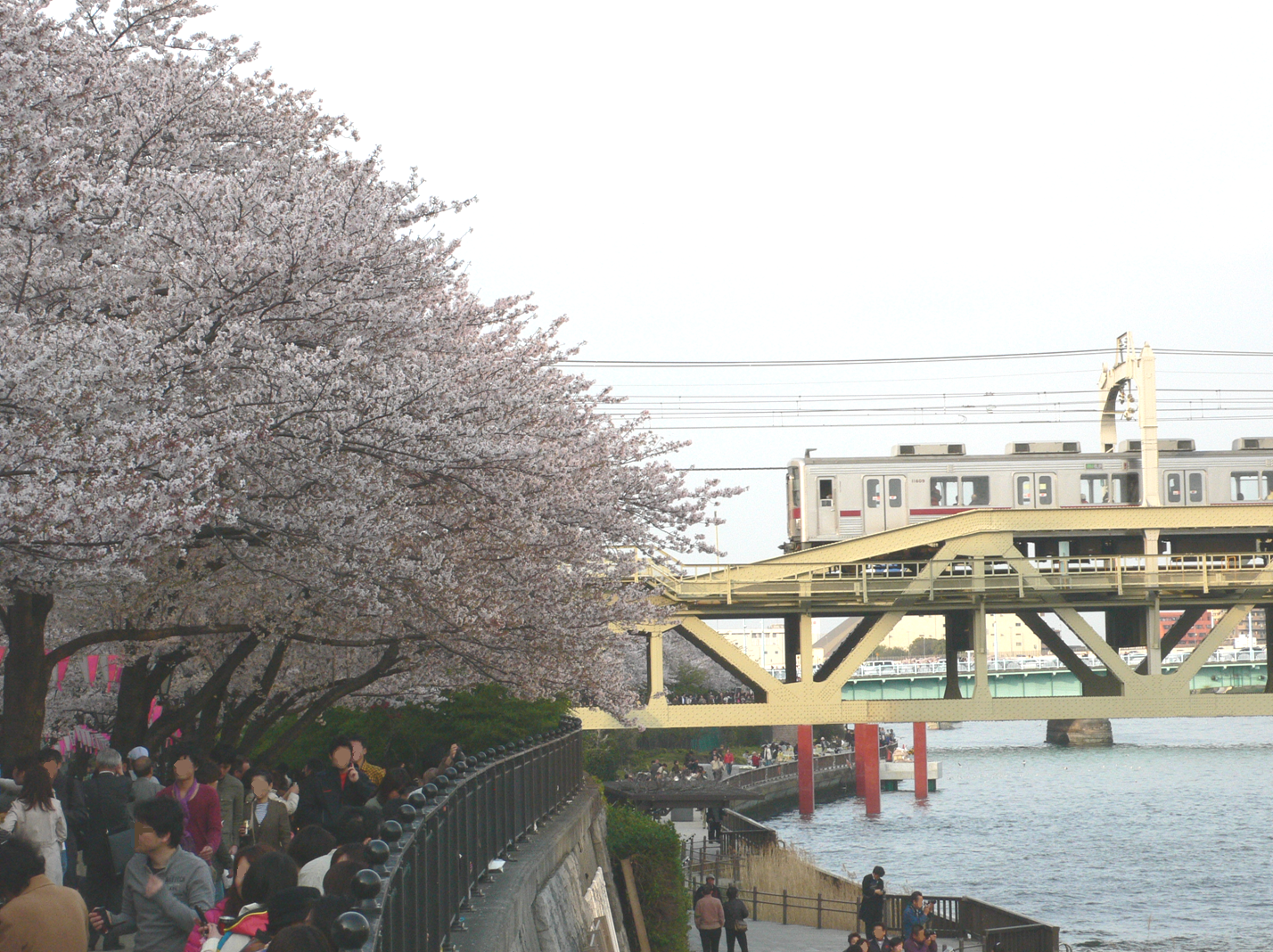
隅田公園（東京都墨田区）
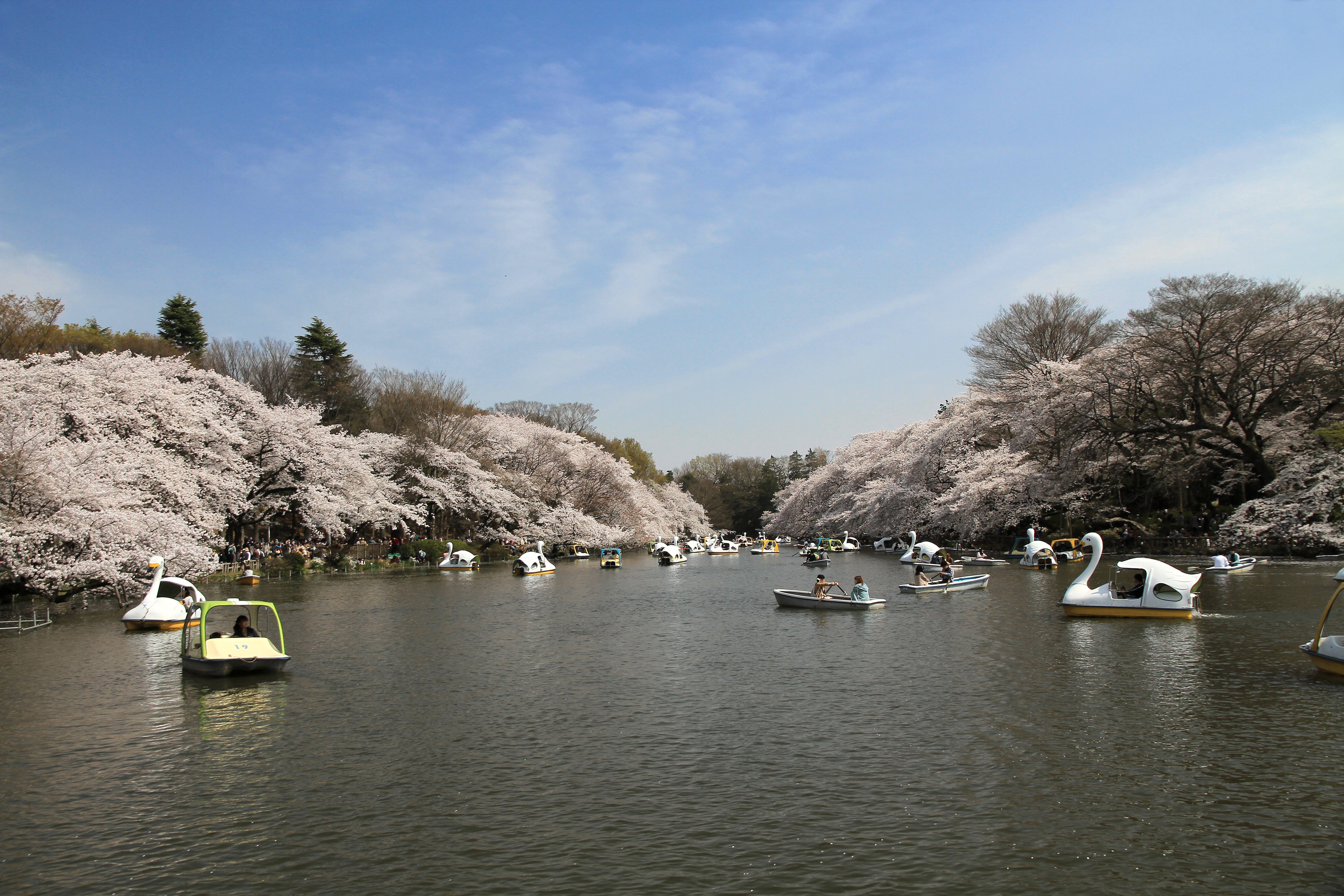
井の頭恩賜公園（東京都武蔵野市）
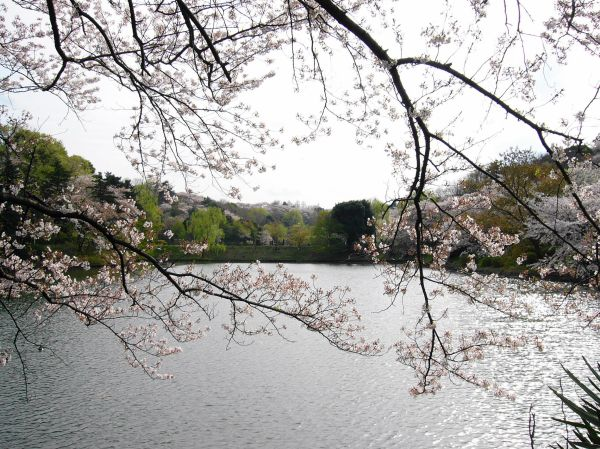
神奈川県立三ツ池公園（神奈川県横浜市）
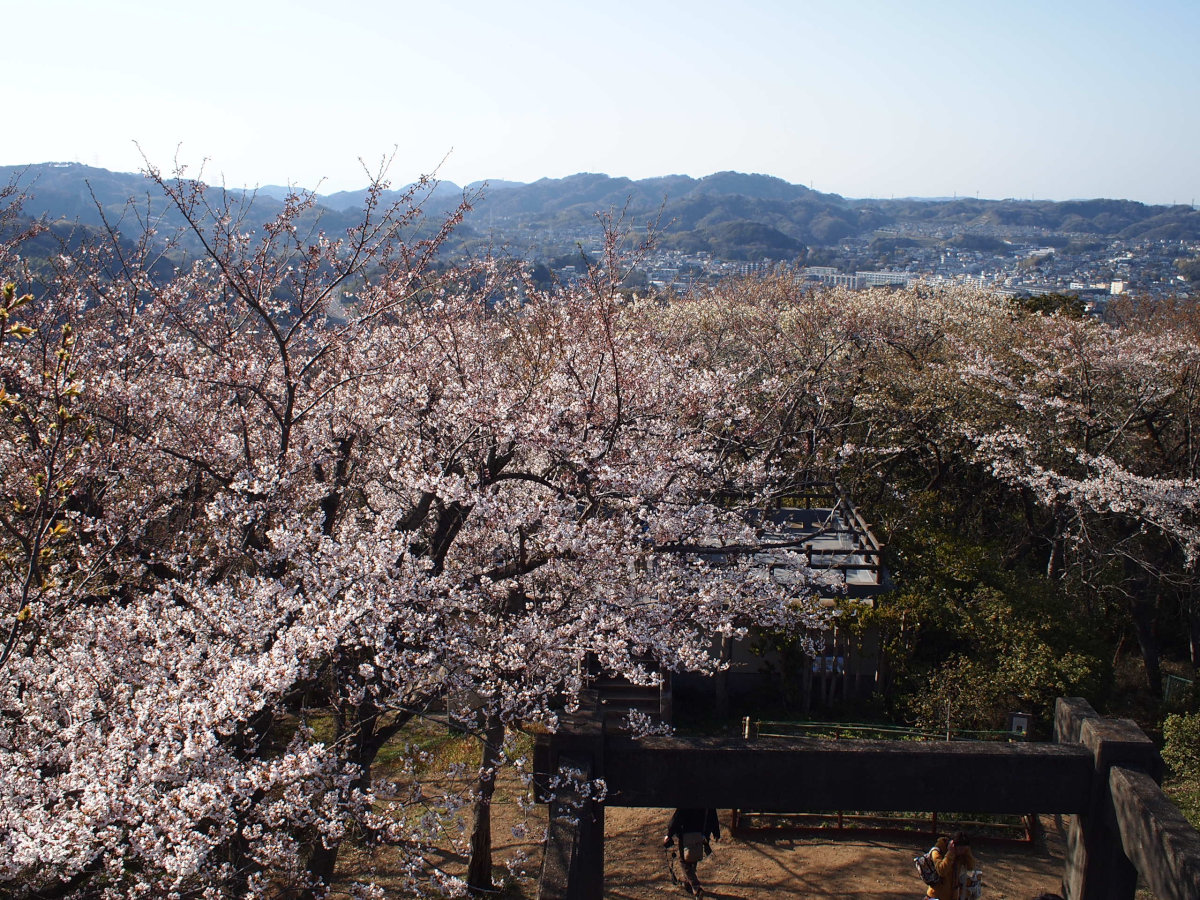
衣笠山公園（神奈川県横須賀市）
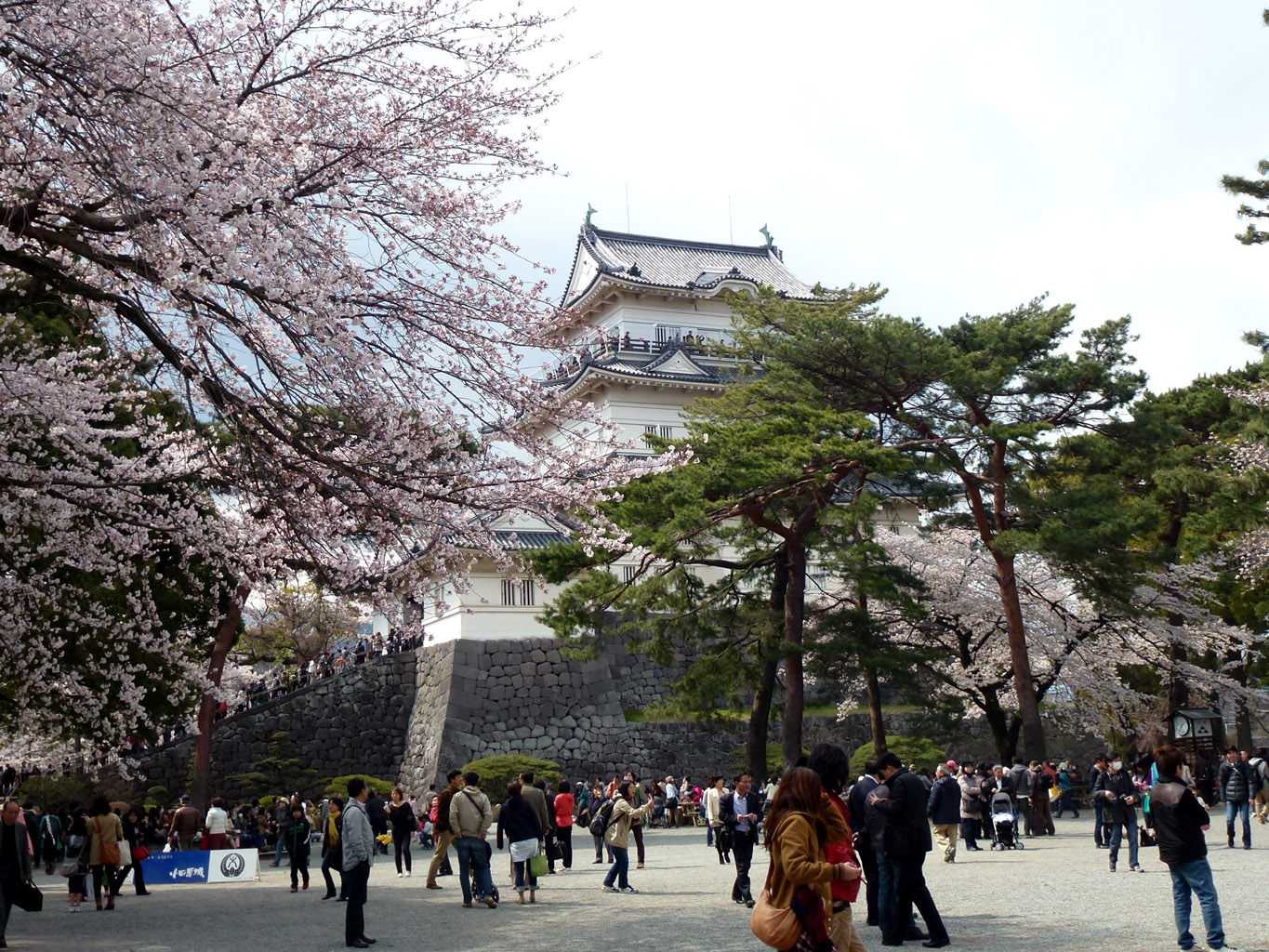
小田原城址公園・城山公園（神奈川県小田原市）
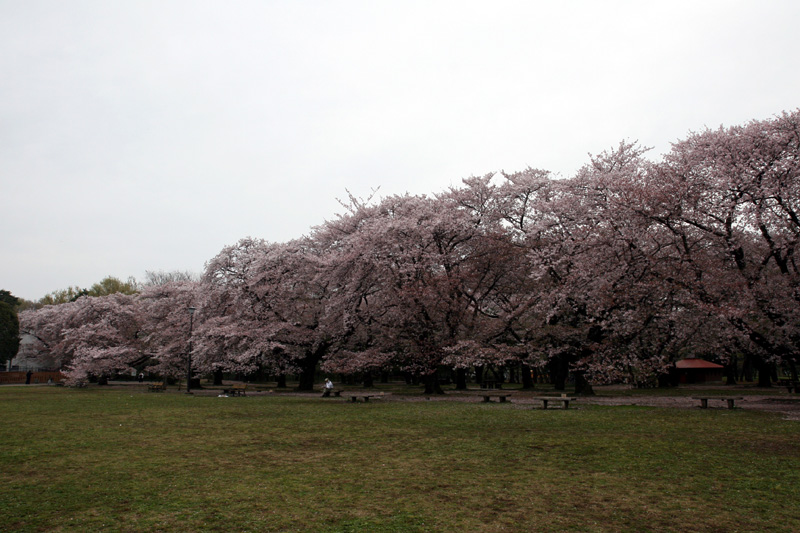
小金井公園（東京都小金井市）

### 中部地方

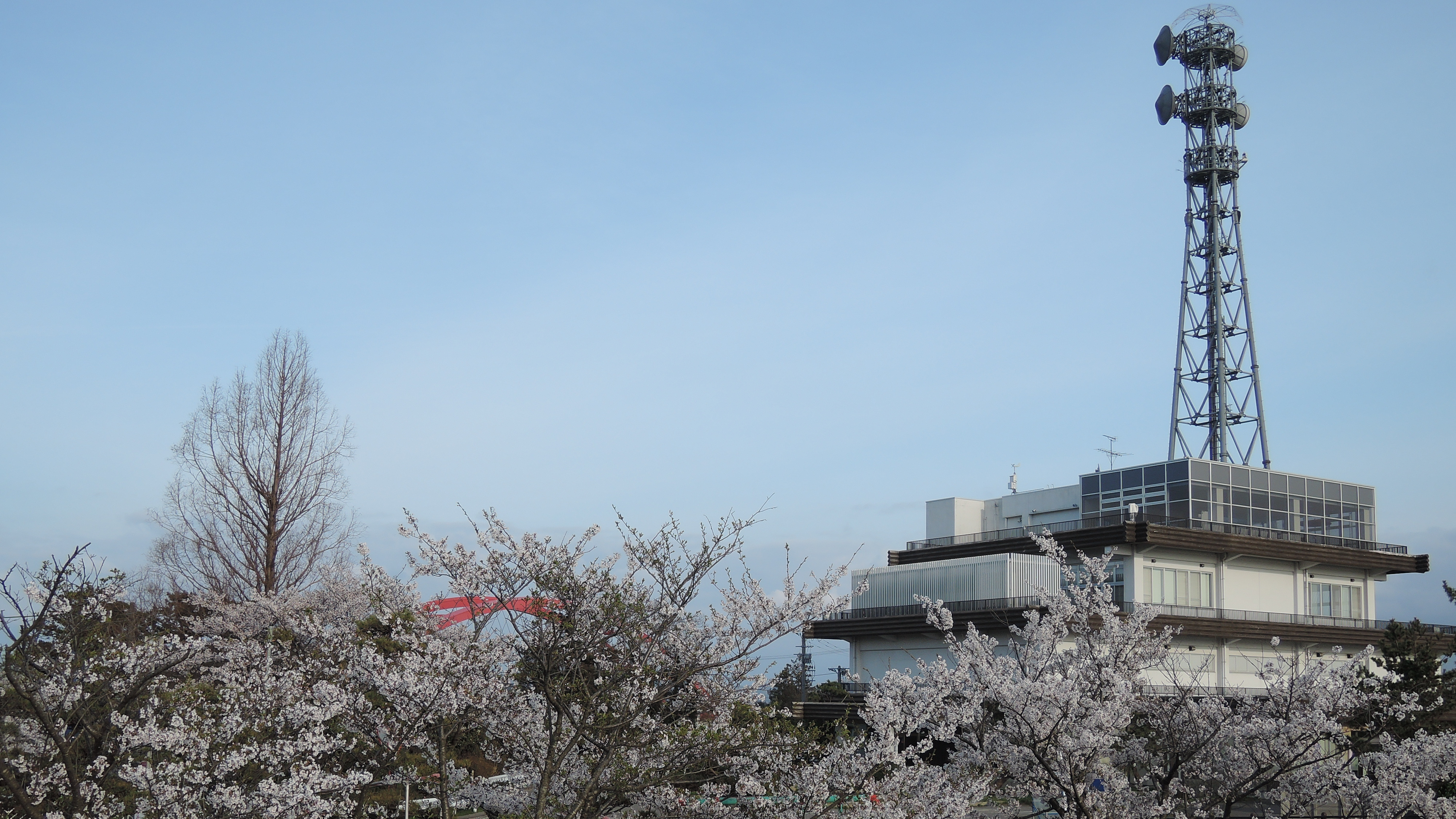
大河津分水路（新潟県燕市）
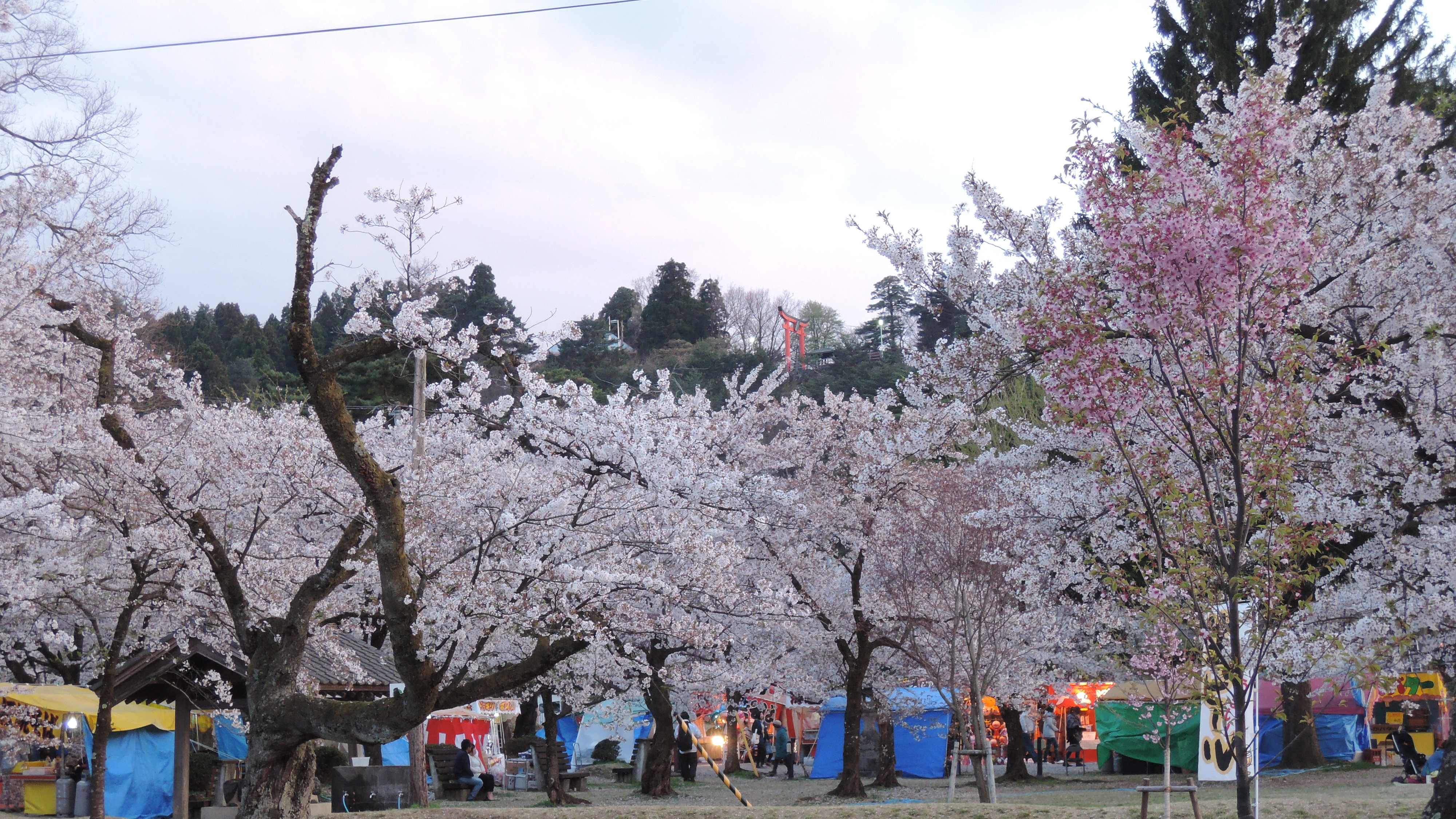
村松公園（新潟県五泉市）
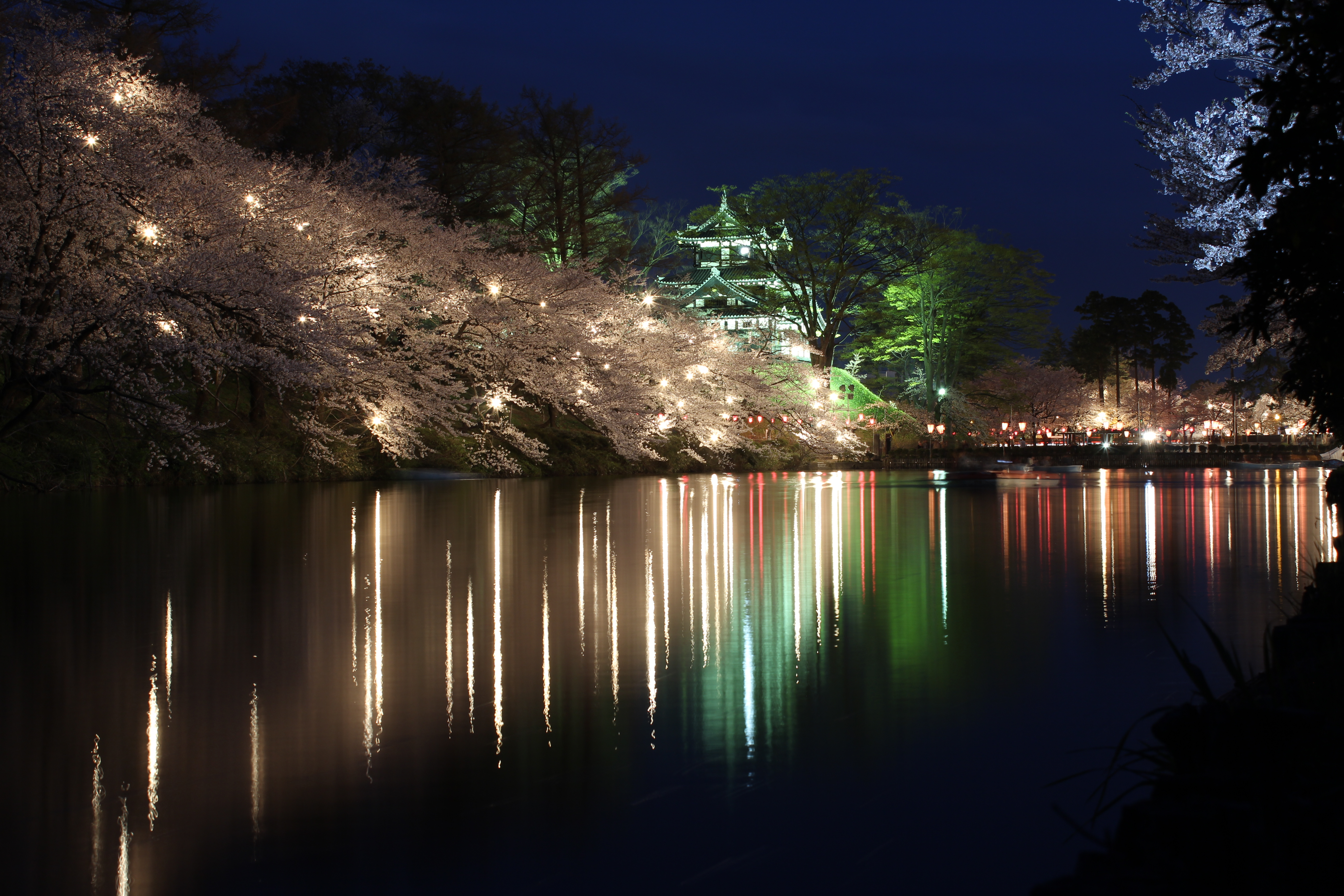
高田城址公園（新潟県上越市）
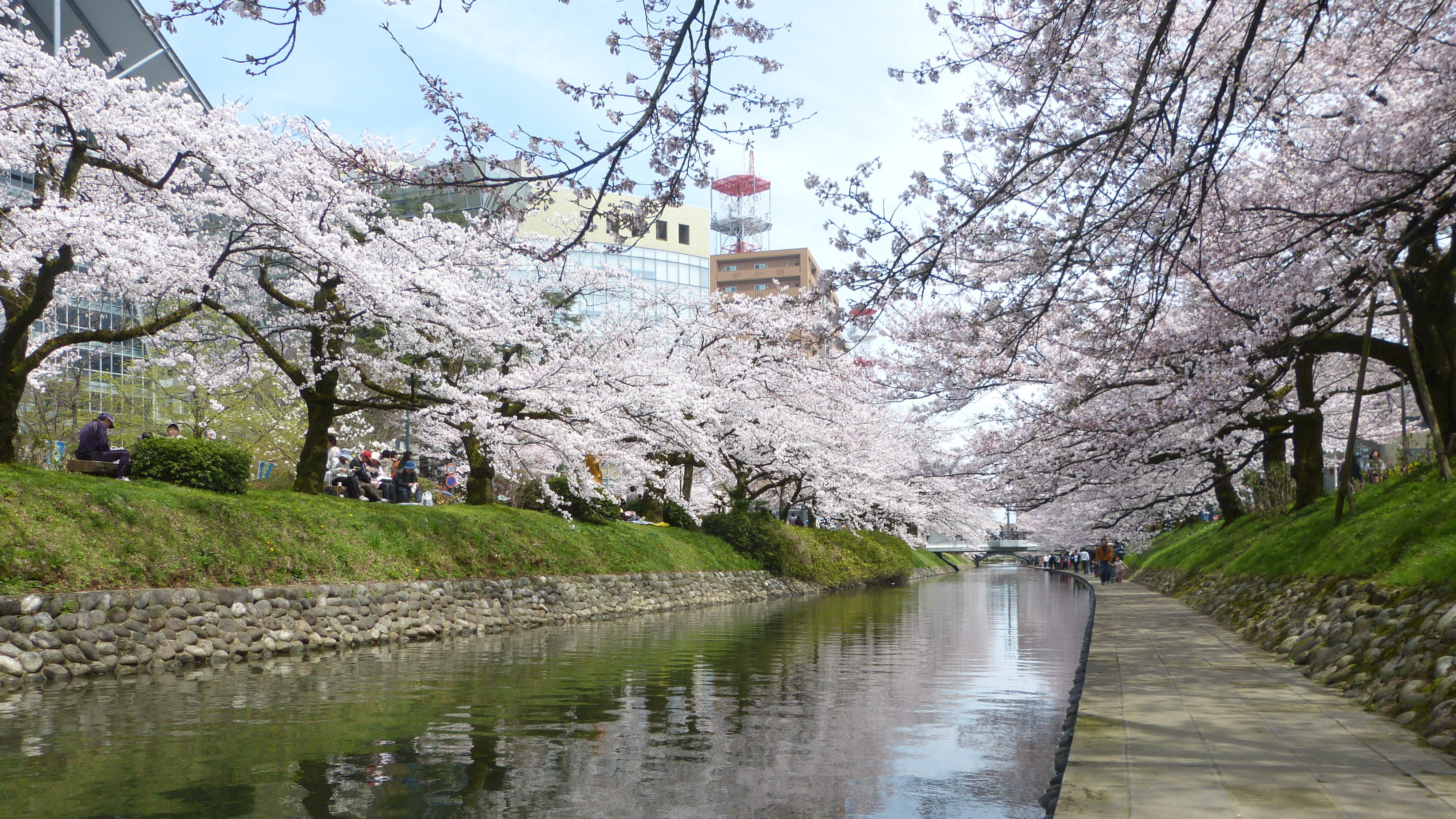
松川公園（富山県富山市）
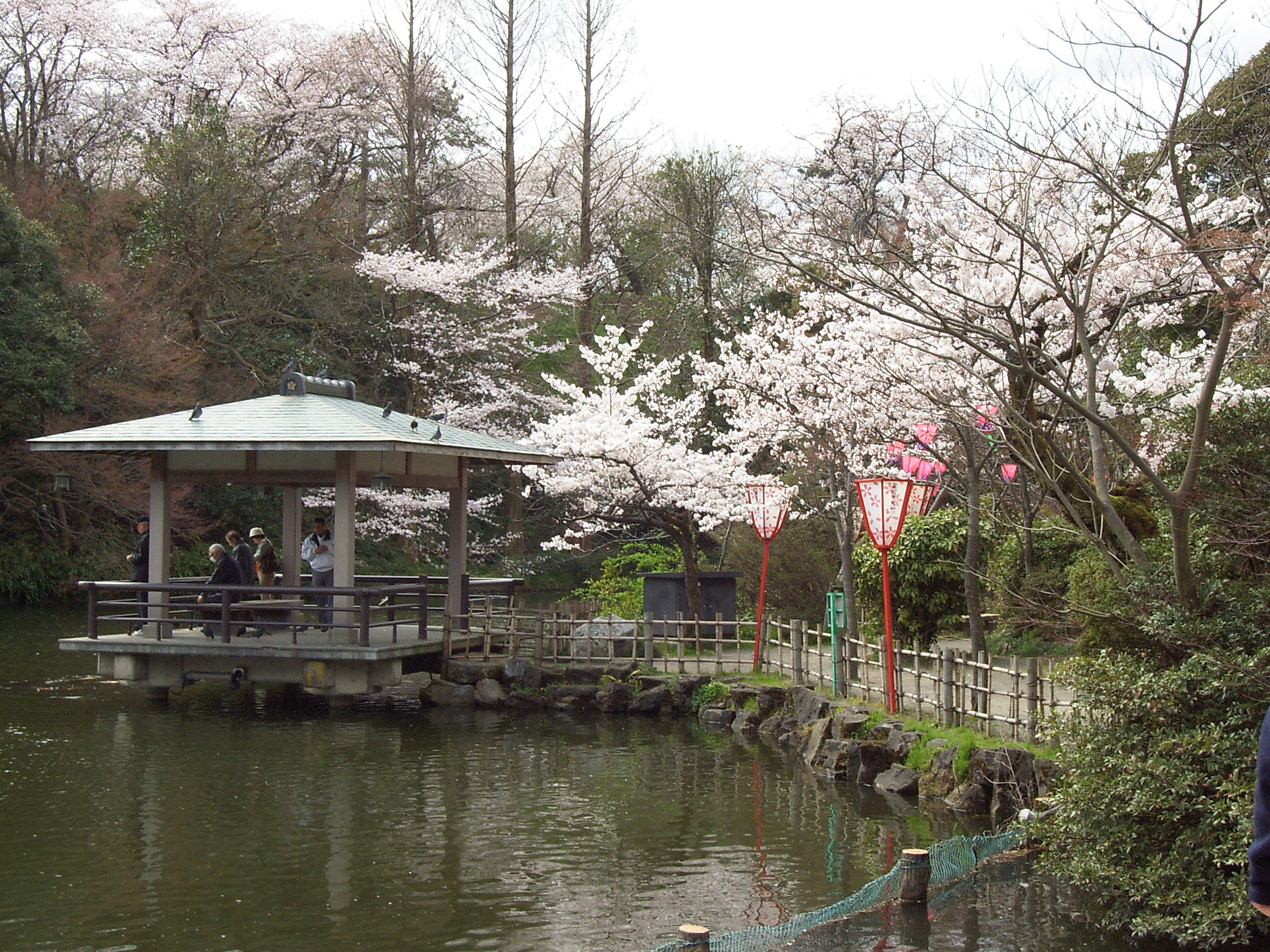
高岡古城公園（富山県高岡市）
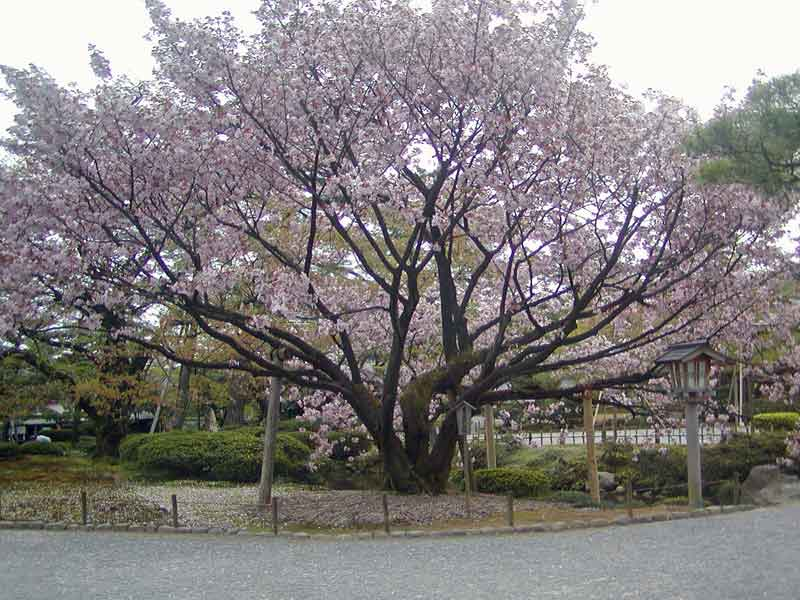
兼六園（石川県金沢市）
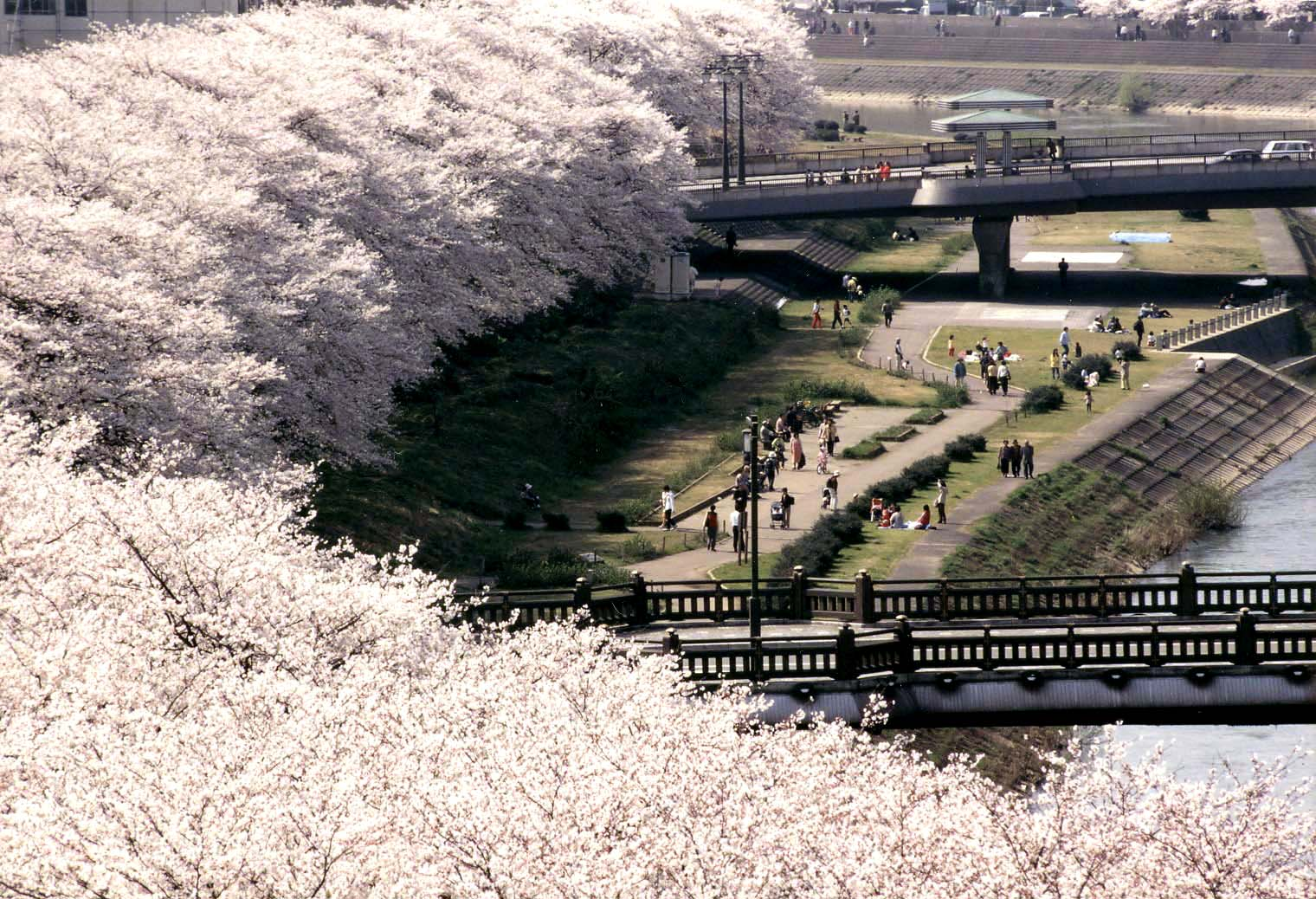
足羽川・足羽山公園（福井県福井市）
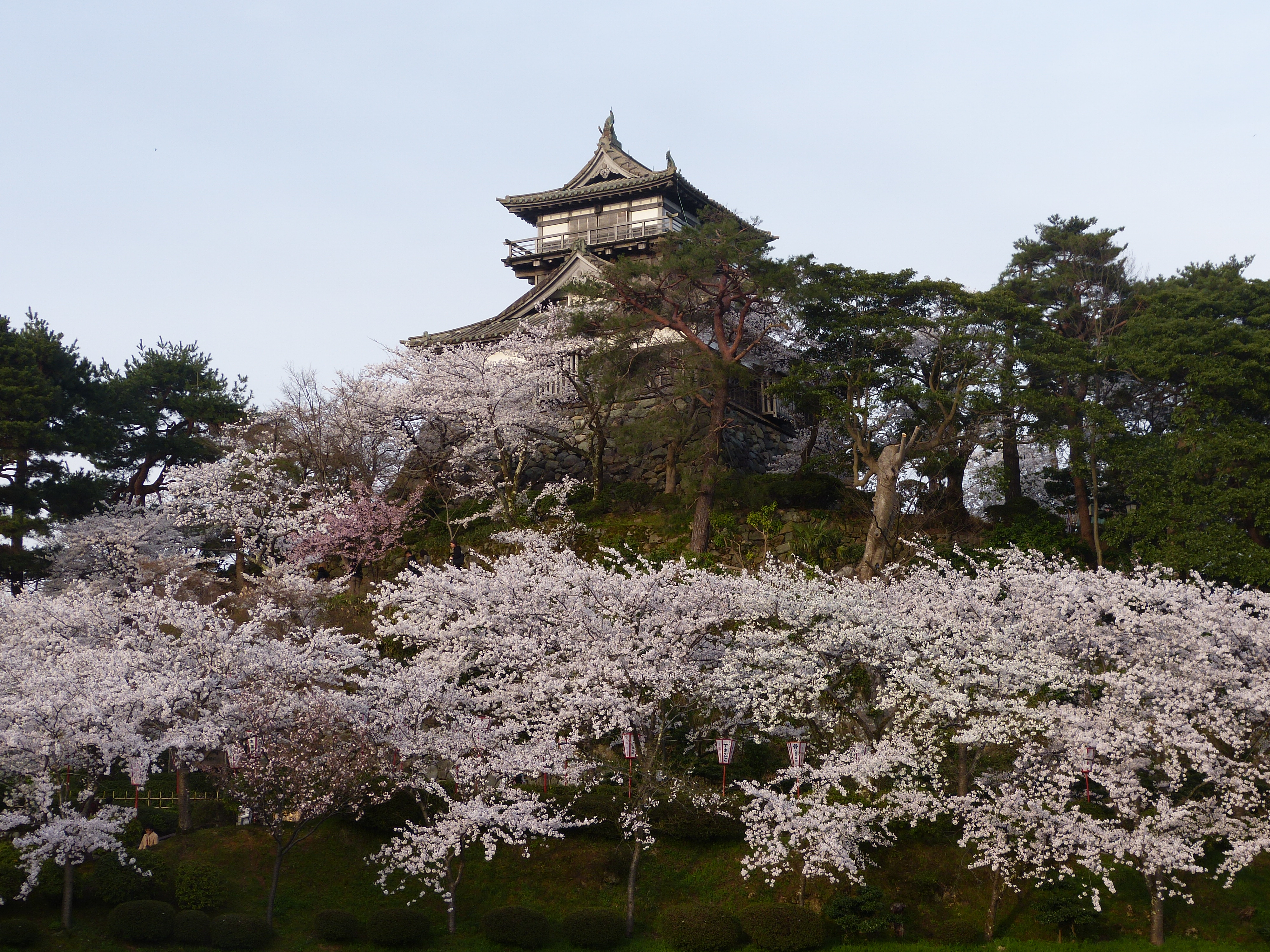
霞ヶ城公園（坂井）（福井県坂井市）
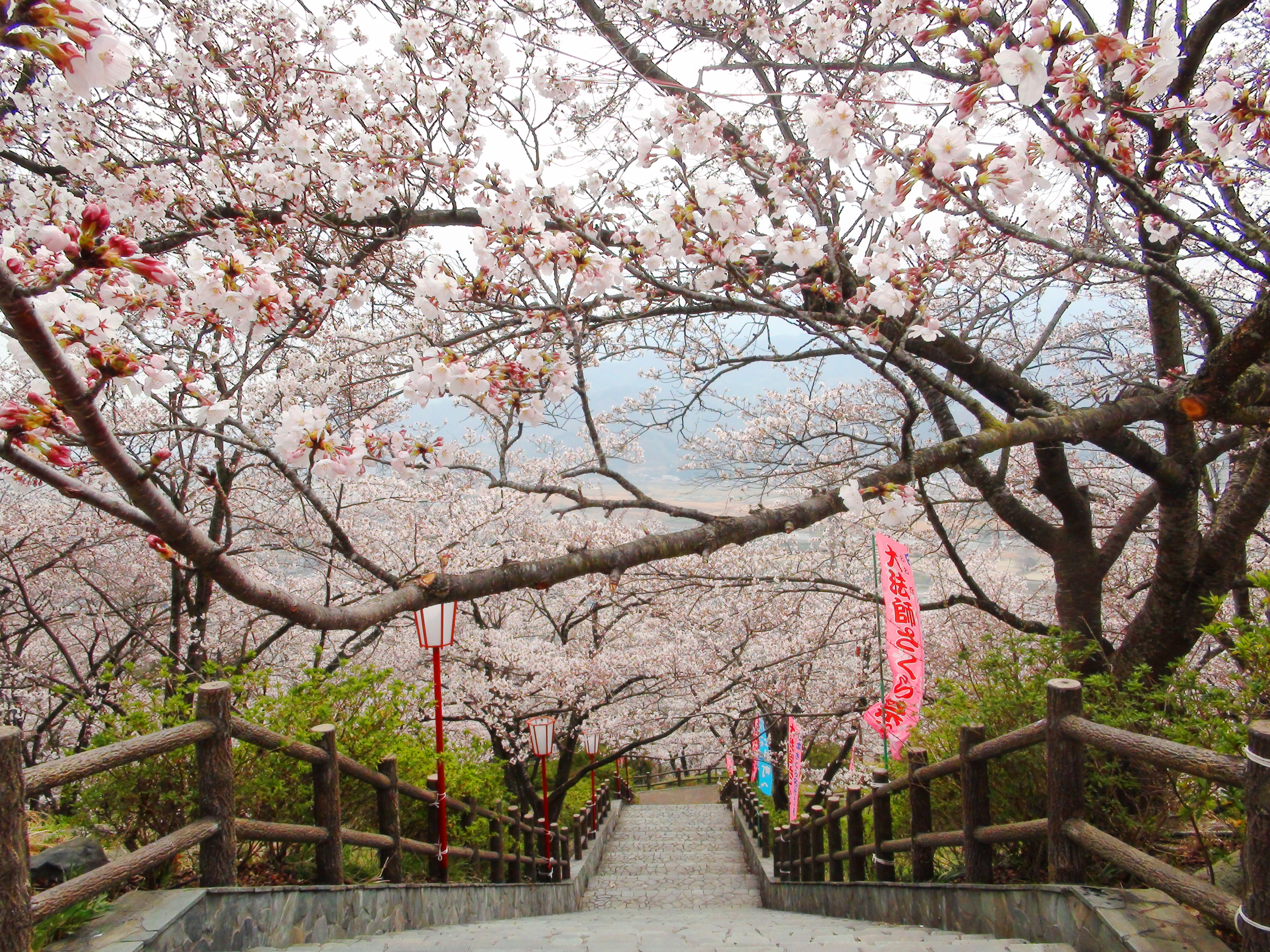
大法師公園（山梨県富士川町）
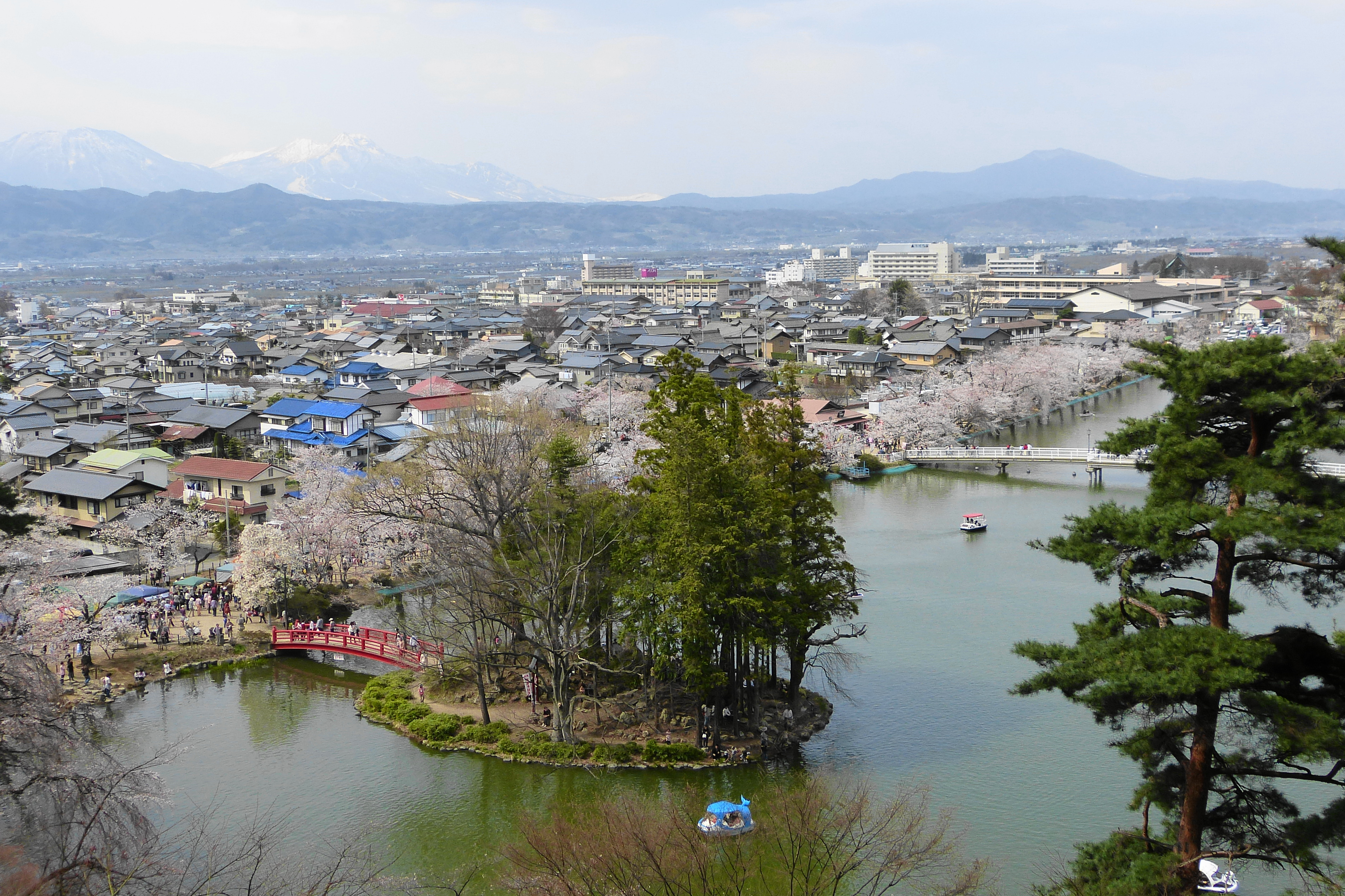
臥竜公園（長野県須坂市）
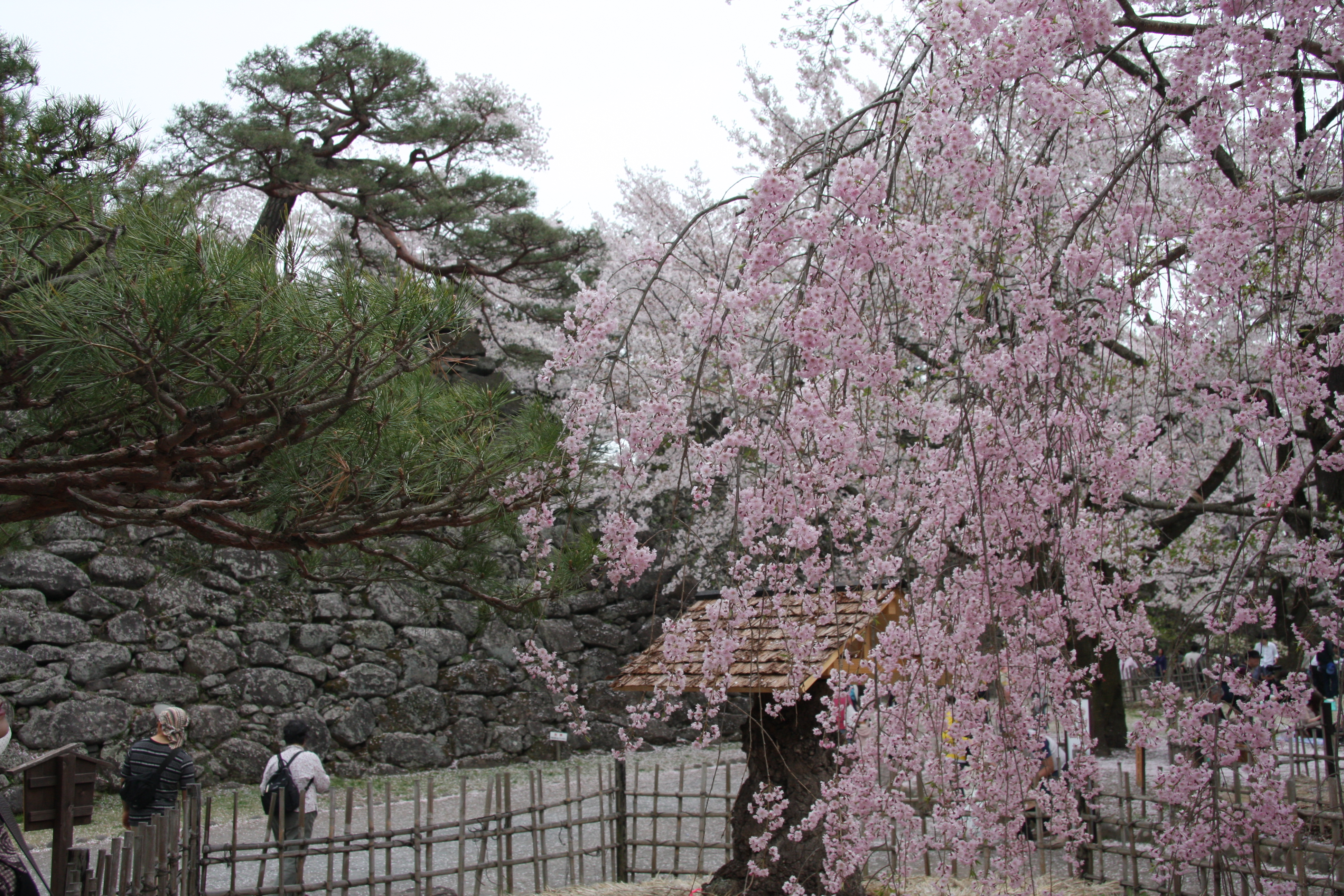
小諸城趾懐古園（長野県小諸市）
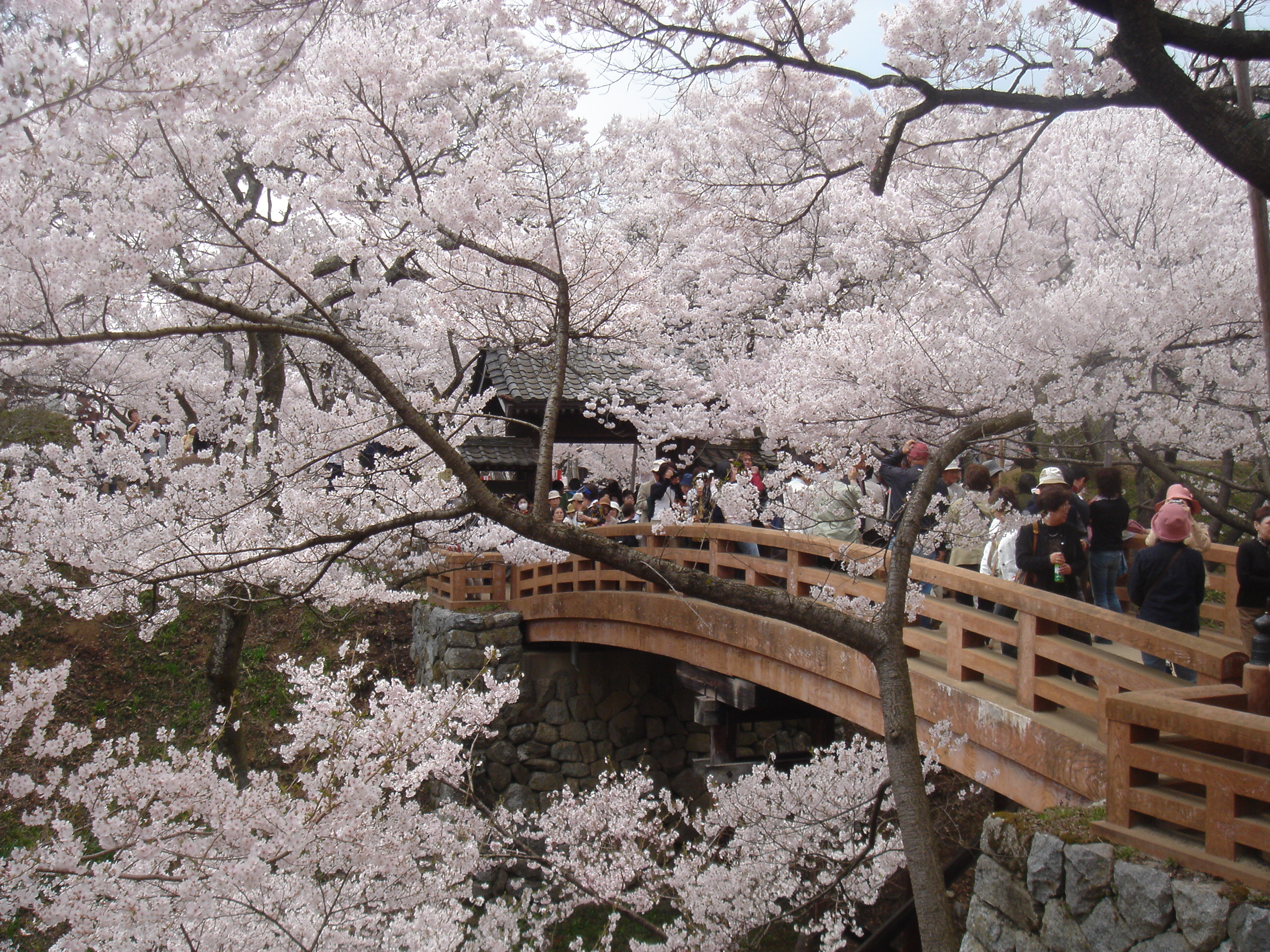
高遠城址公園（長野県伊那市）
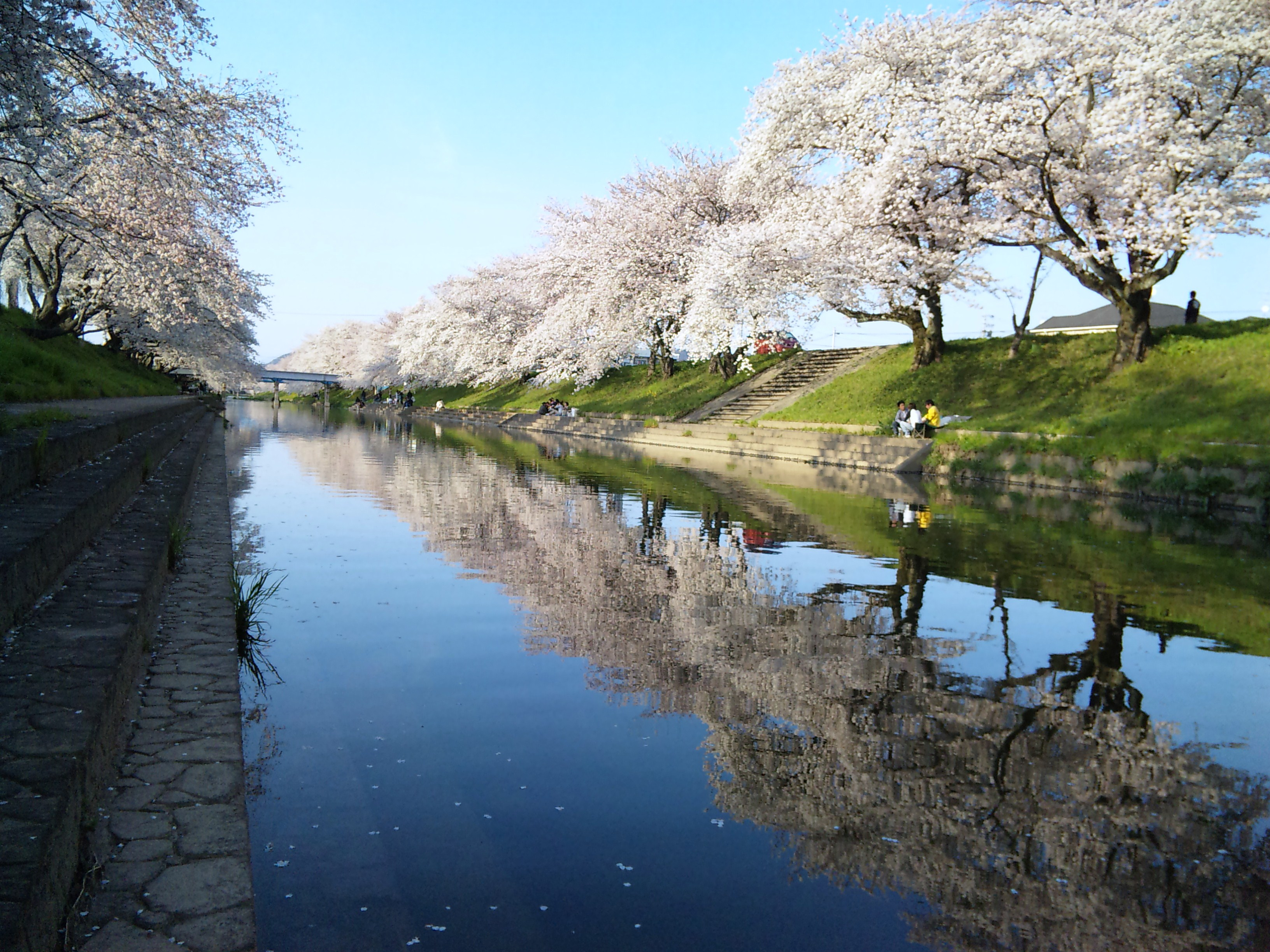
新境川堤・百十郎桜（岐阜県各務原市）
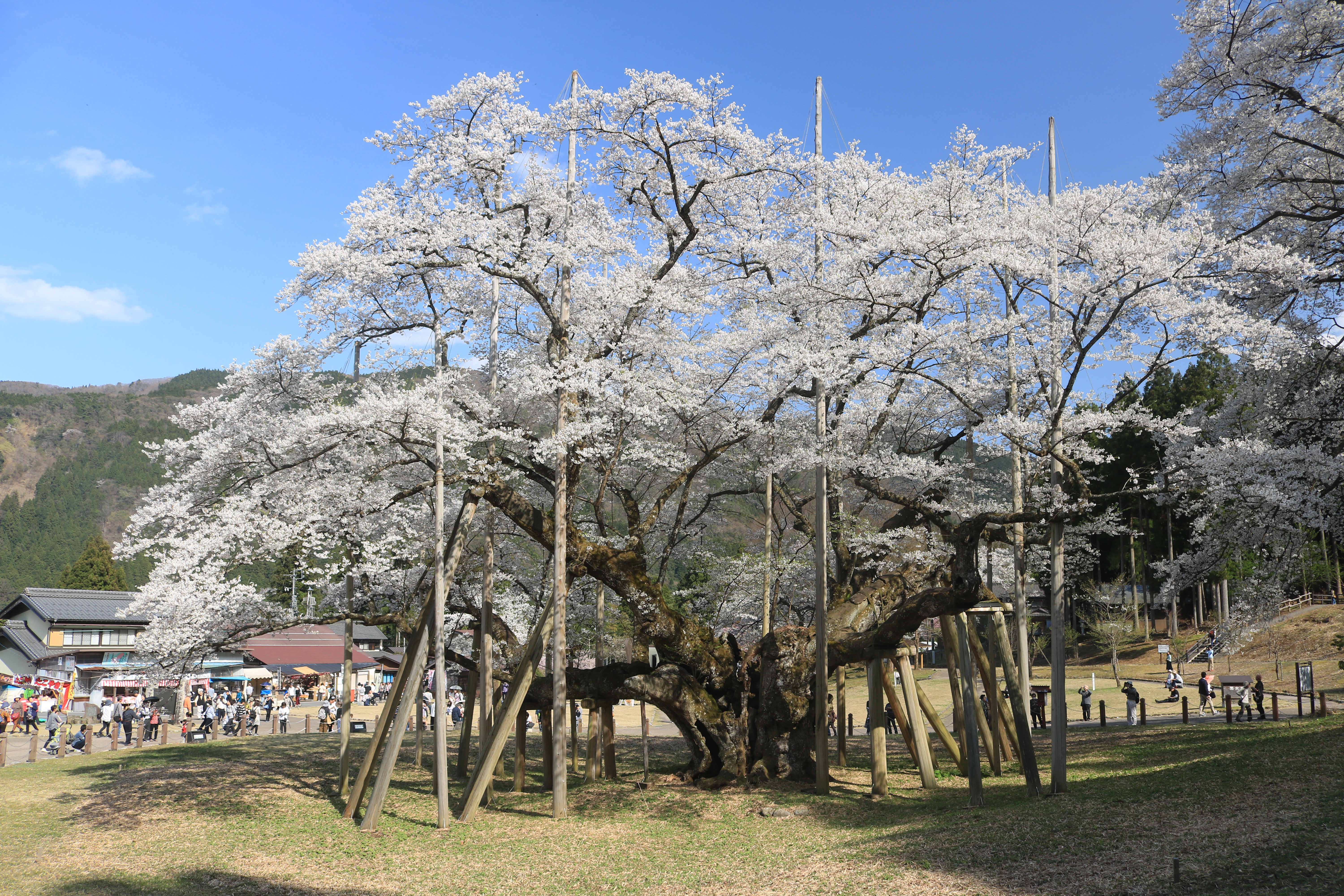
根尾谷・淡墨公園（岐阜県本巣市）
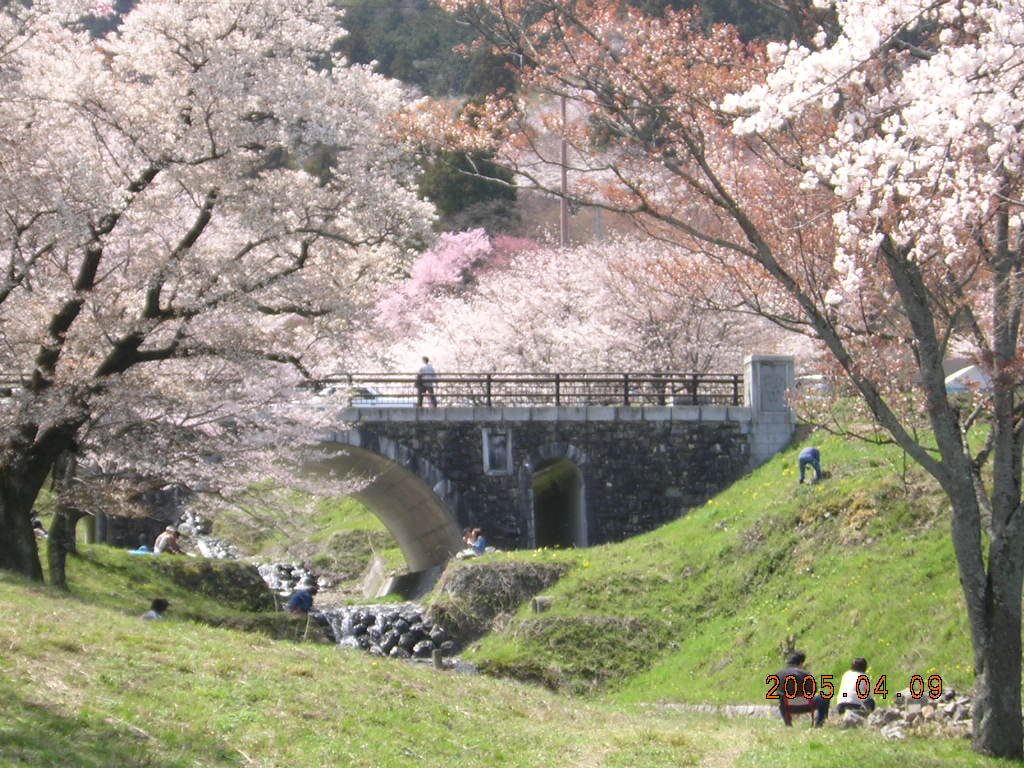
霞間ヶ渓（岐阜県池田町）
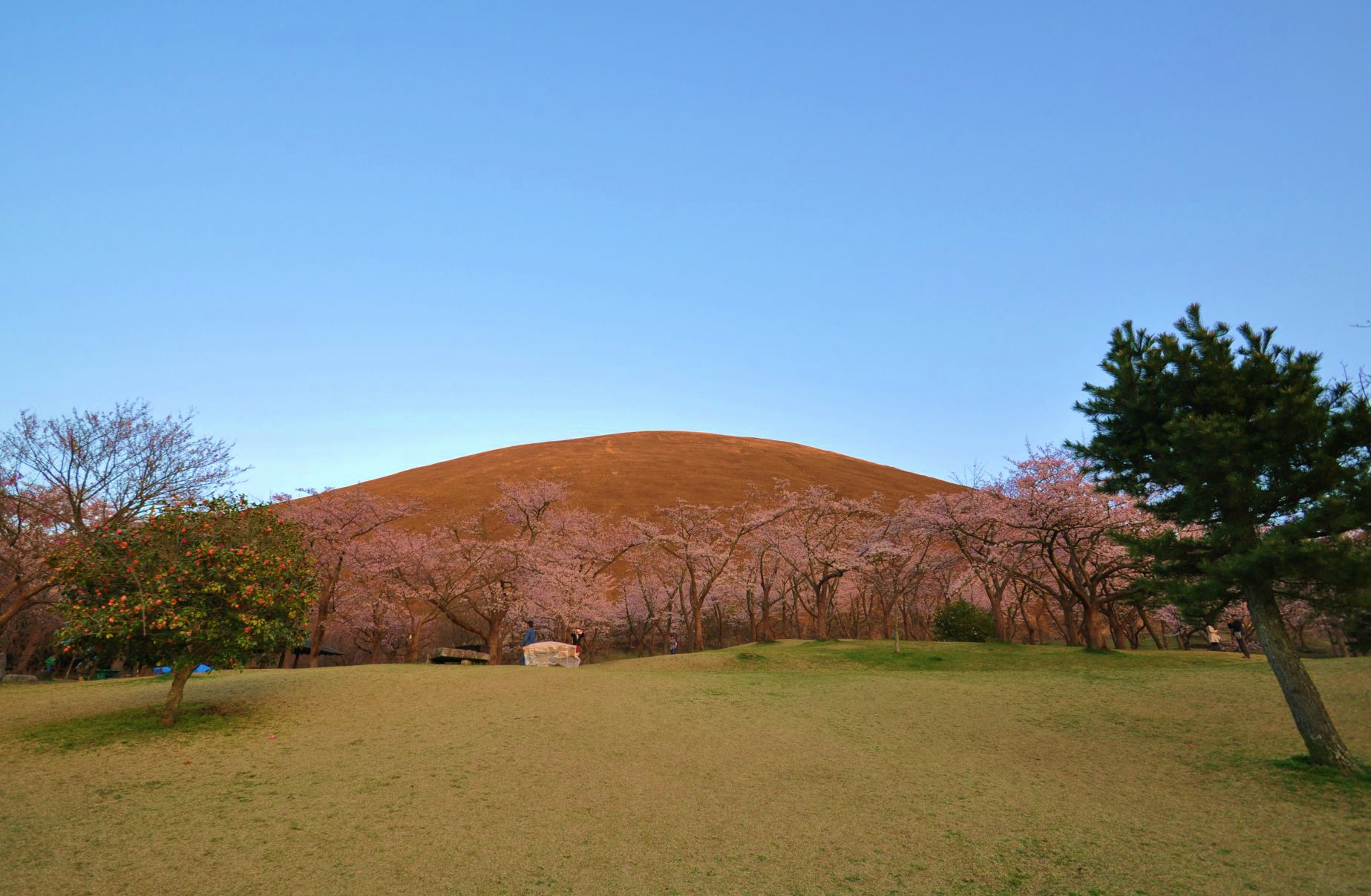
さくらの里（静岡県伊東市）
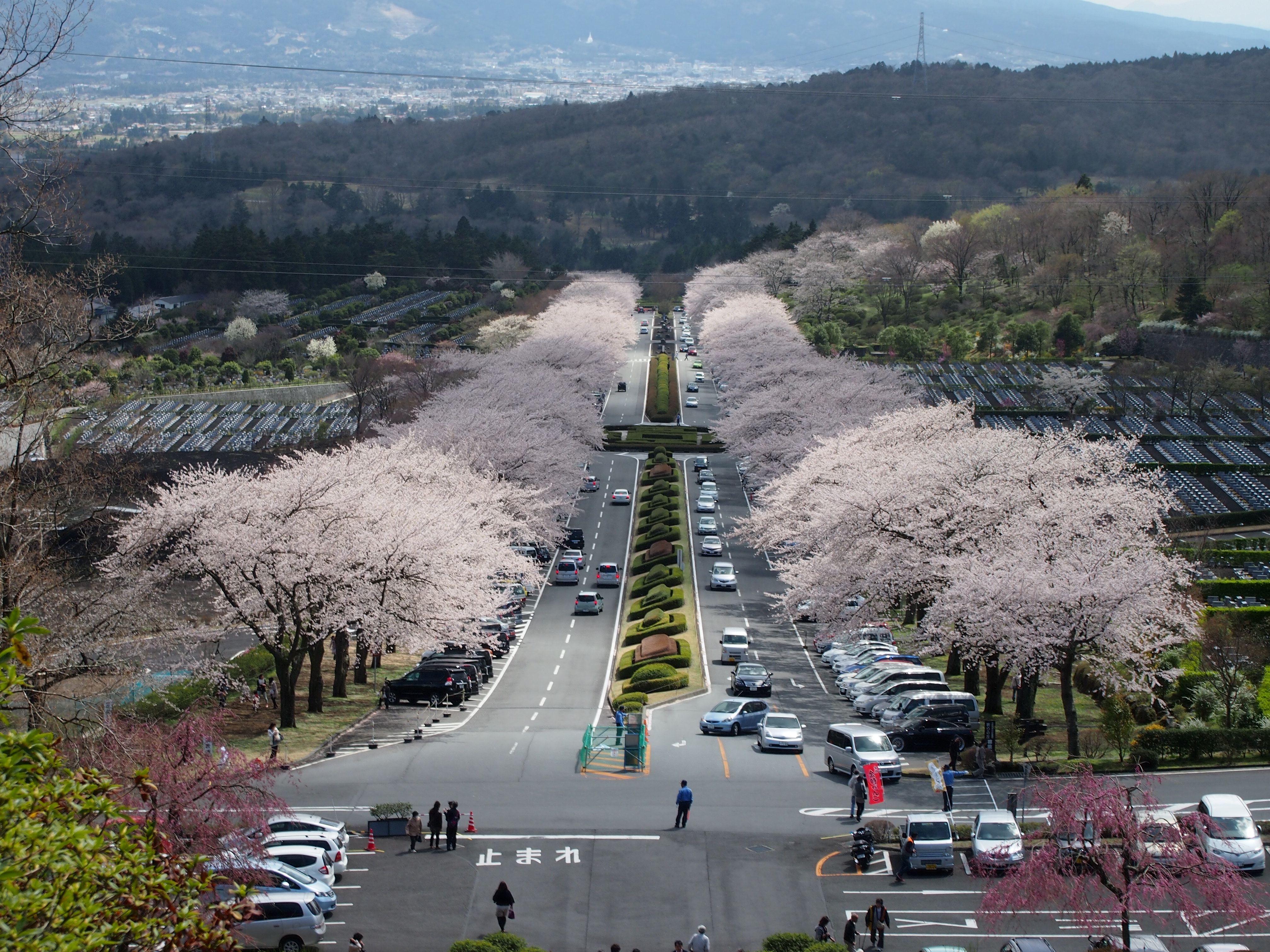
冨士霊園（静岡県小山町）
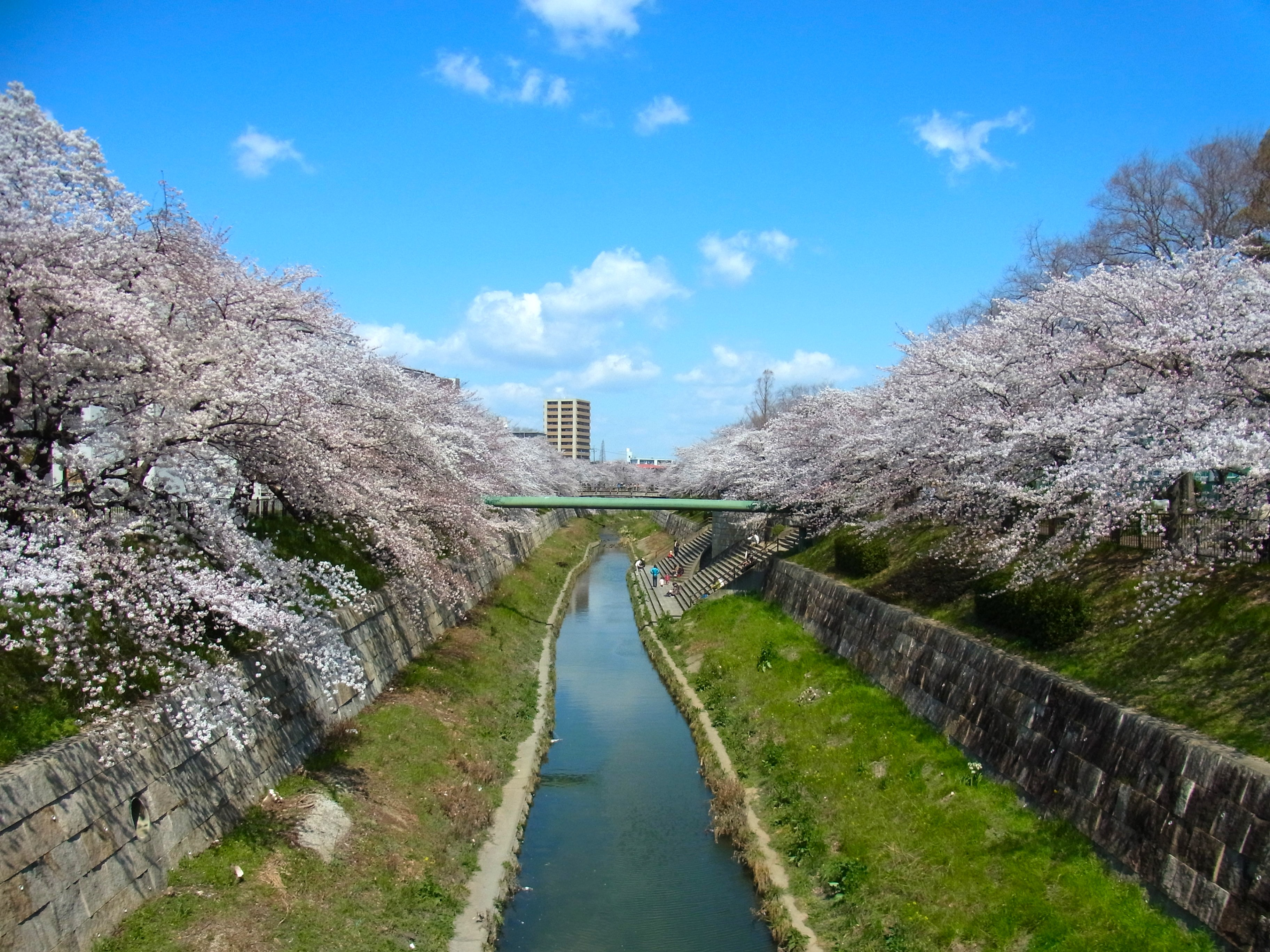
山崎川四季の道（愛知県名古屋市）
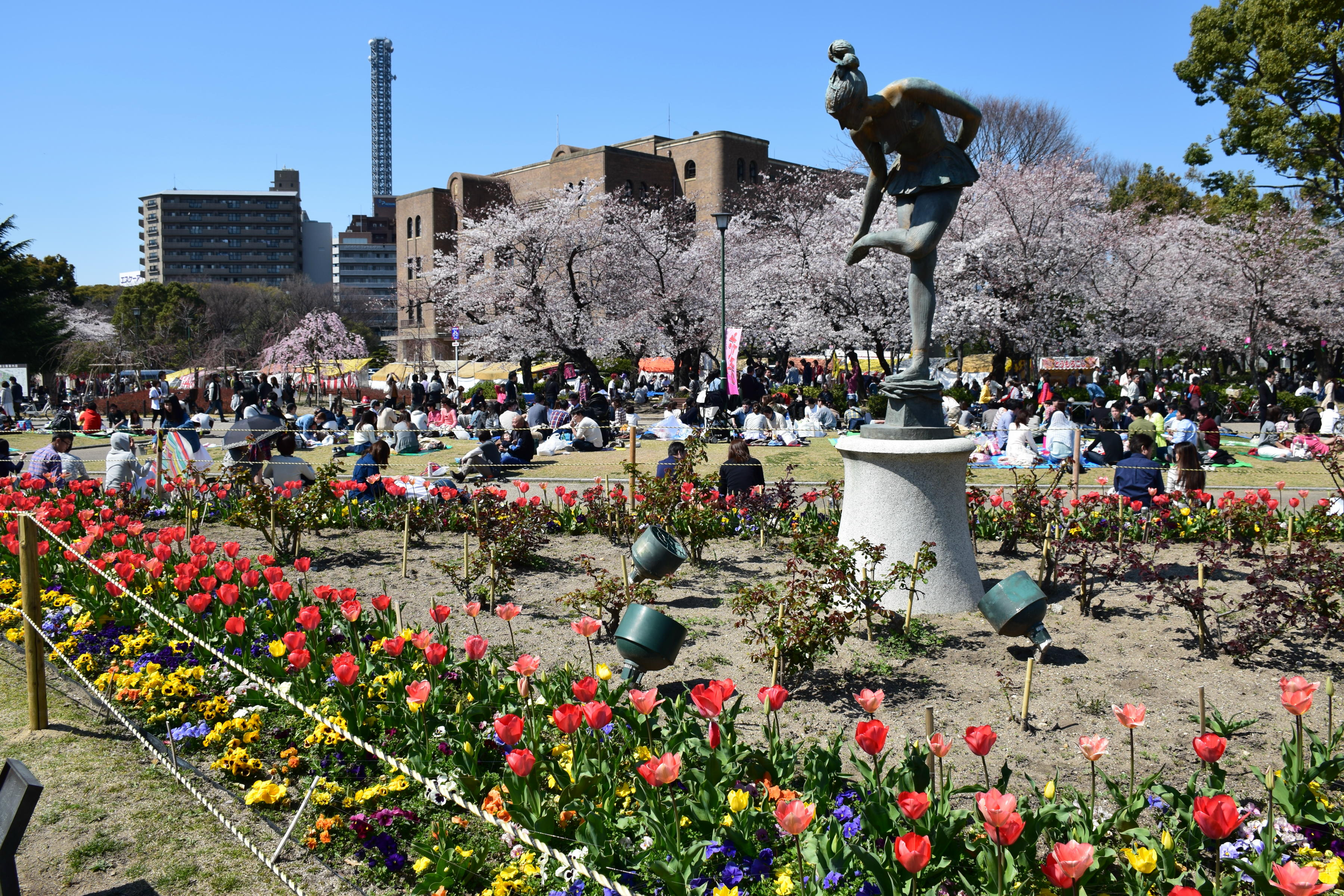
鶴舞公園（愛知県名古屋市）
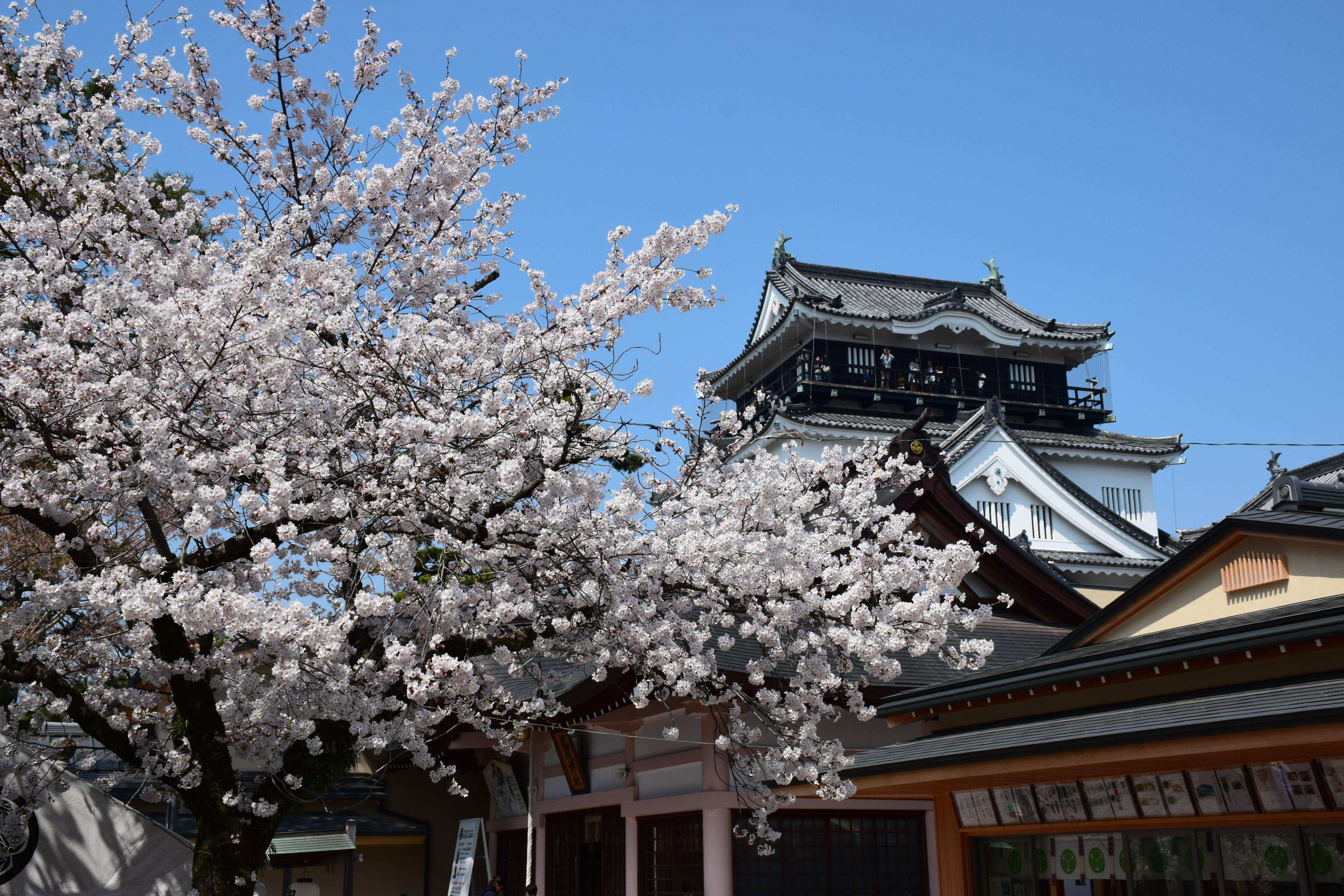
岡崎公園（愛知県岡崎市）
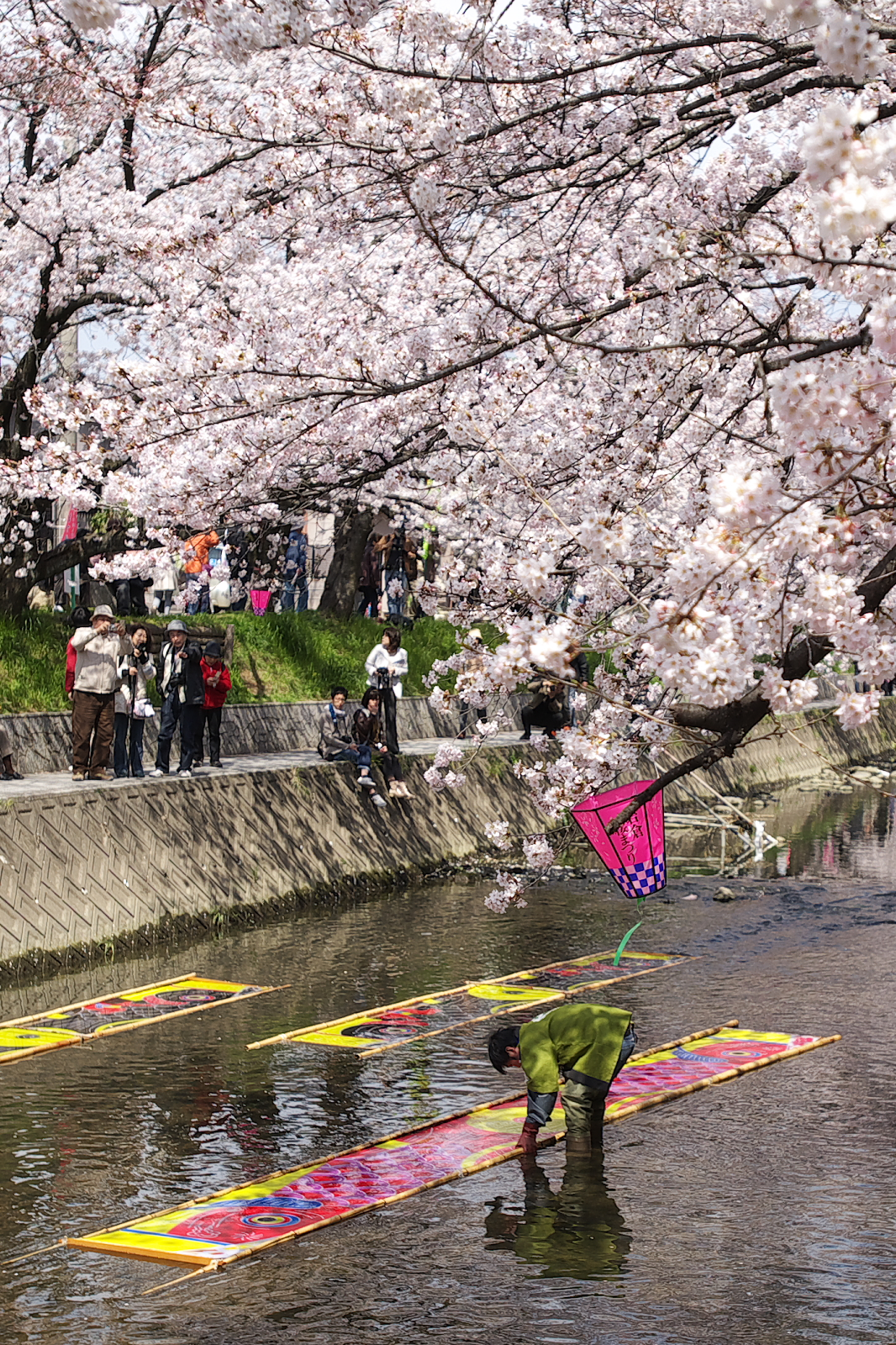
五条川（愛知県岩倉市・江南市・大口町）

### 近畿地方

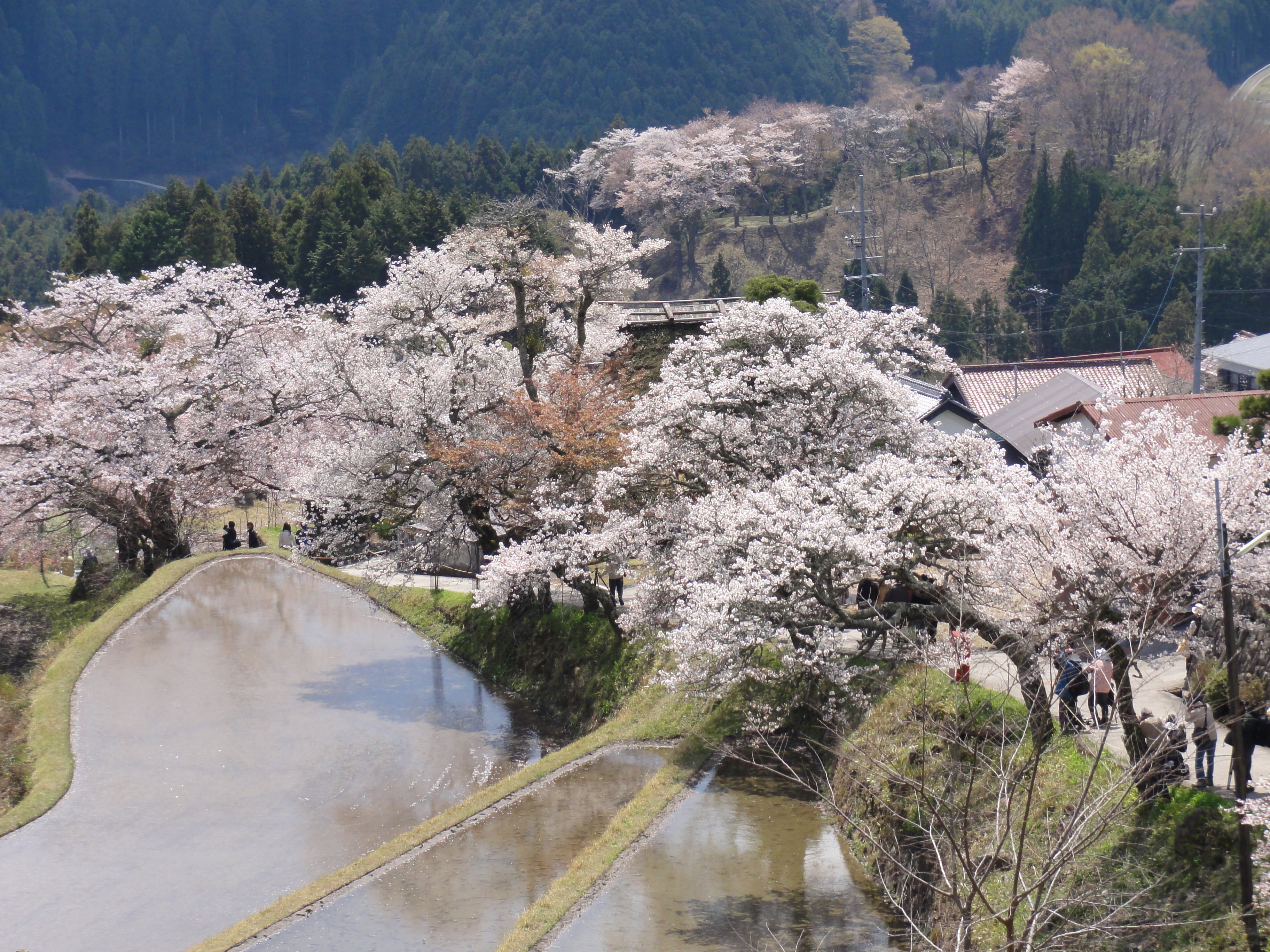
三多気（三重県津市）
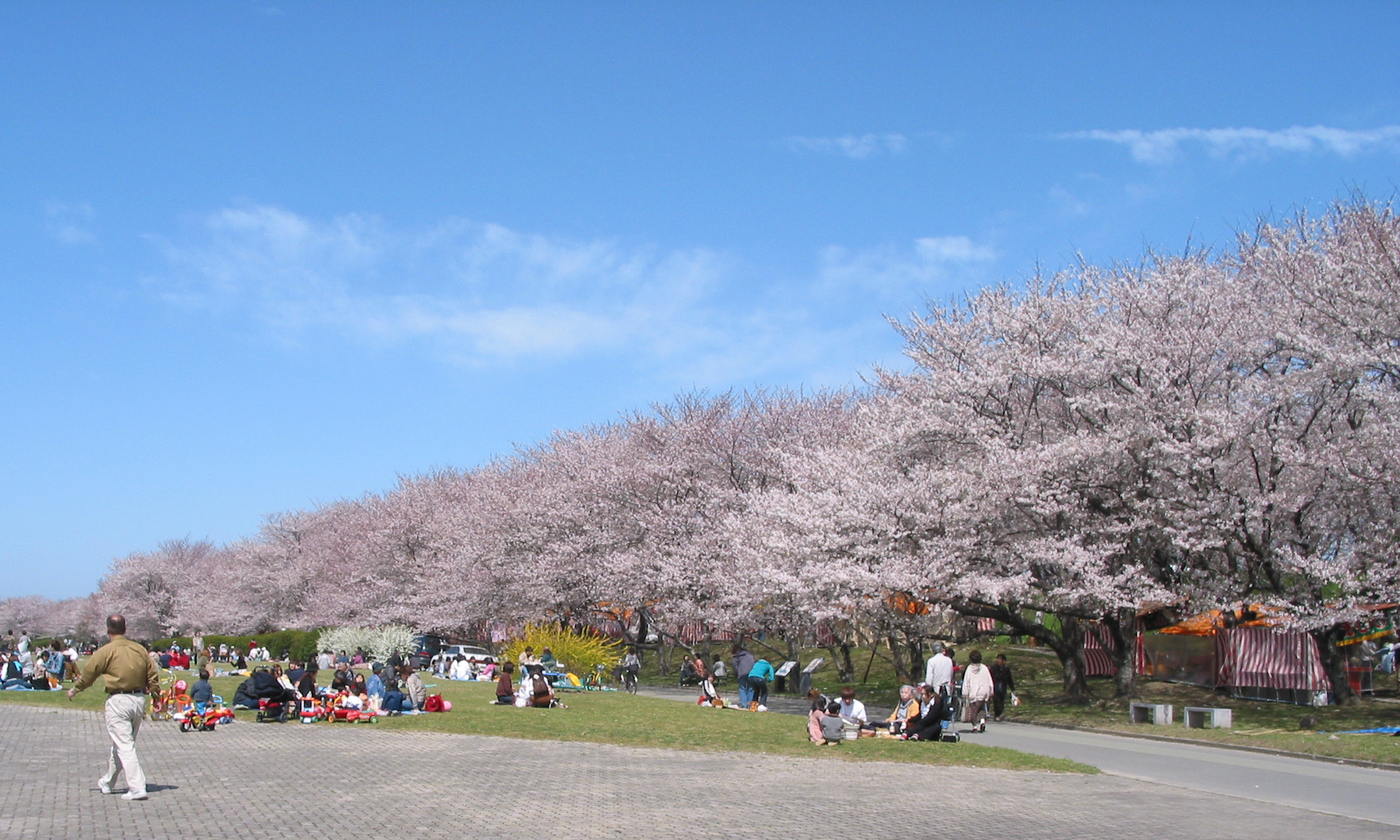
宮川堤（三重県伊勢市）
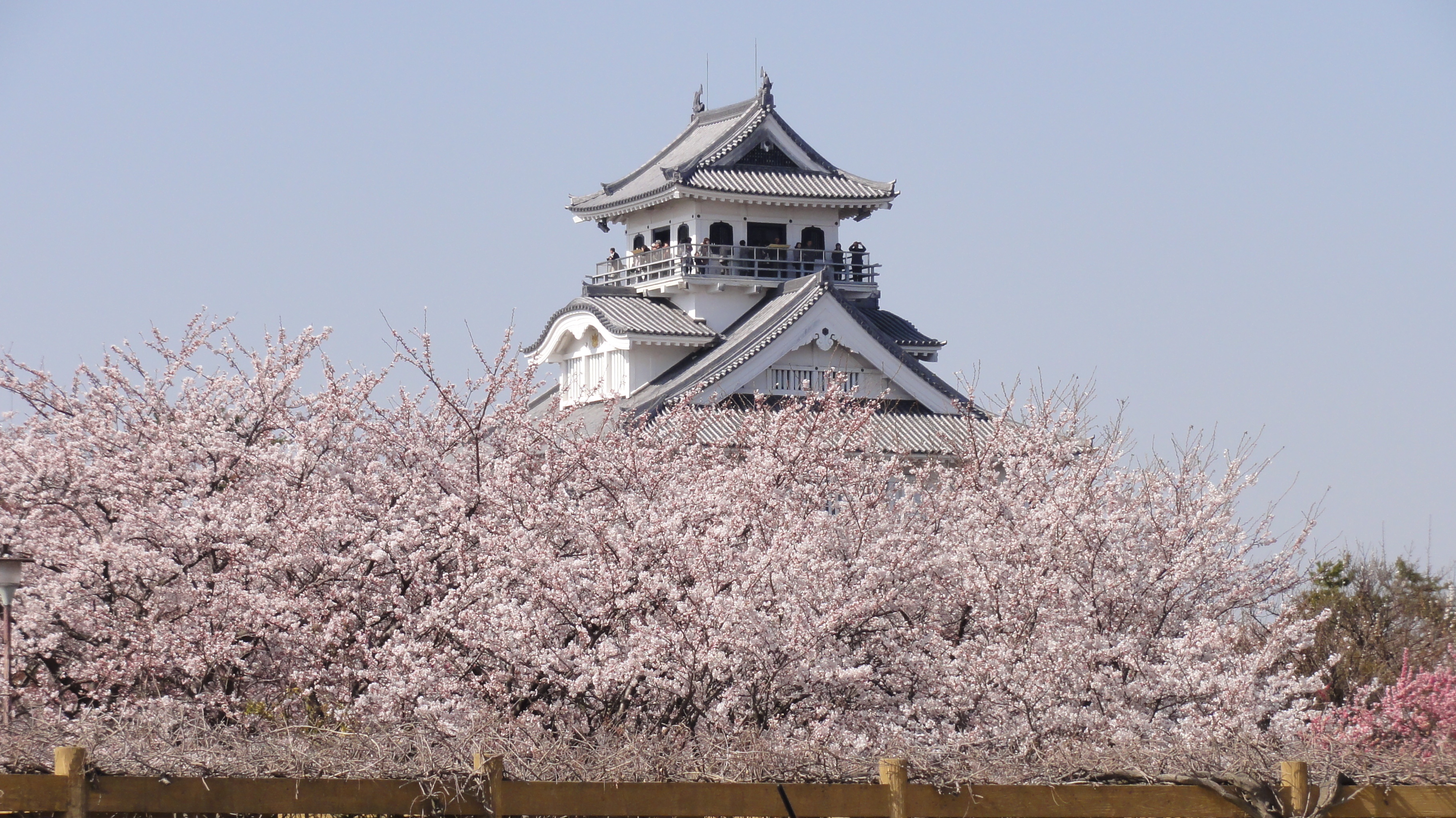
豊公園（滋賀県長浜市）
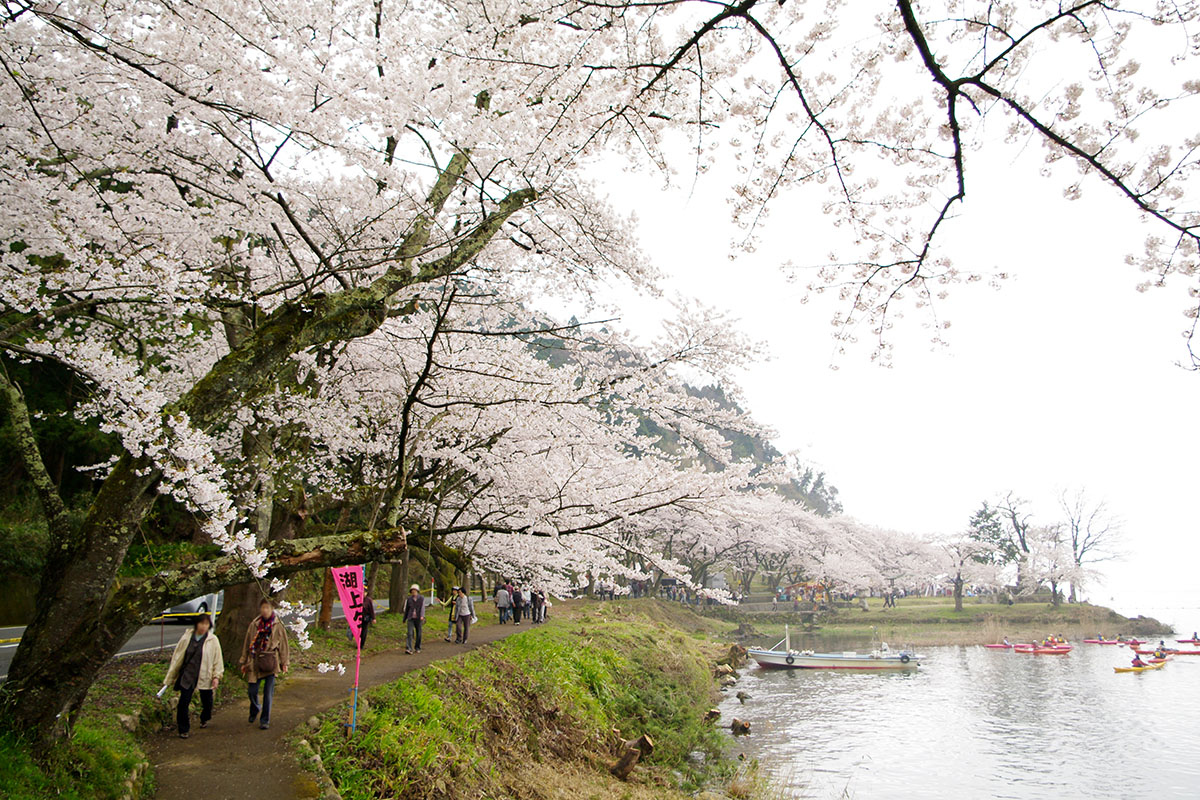
海津大崎（滋賀県高島市）
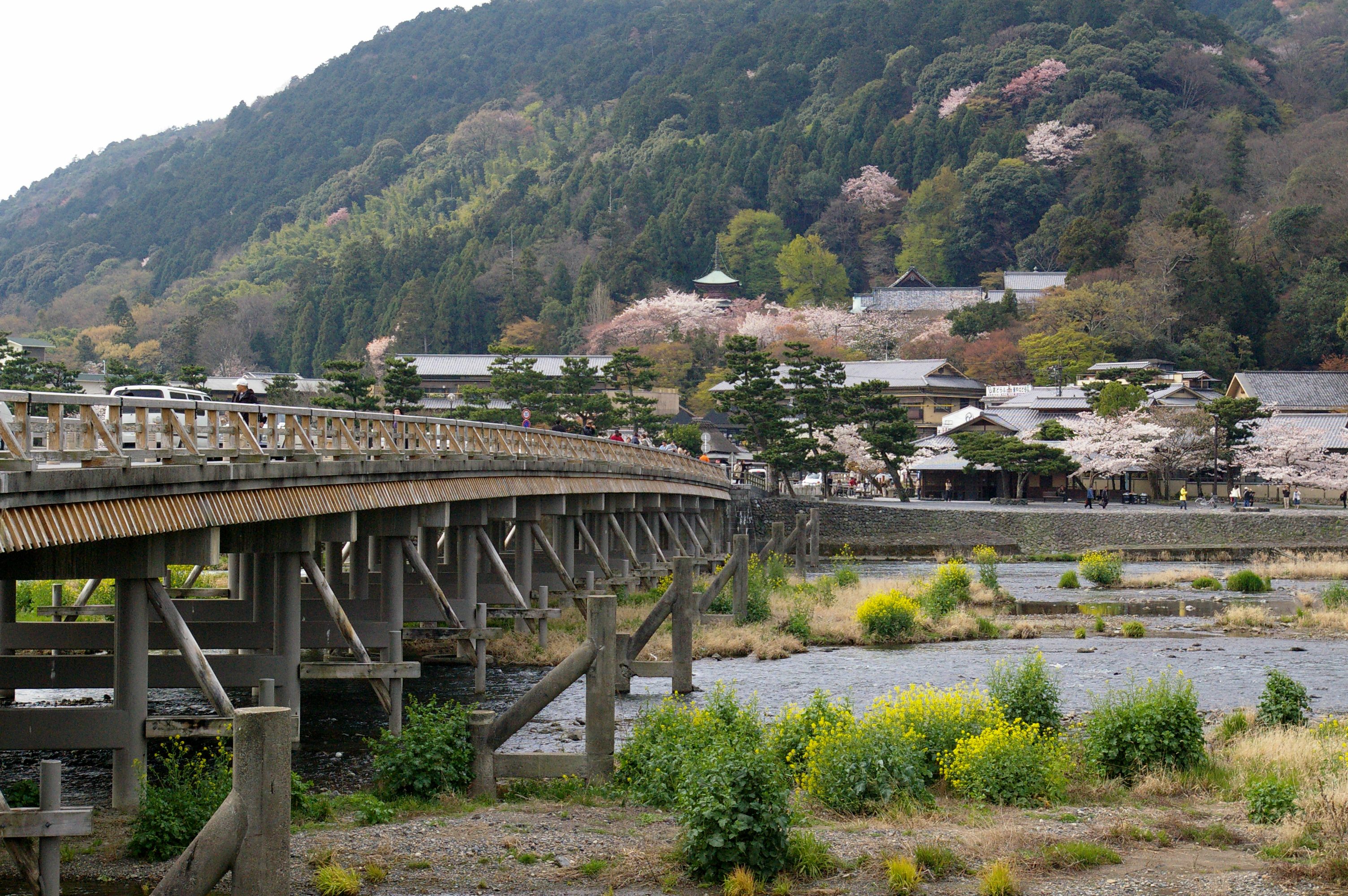
嵐山（京都府京都市）
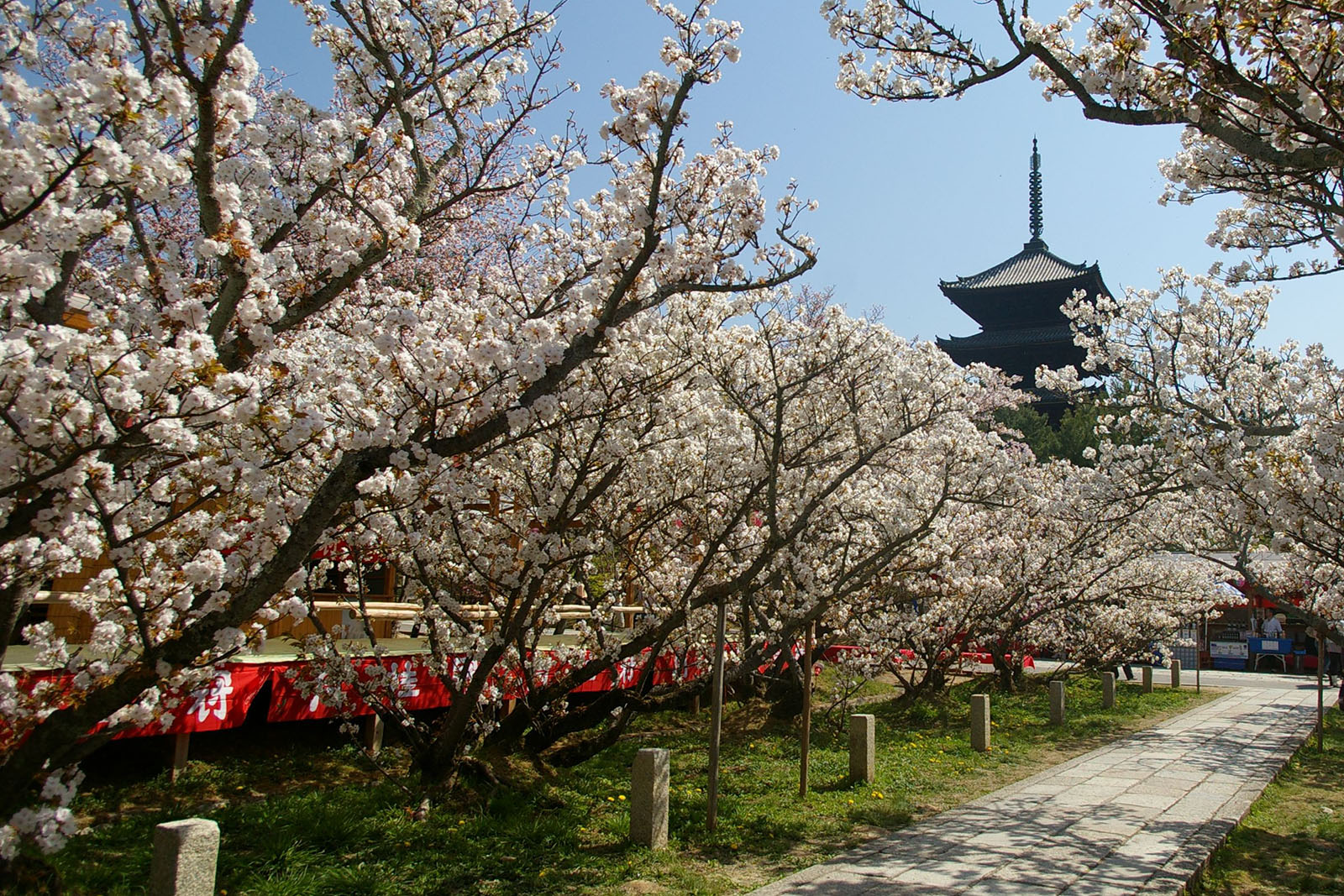
御室桜（京都府京都市）
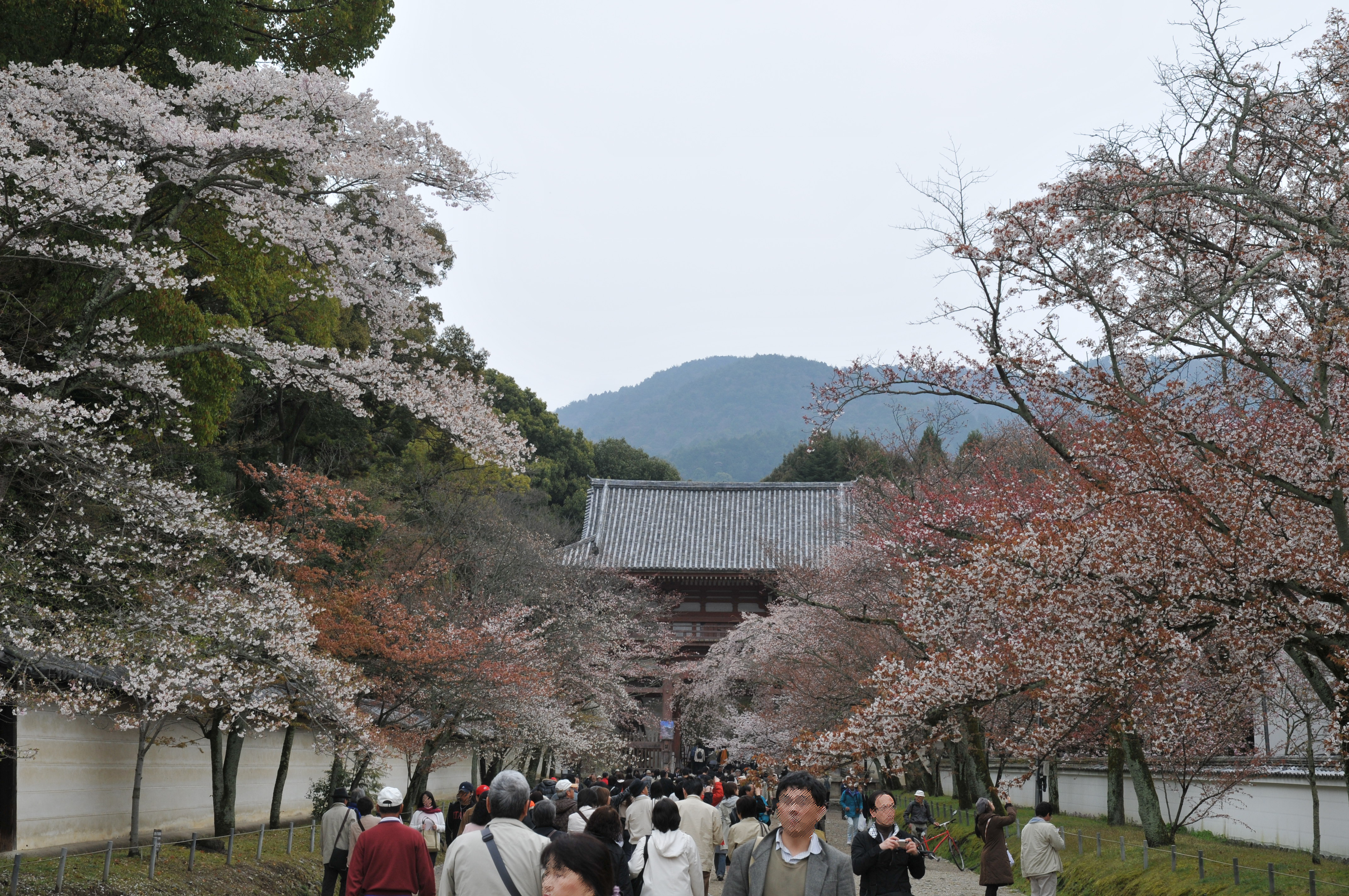
醍醐寺（京都府京都市）
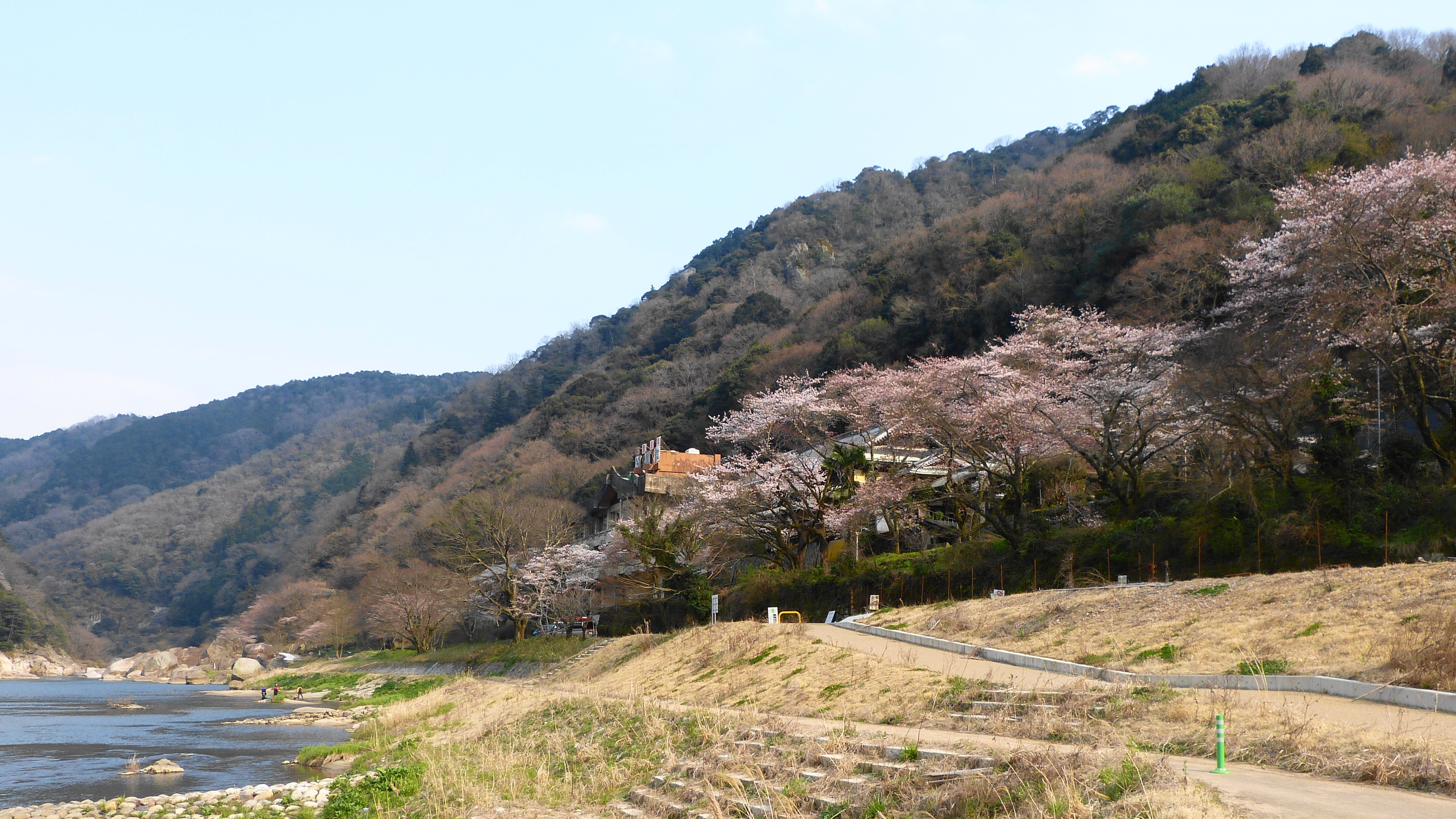
笠置山自然公園（京都府笠置町）
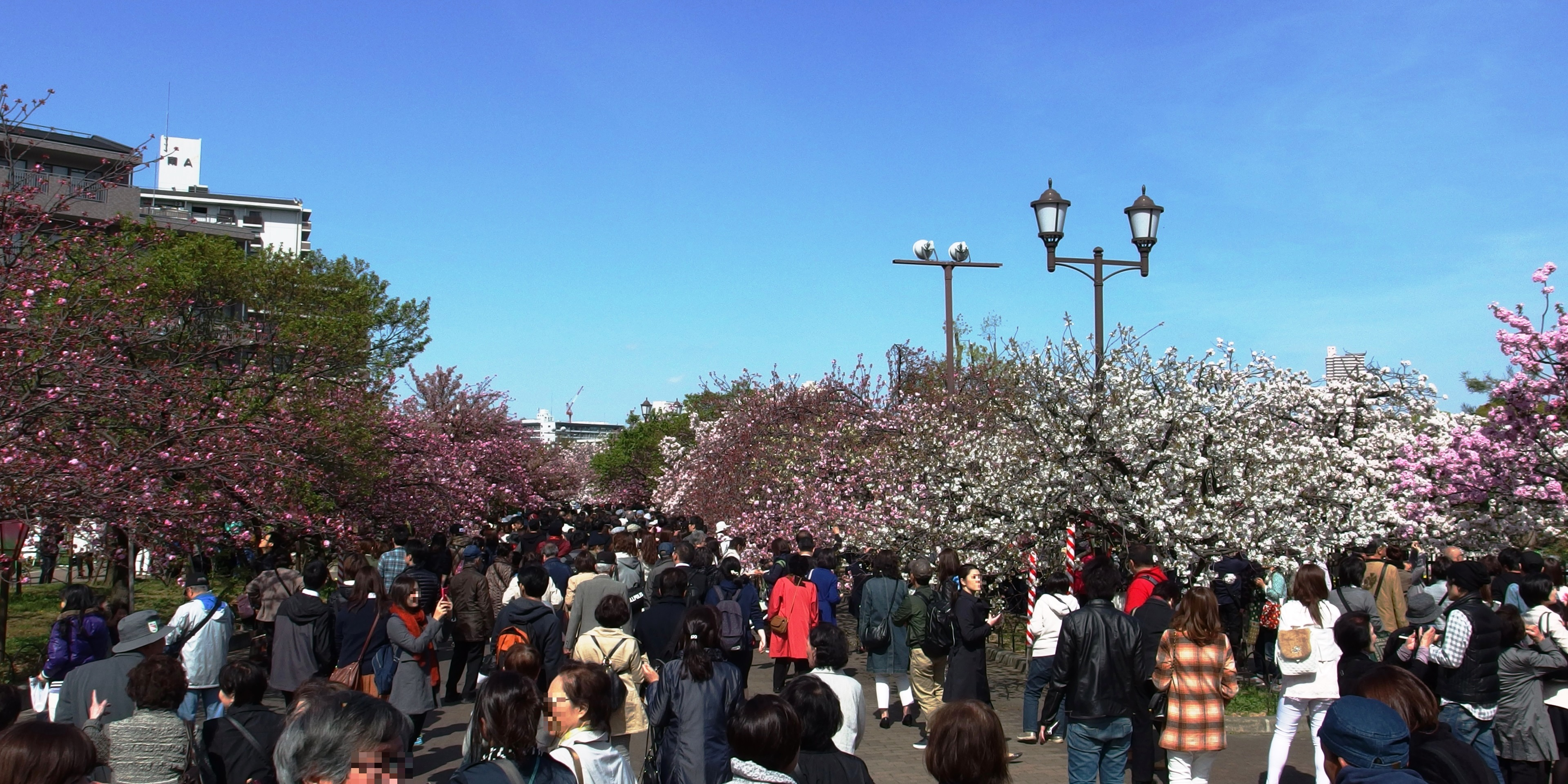
造幣局の通り抜け（大阪府大阪市）
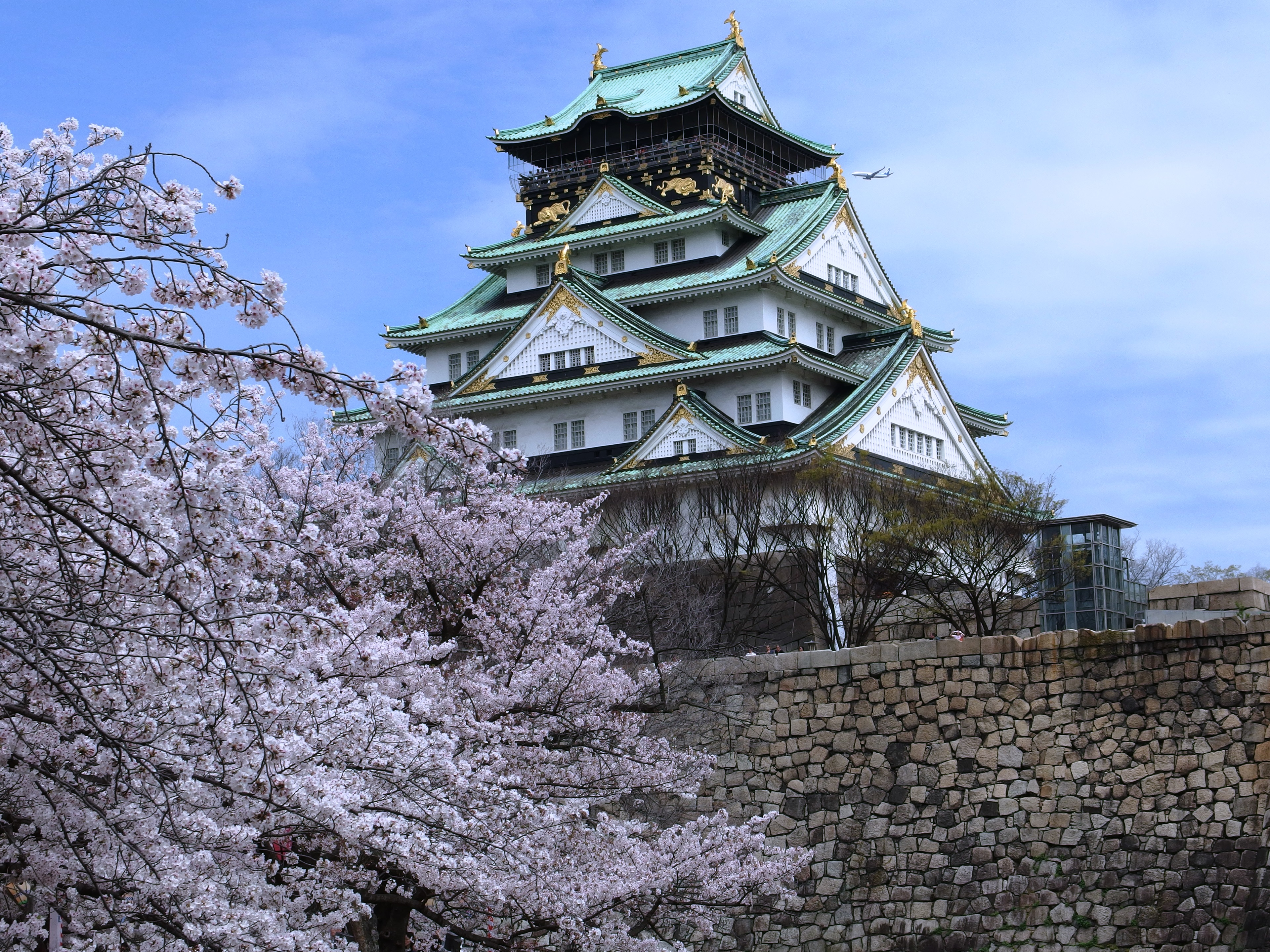
大阪城公園（大阪府大阪市）
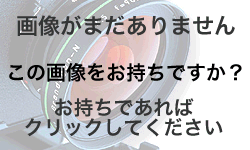
万博記念公園（大阪府吹田市）
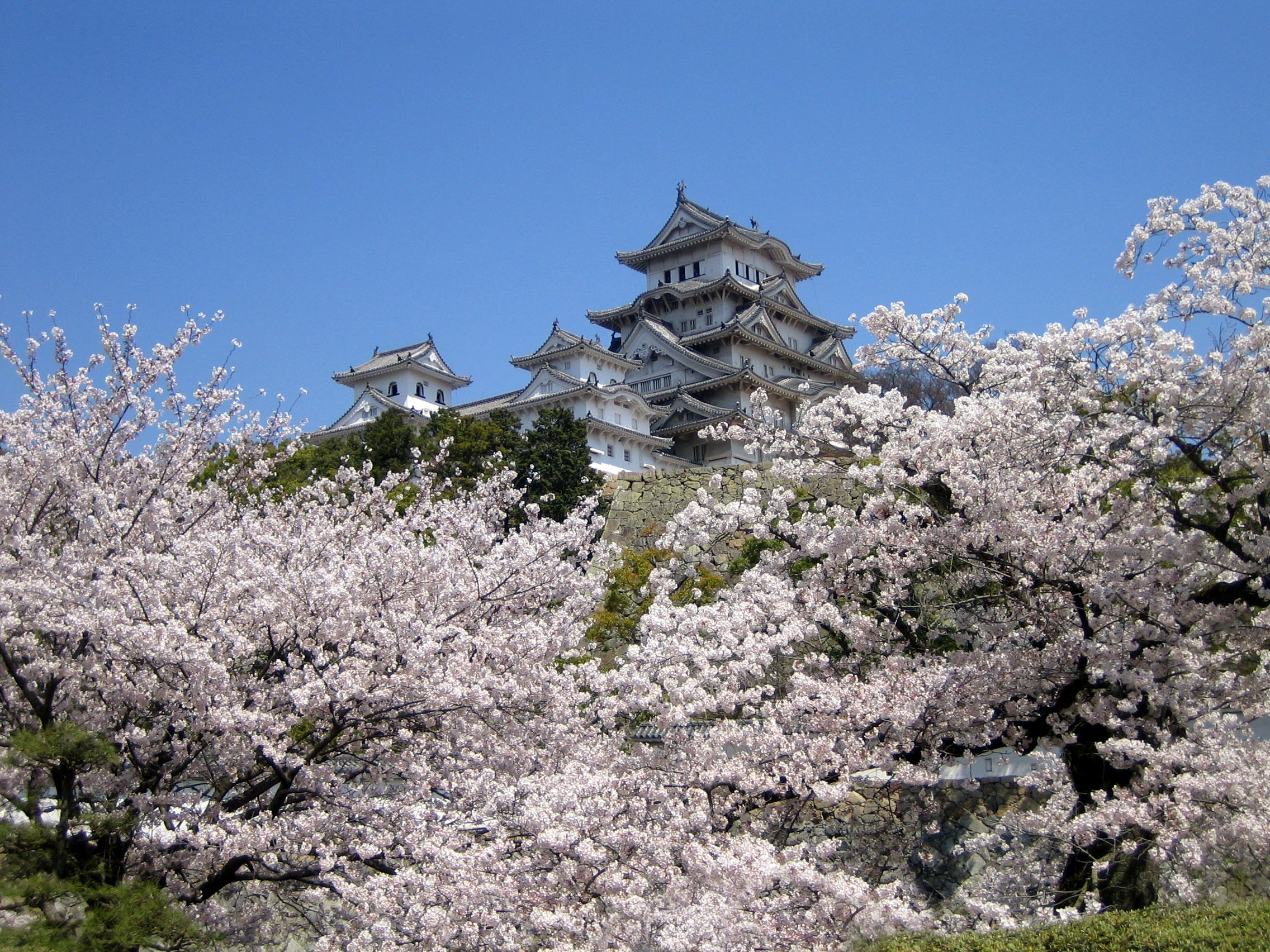
姫路城（兵庫県姫路市）
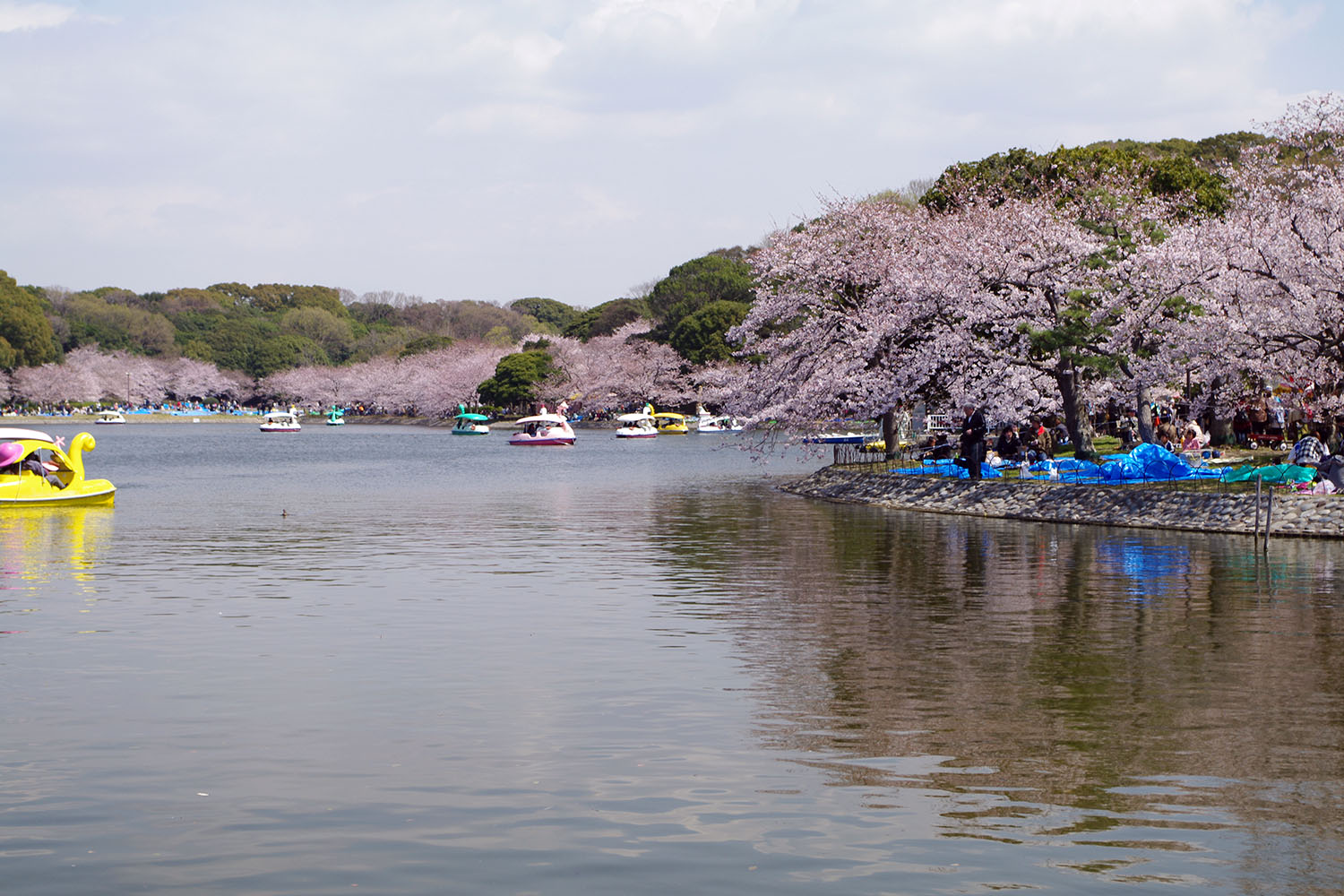
明石公園（兵庫県明石市）
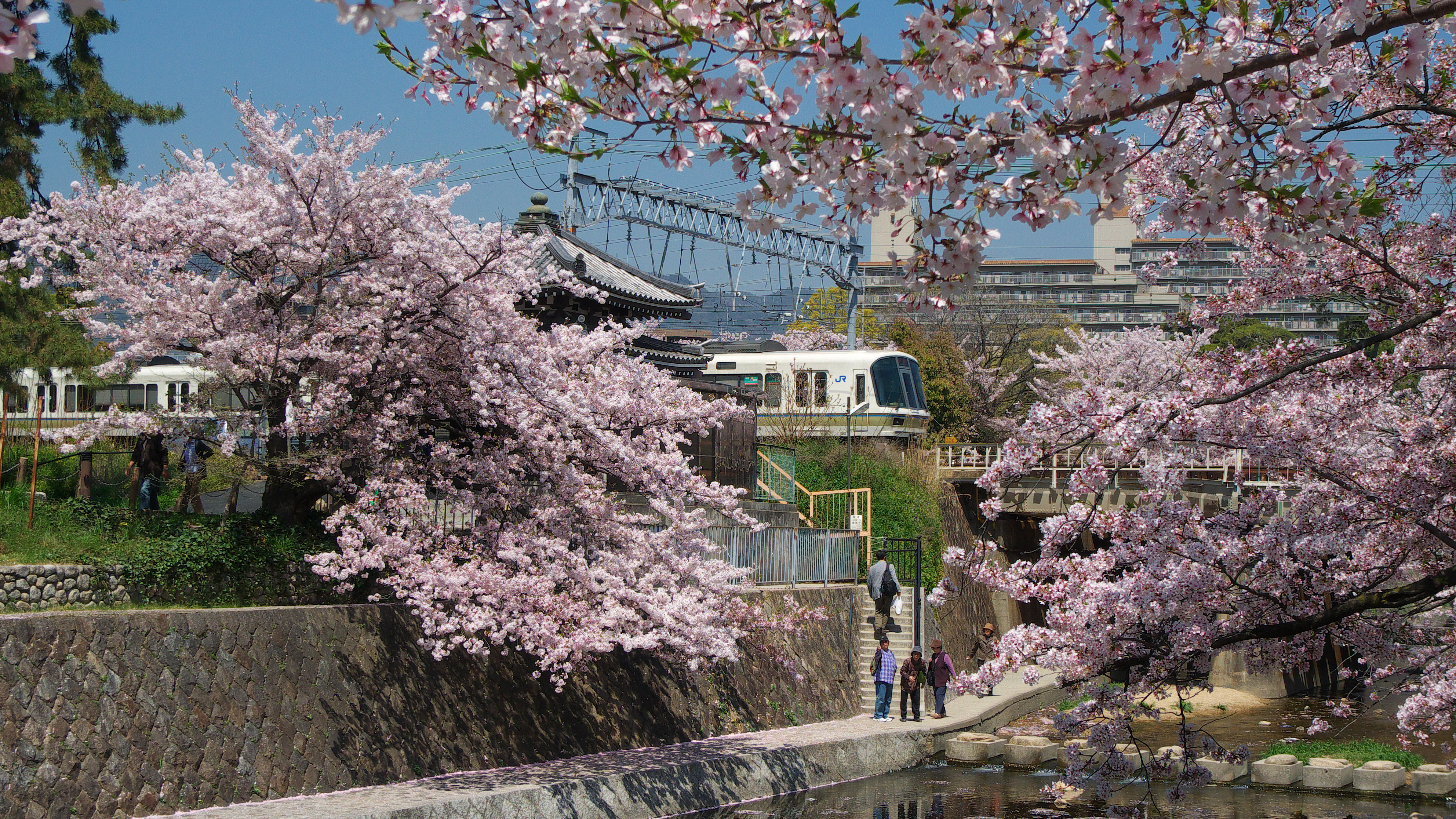
夙川河川敷緑地（兵庫県西宮市）
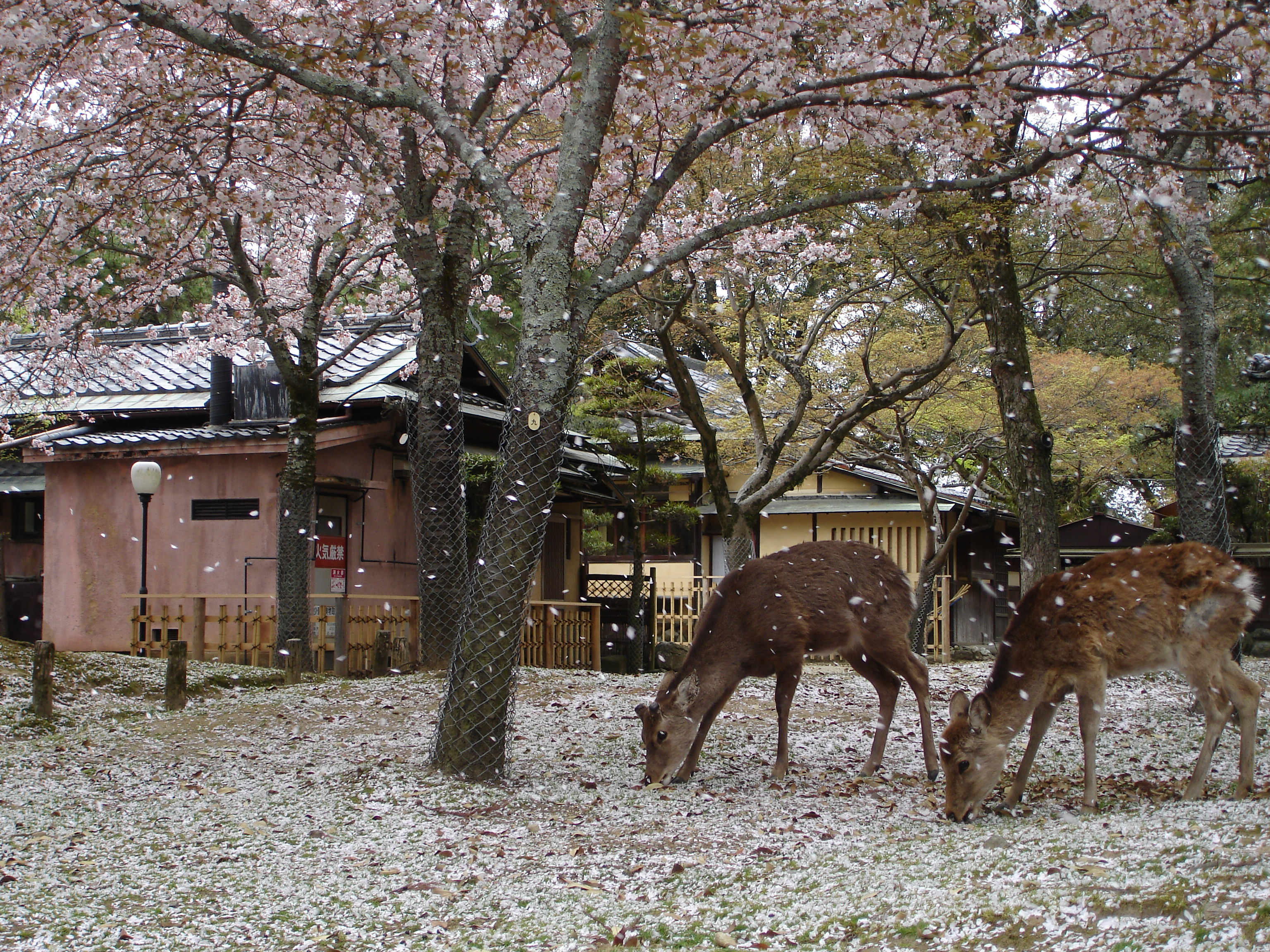
奈良公園（奈良県奈良市）
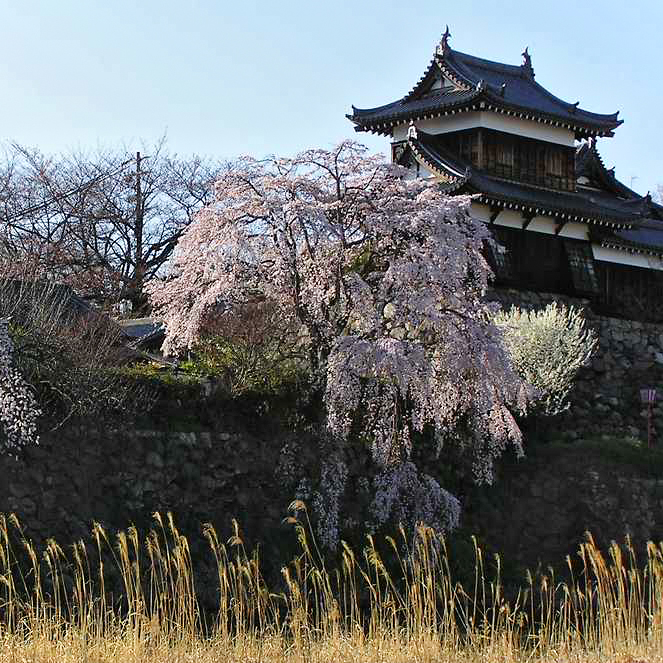
郡山城址公園（奈良県大和郡山市）
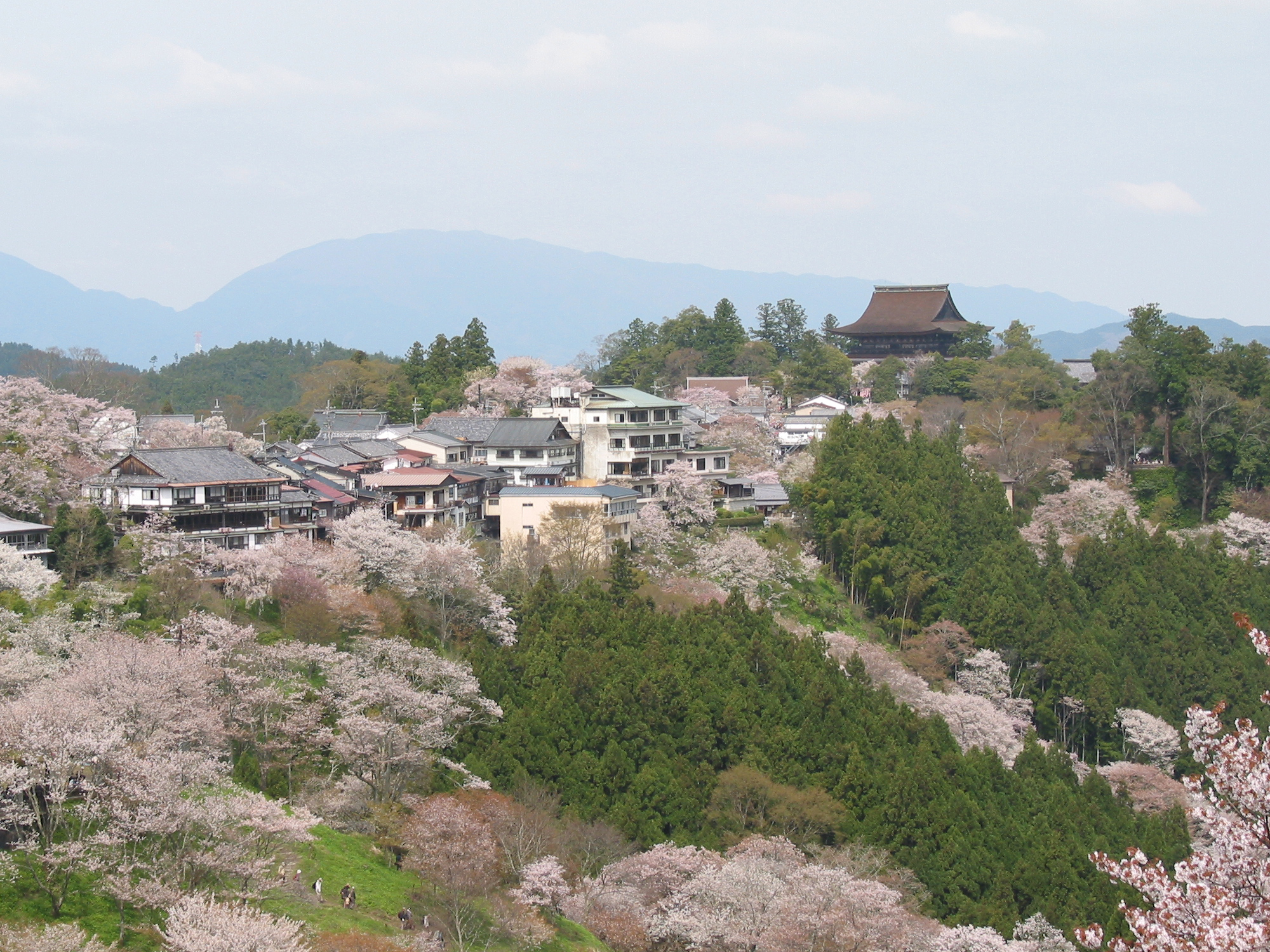
吉野山（奈良県吉野町）
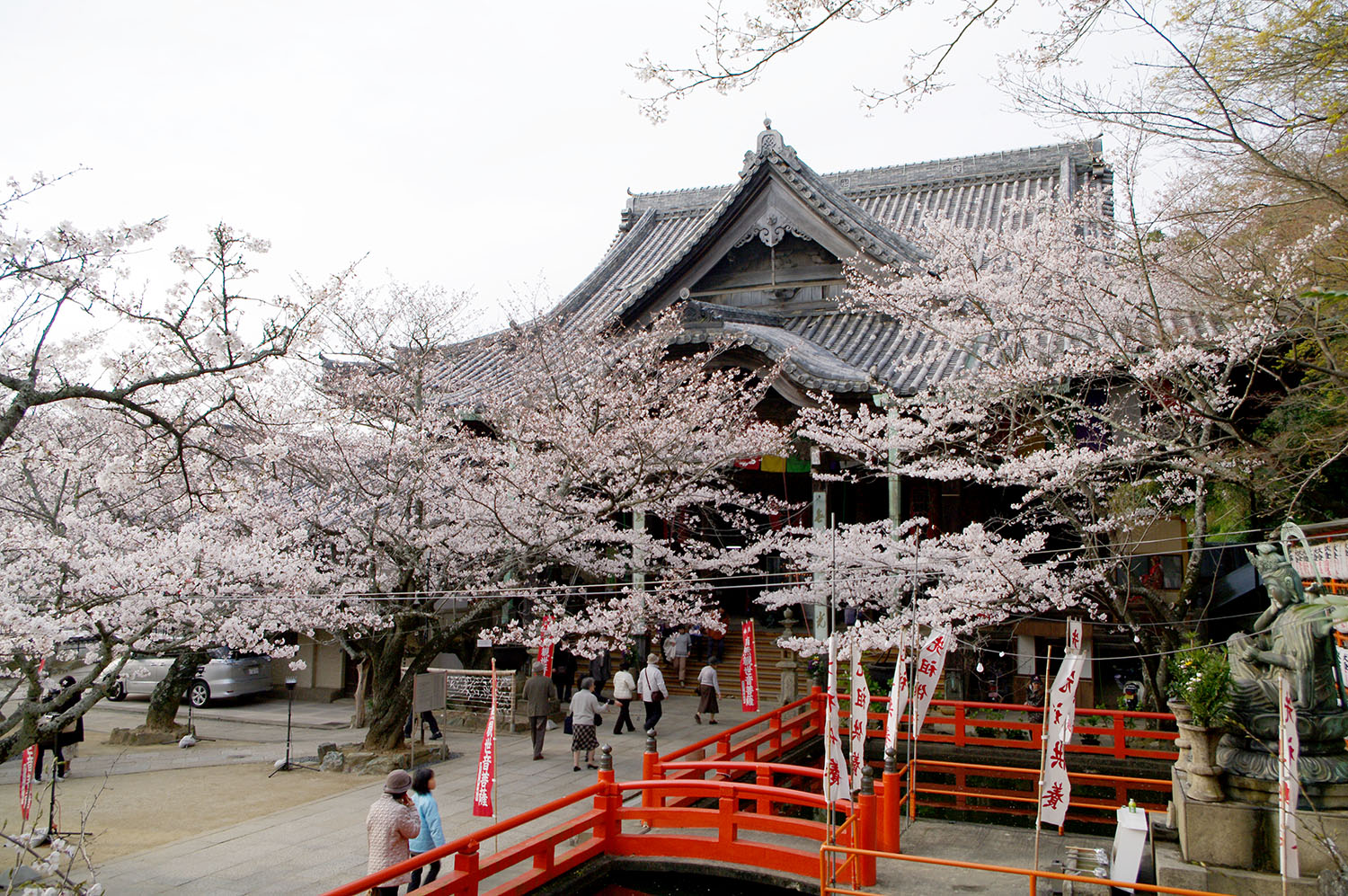
紀三井寺（和歌山県和歌山市）
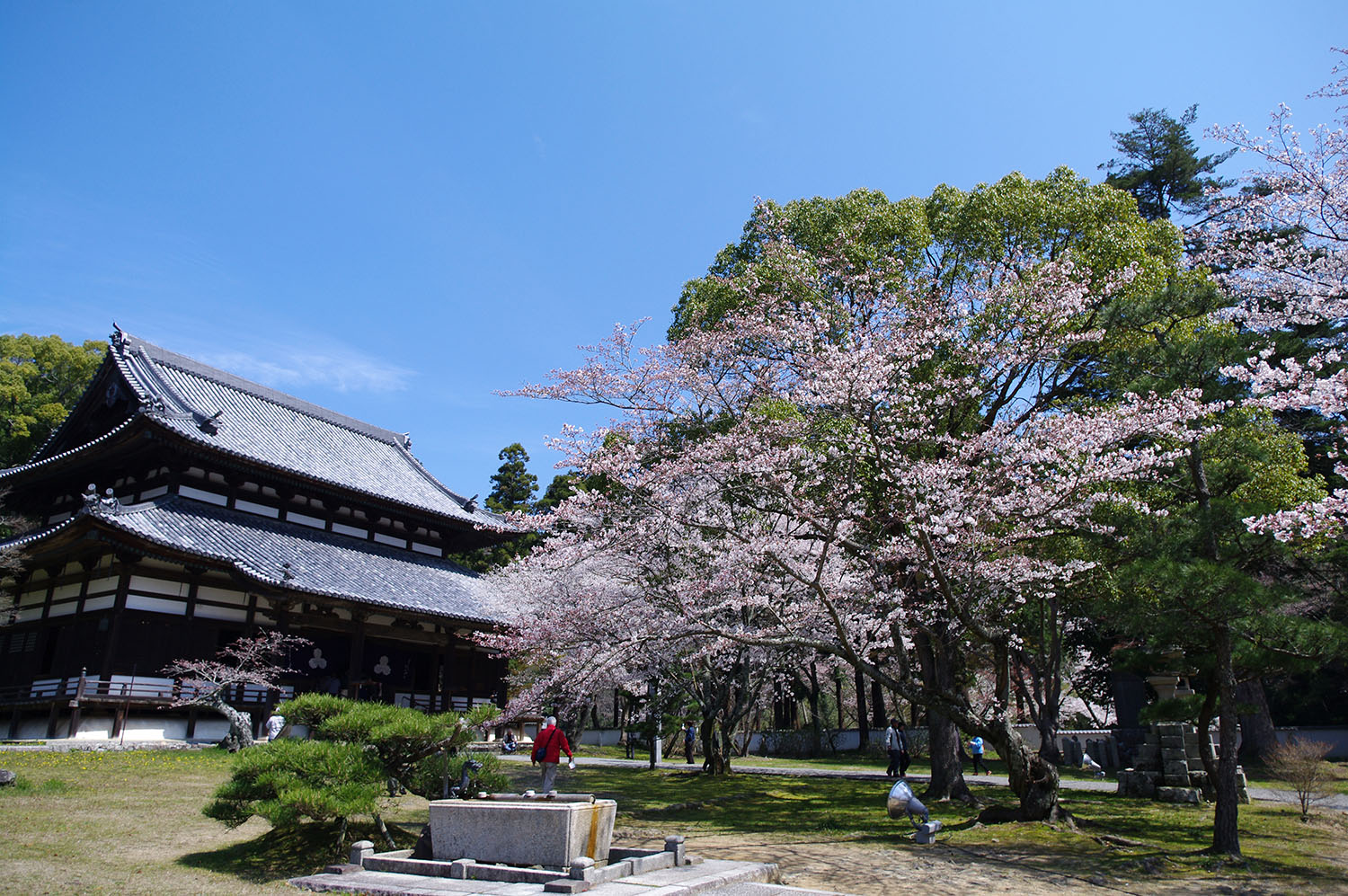
根来寺（和歌山県岩出市）
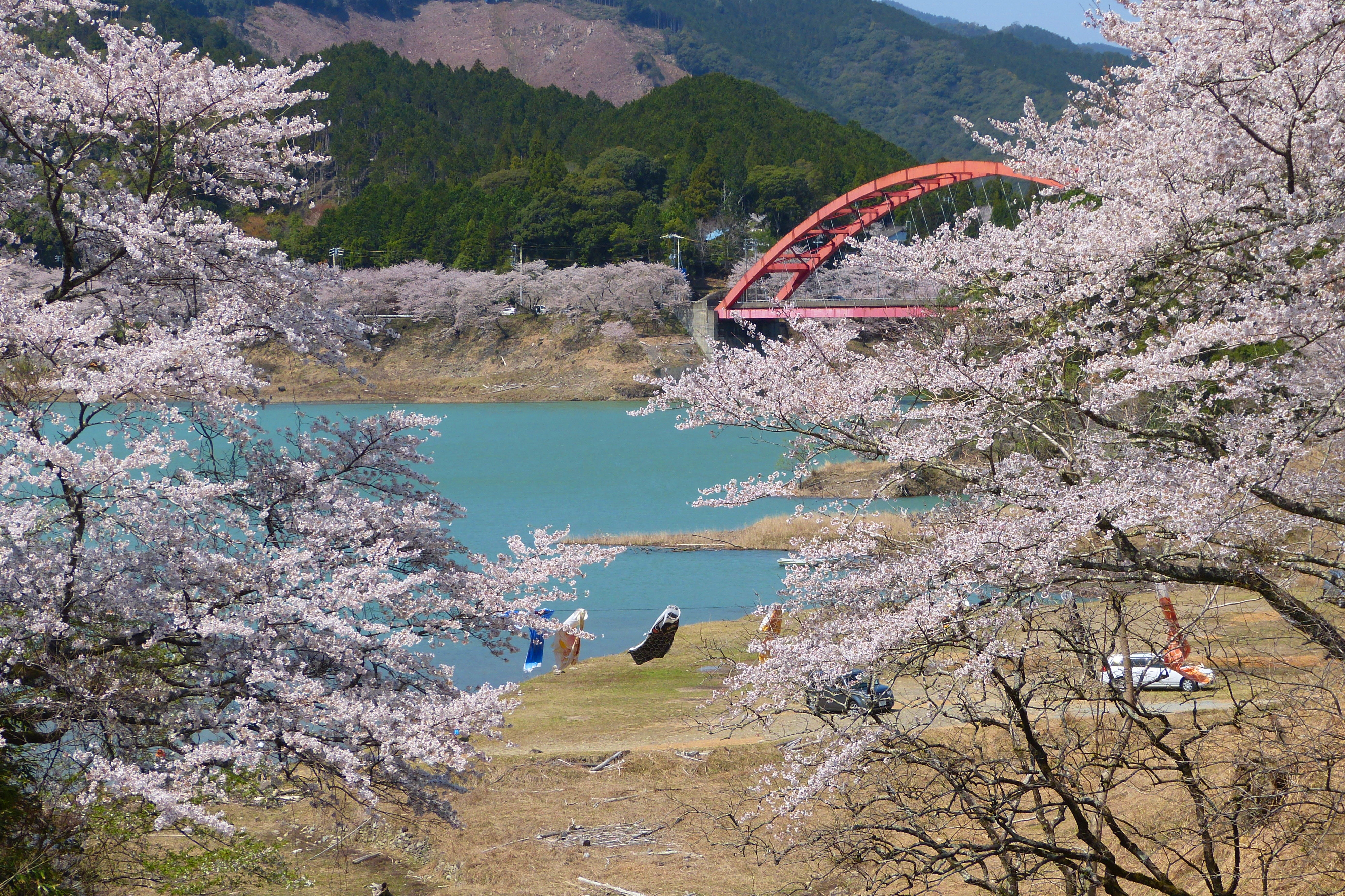
七川ダム湖畔（和歌山県古座川町）

### 中国四国地方

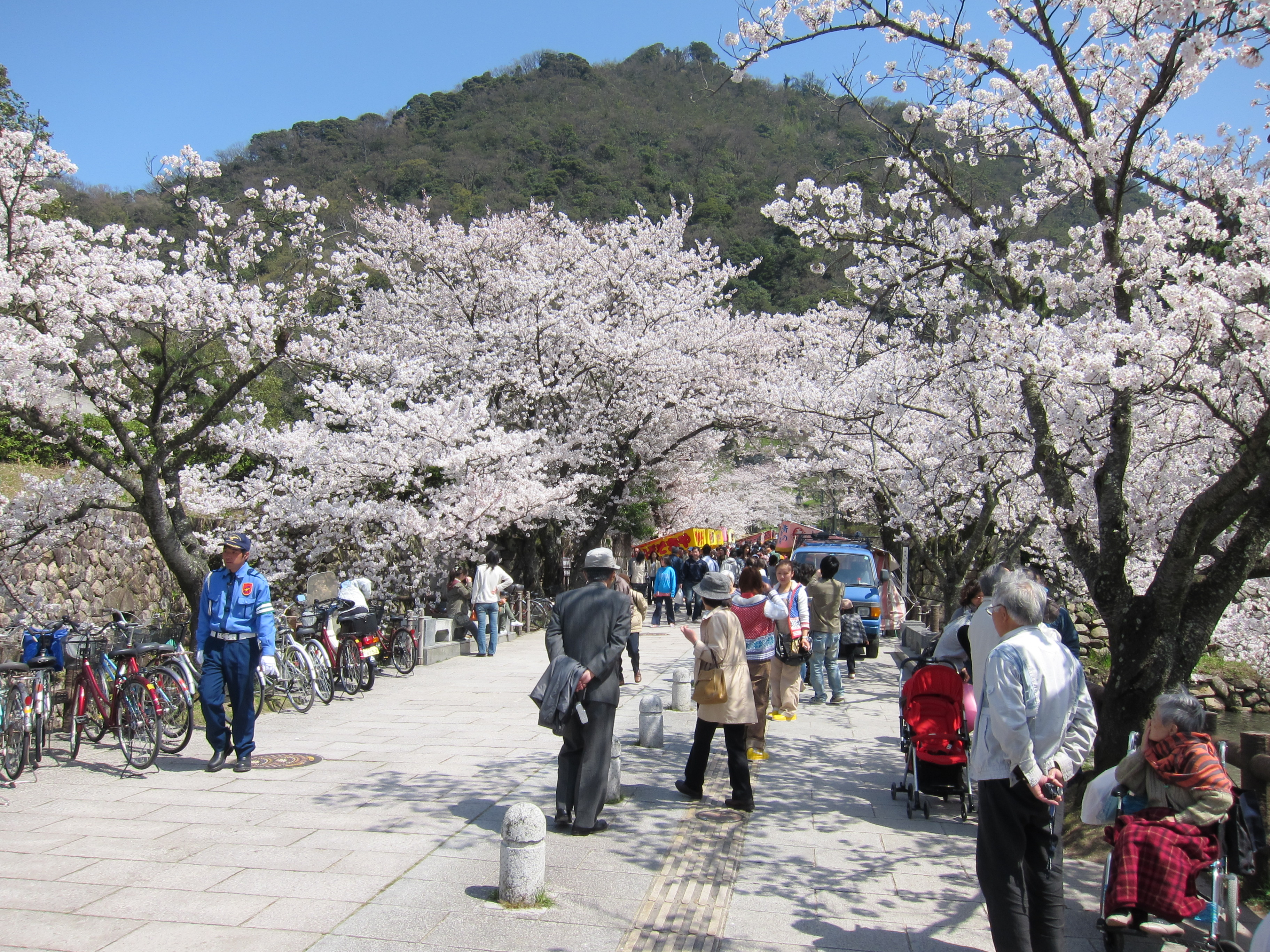
久松公園（鳥取県鳥取市）
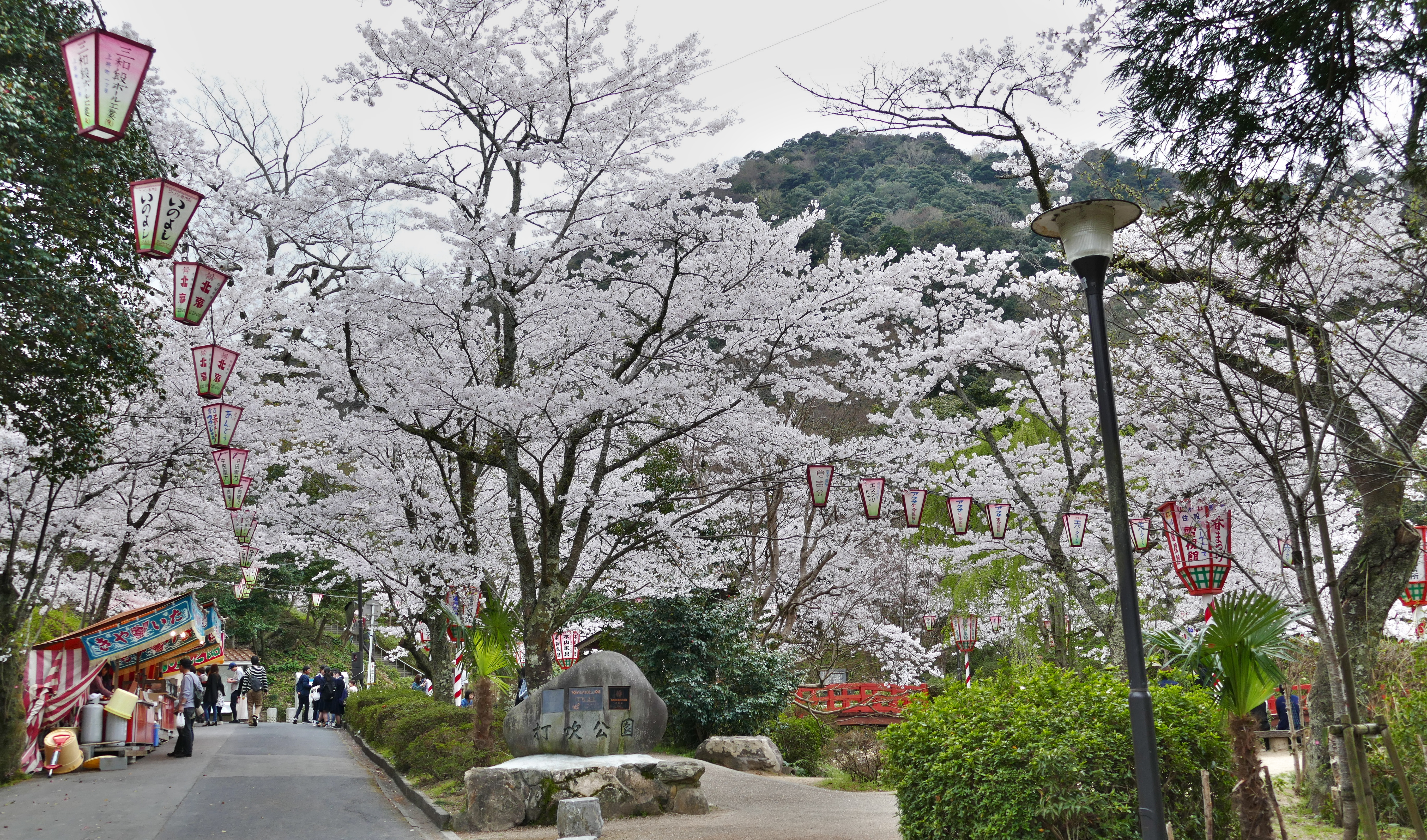
打吹公園（鳥取県倉吉市）
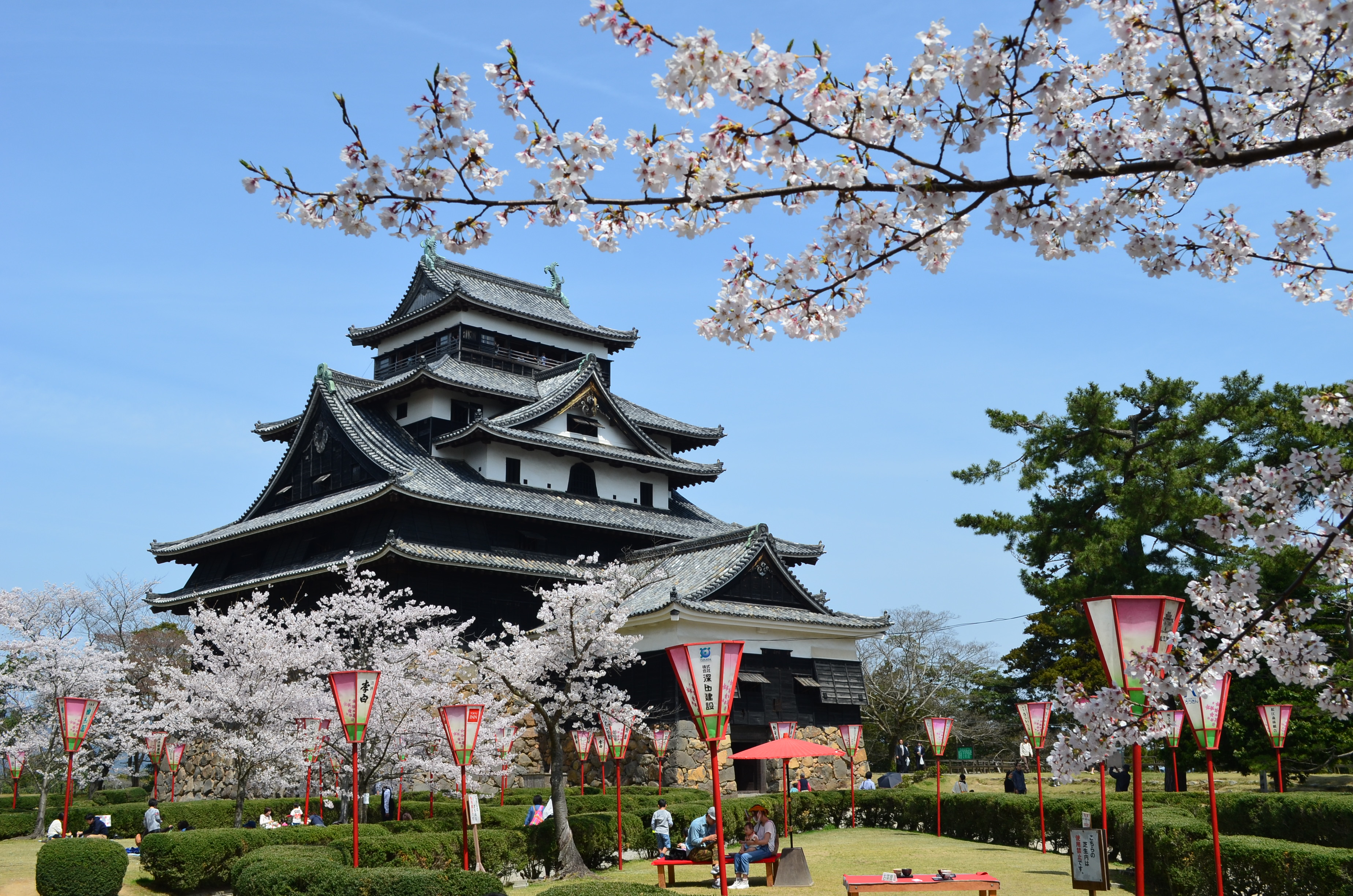
松江城山公園（島根県松江市）
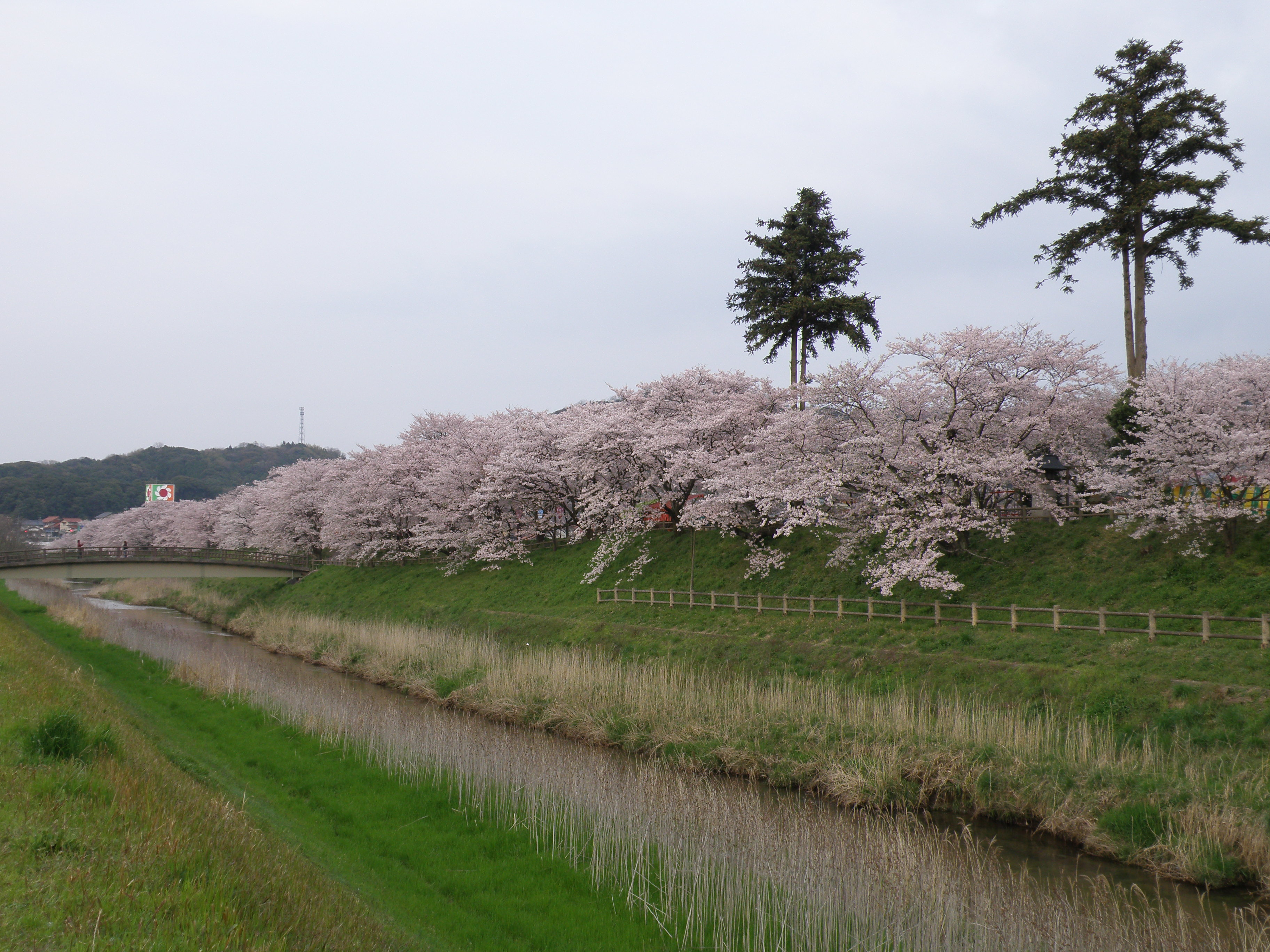
斐伊川堤防桜並木（島根県雲南市）
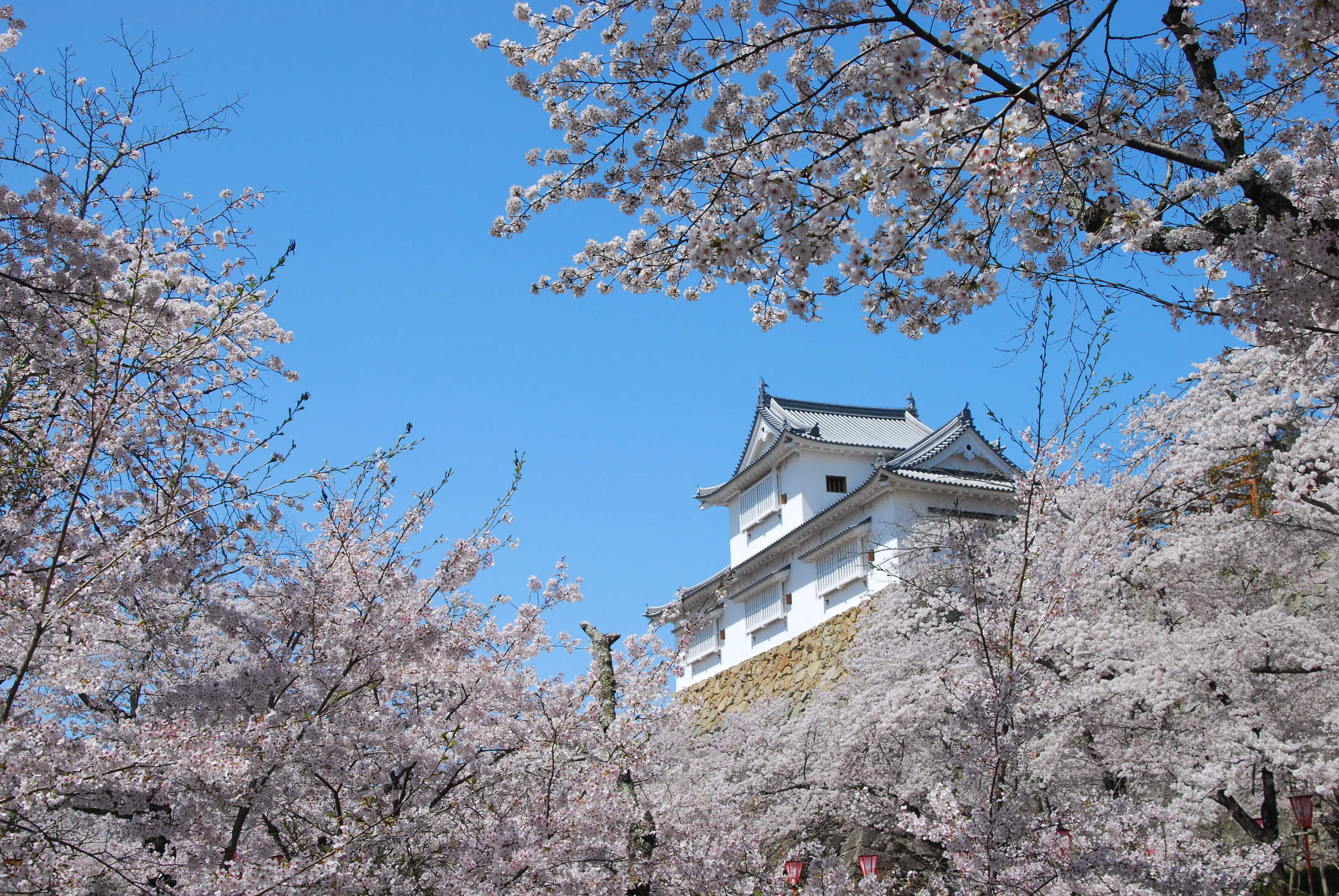
鶴山公園（岡山県津山市）
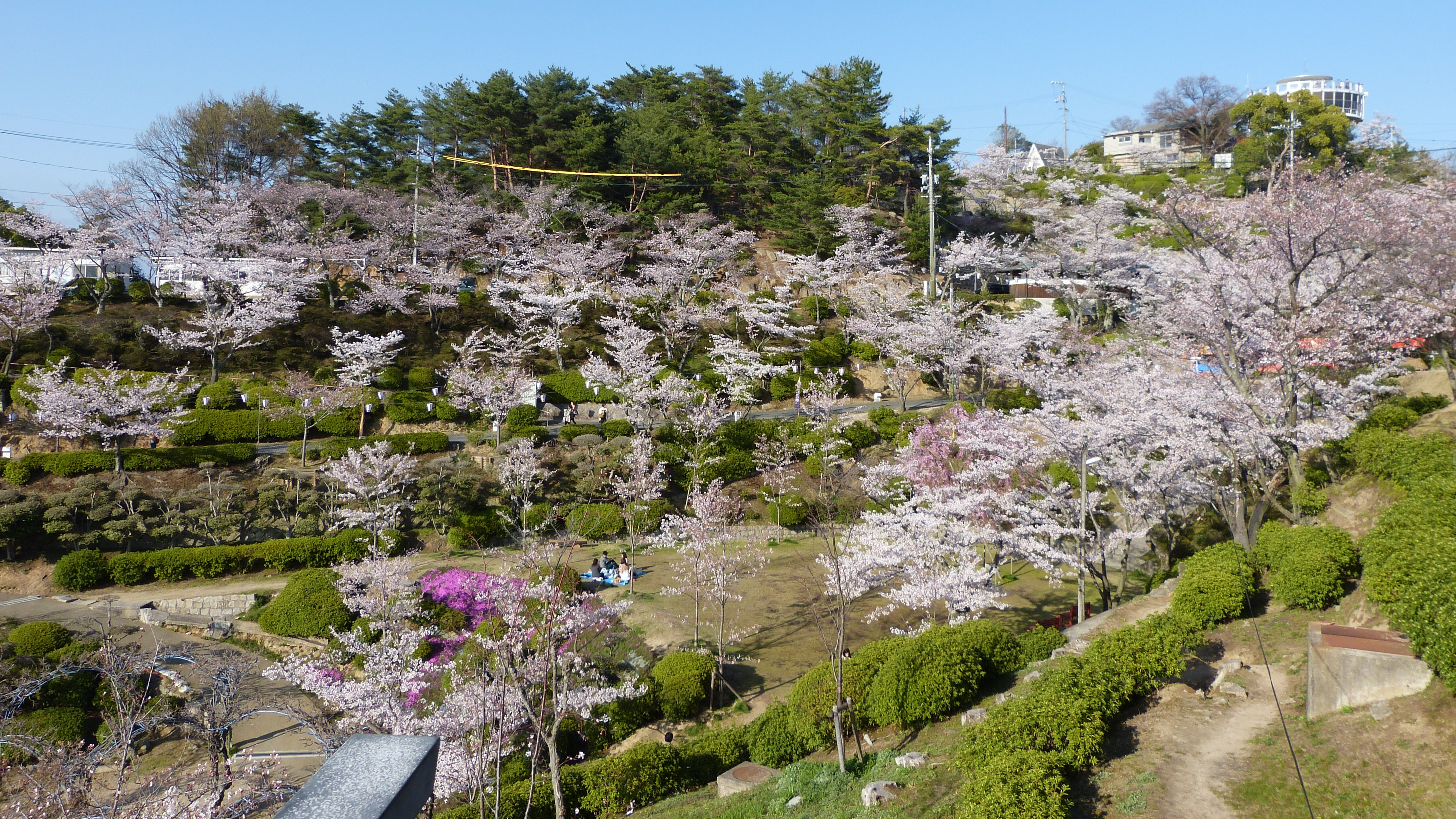
千光寺公園（広島県尾道市）
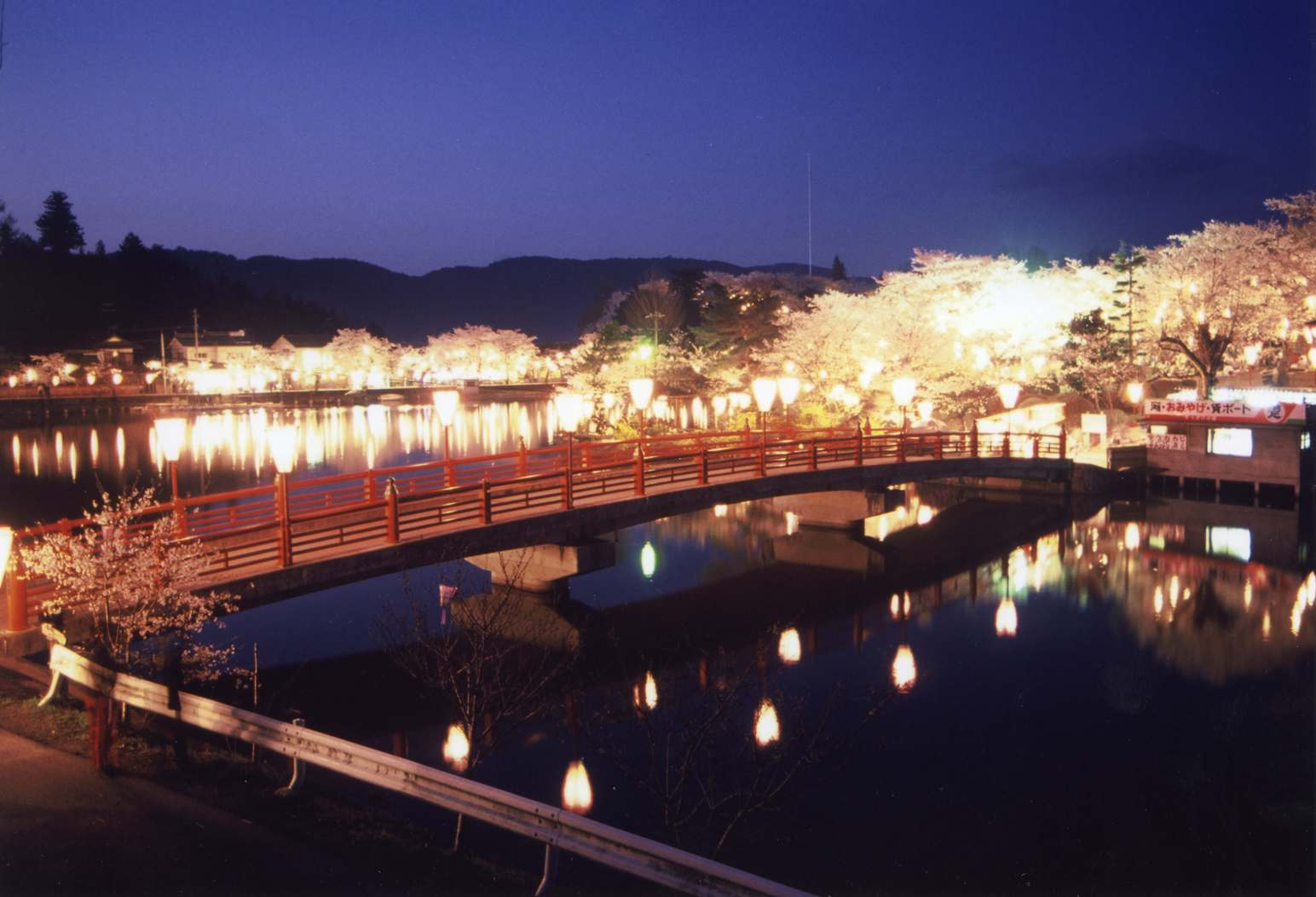
上野公園（広島県庄原市）
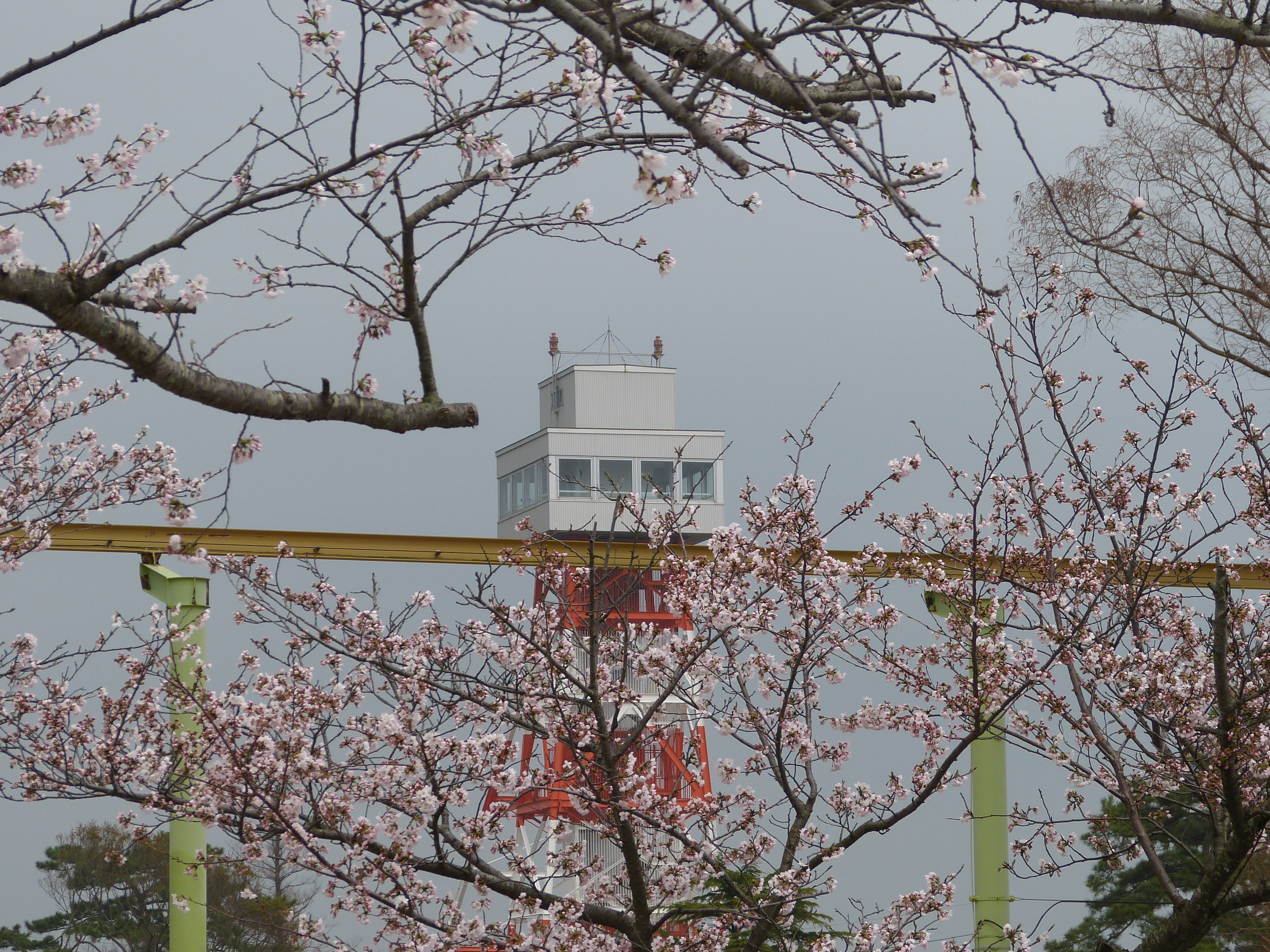
常盤公園（山口県宇部市）
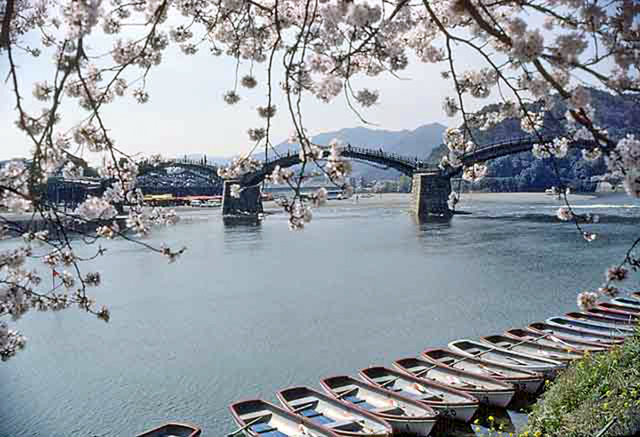
吉香公園・錦帯橋（山口県岩国市）
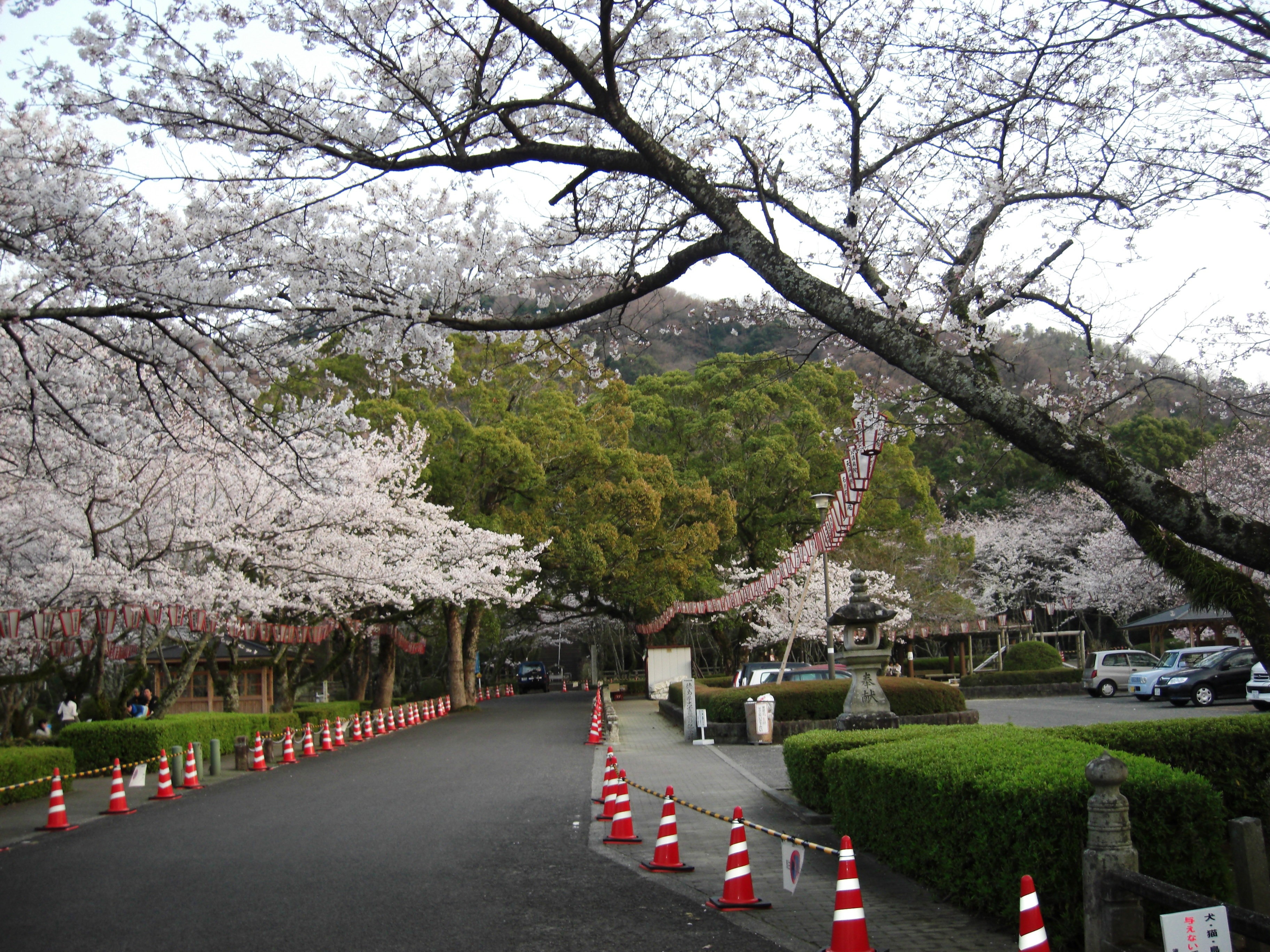
西部公園（徳島県徳島市）
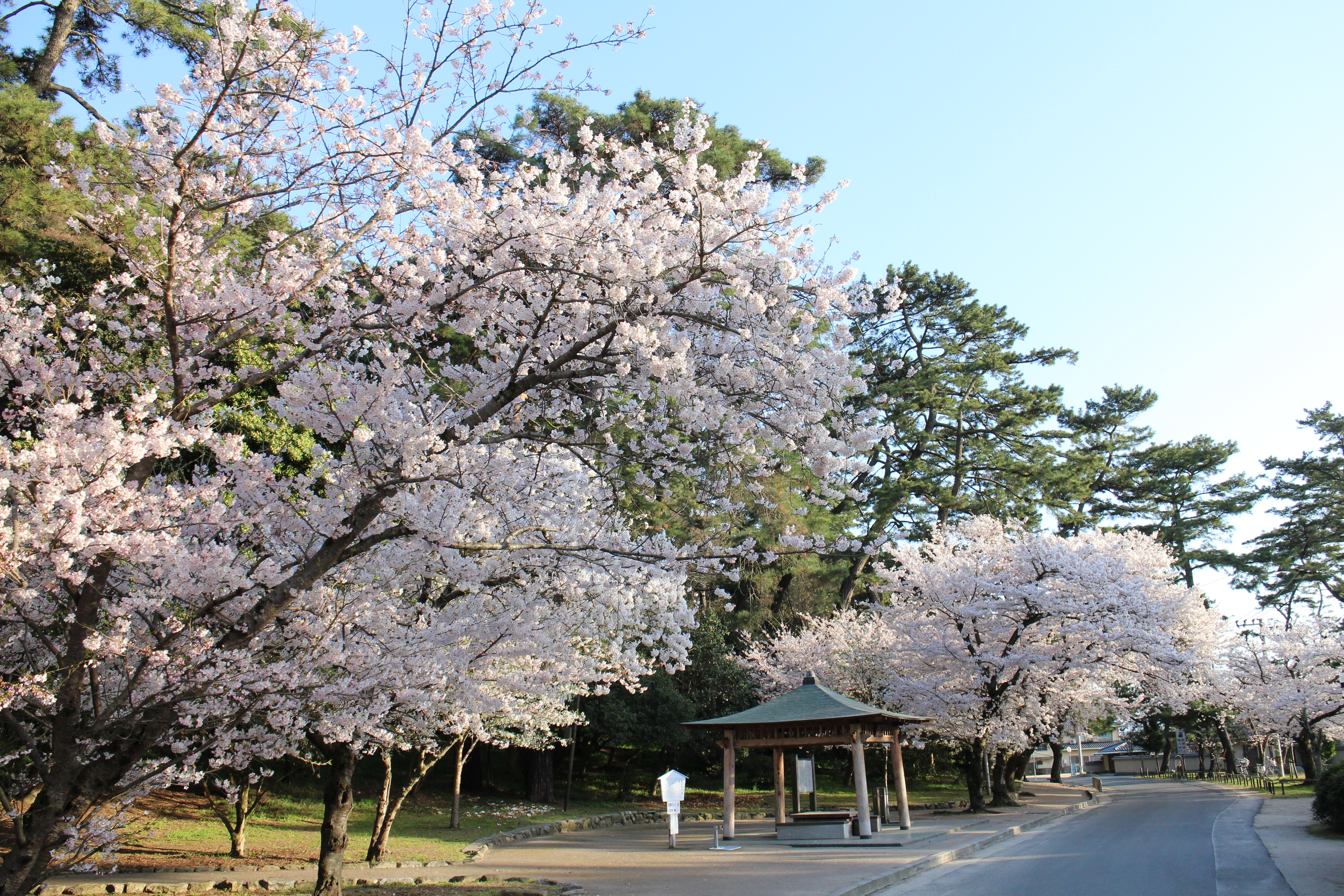
琴弾公園（香川県観音寺市）
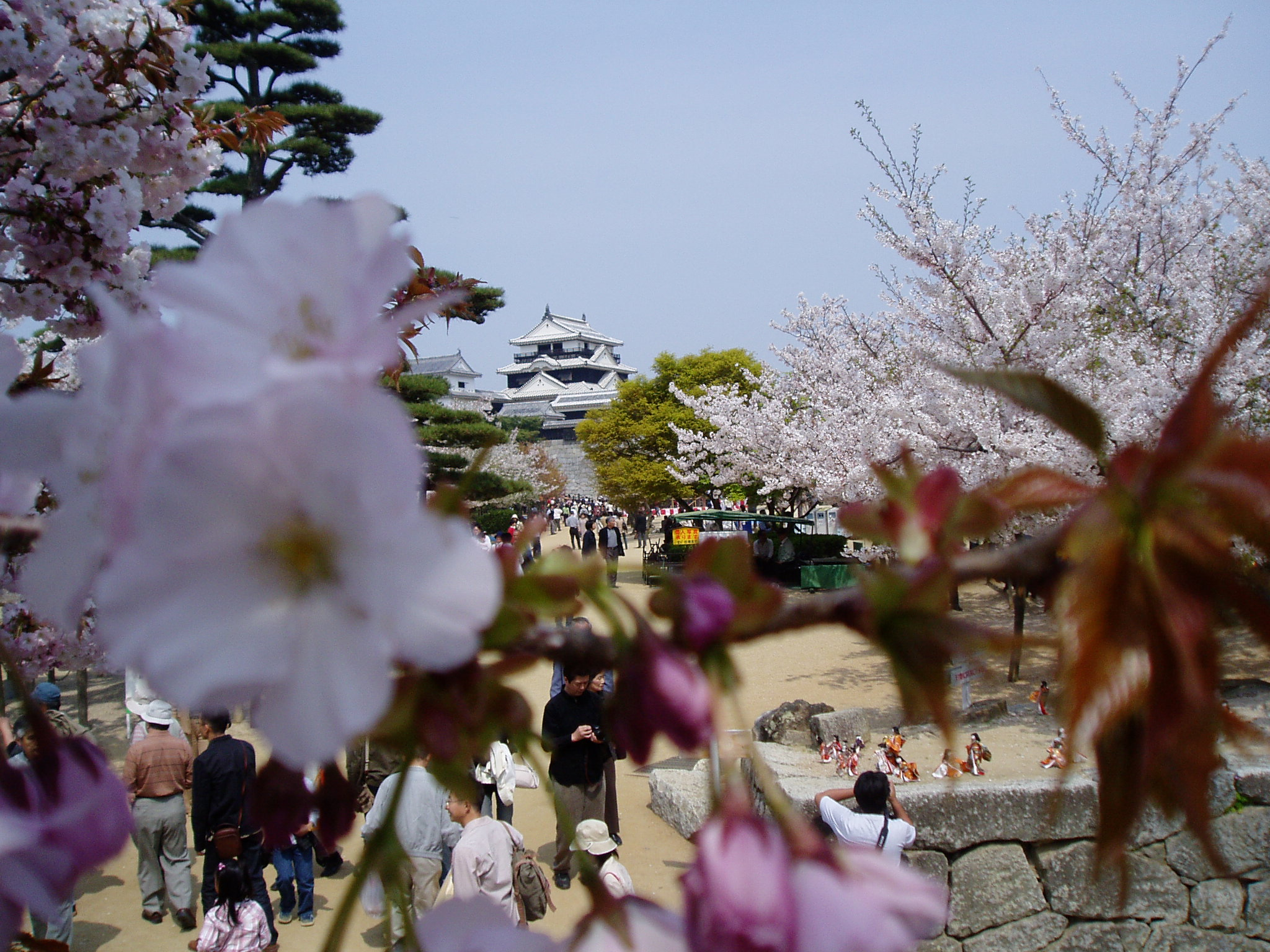
城山公園（愛媛県松山市）
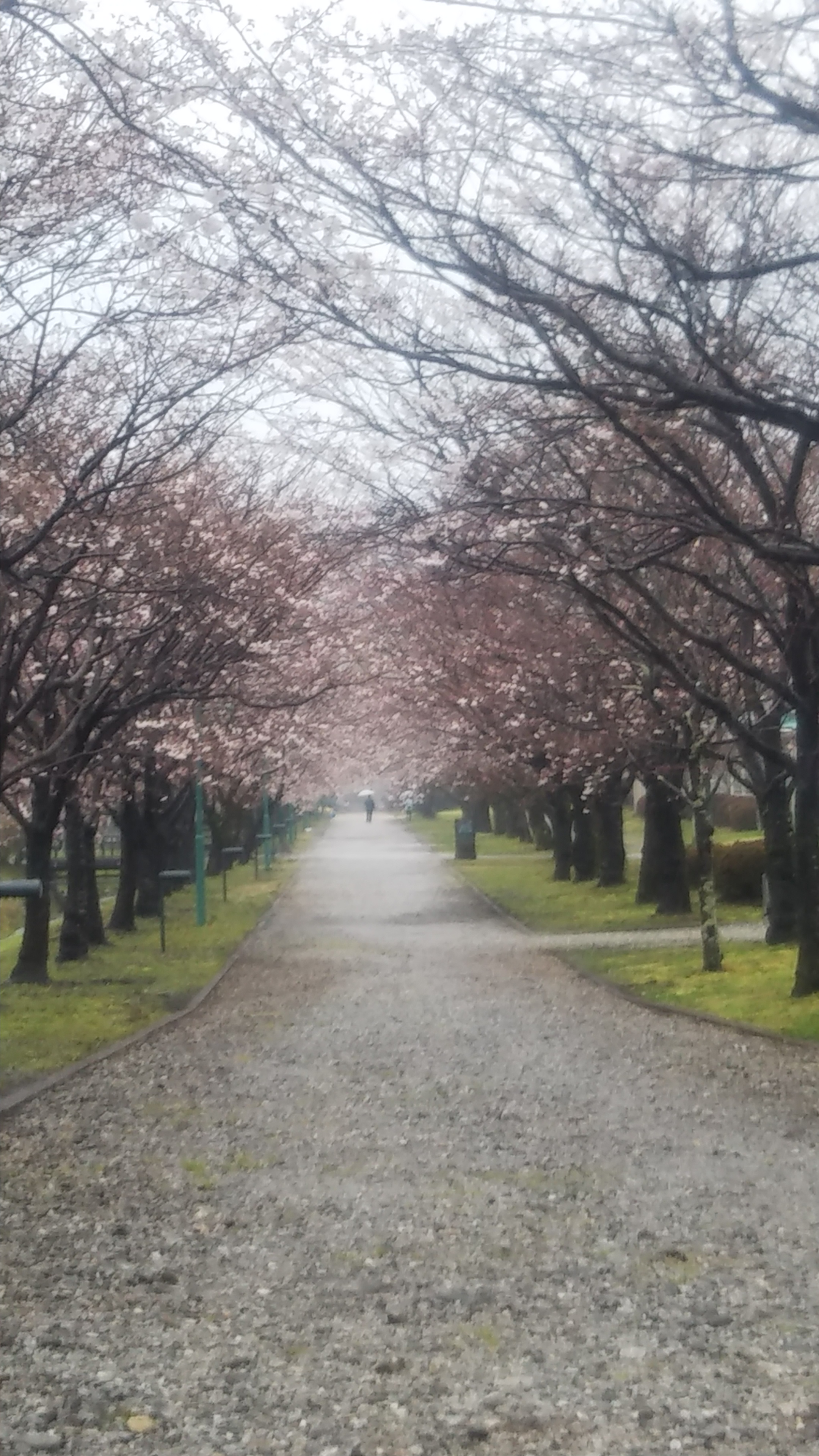
鏡野公園（高知県香美市）
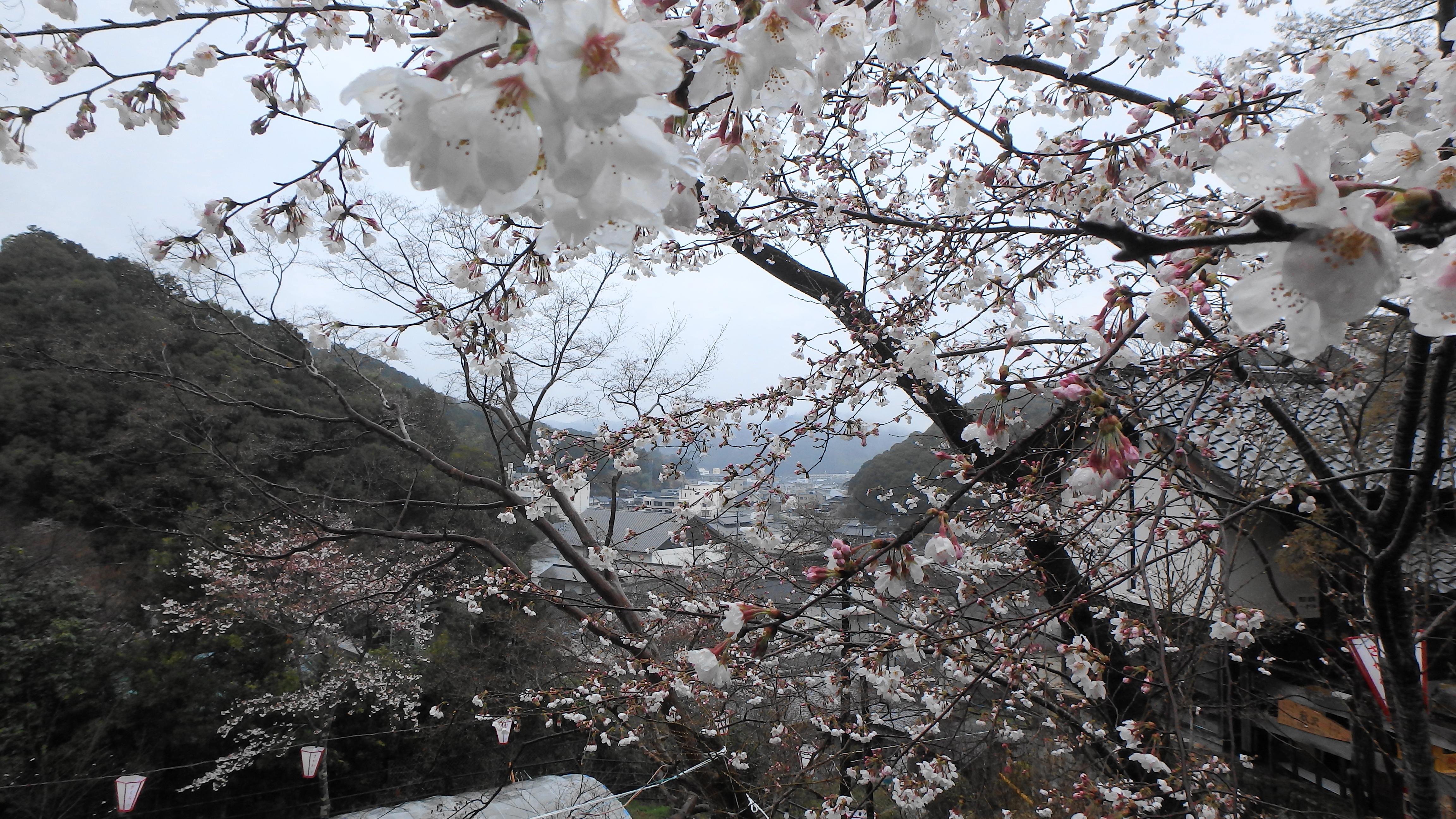
牧野公園（高知県佐川町）

### 九州沖縄地方

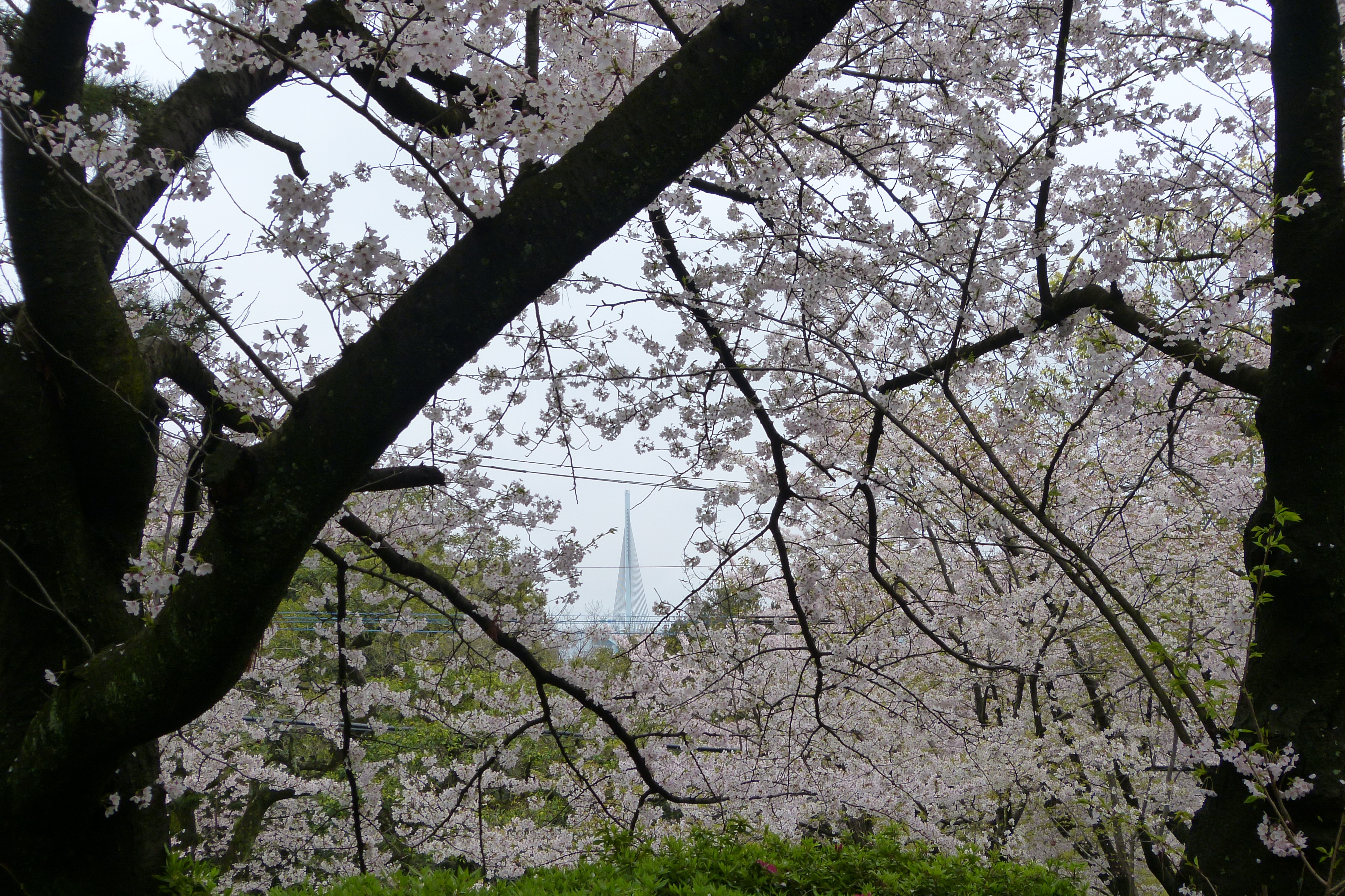
西公園（福岡県福岡市）
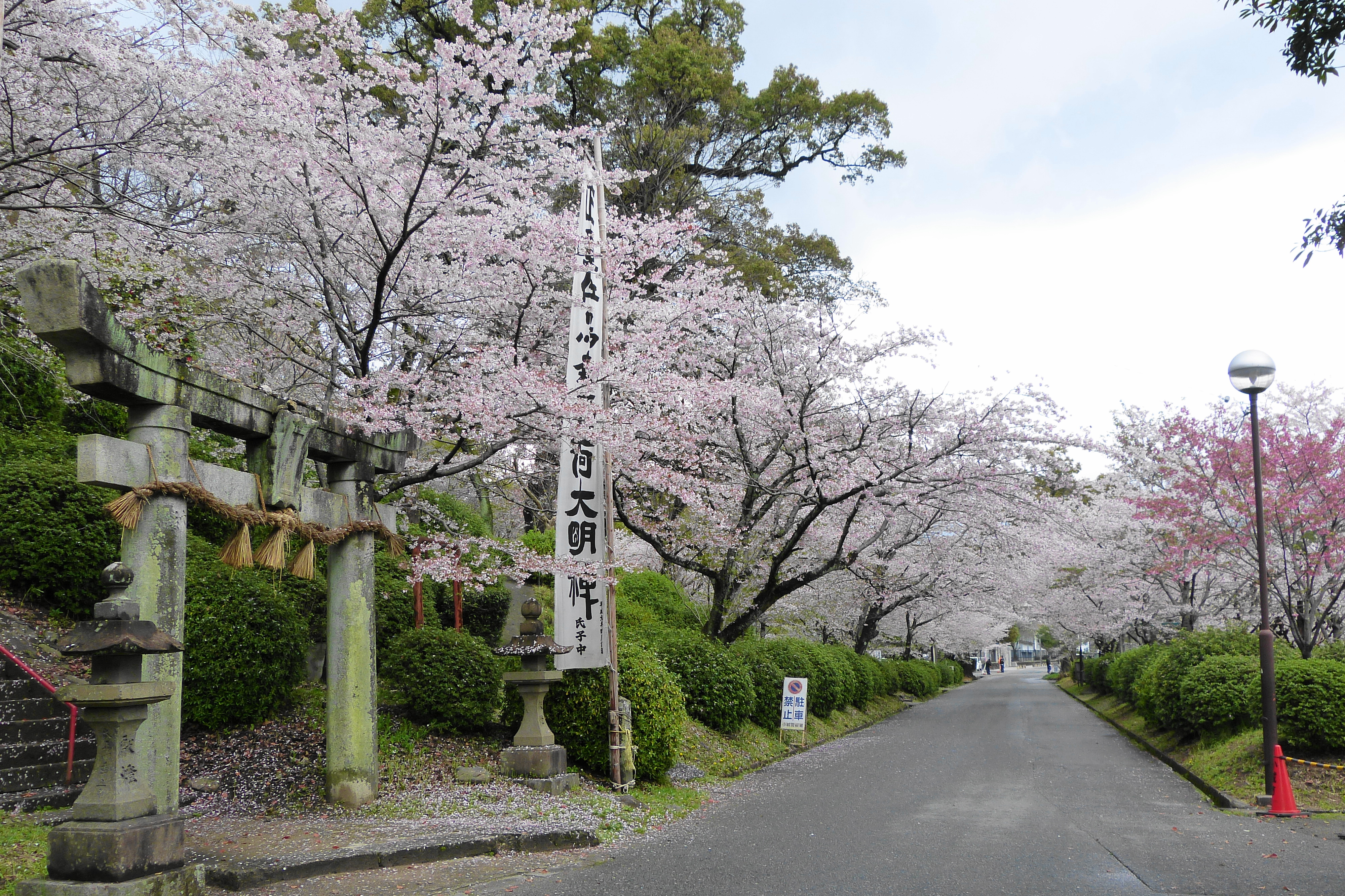
小城公園（佐賀県小城市）
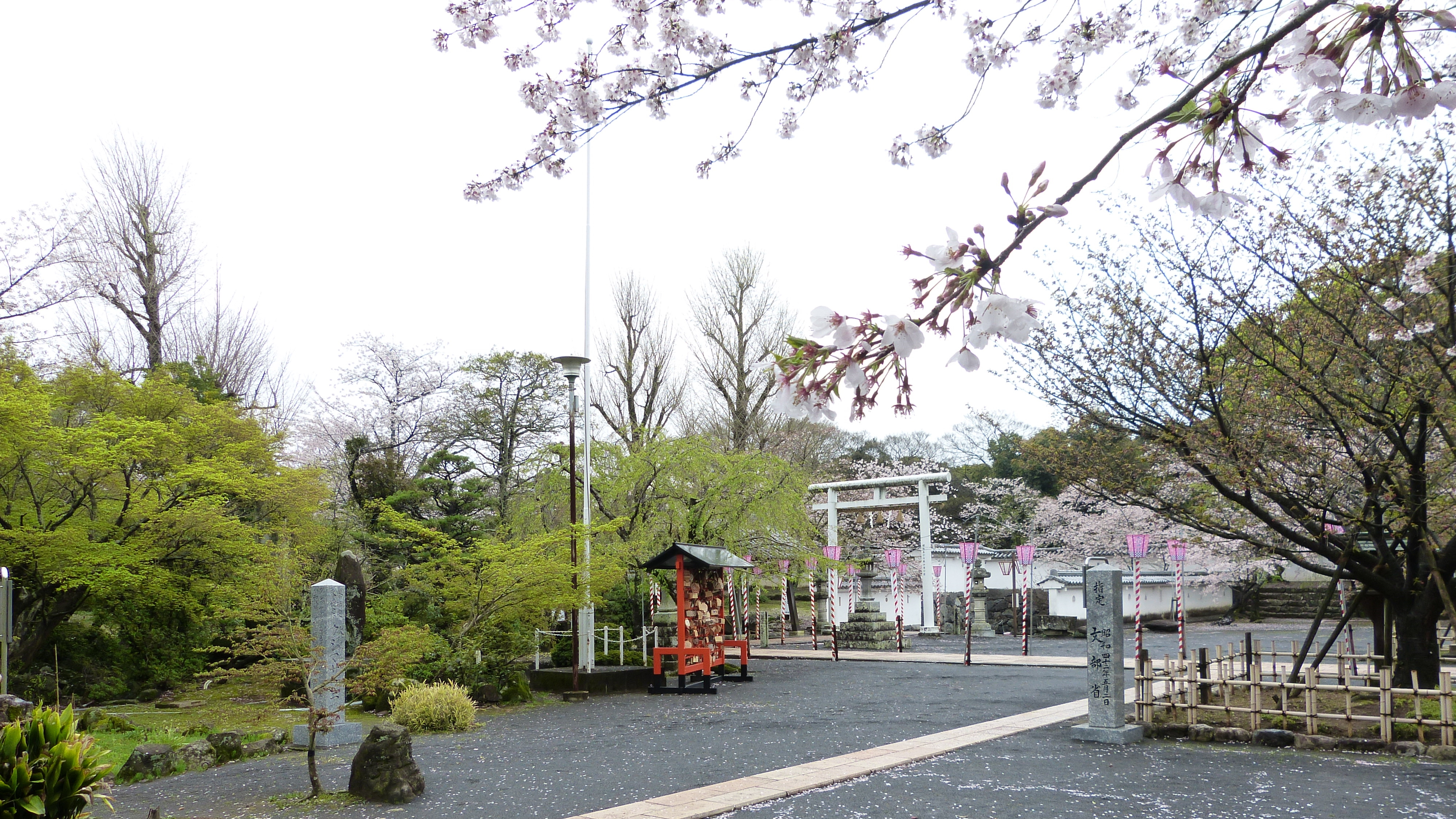
大村公園（長崎県大村市）
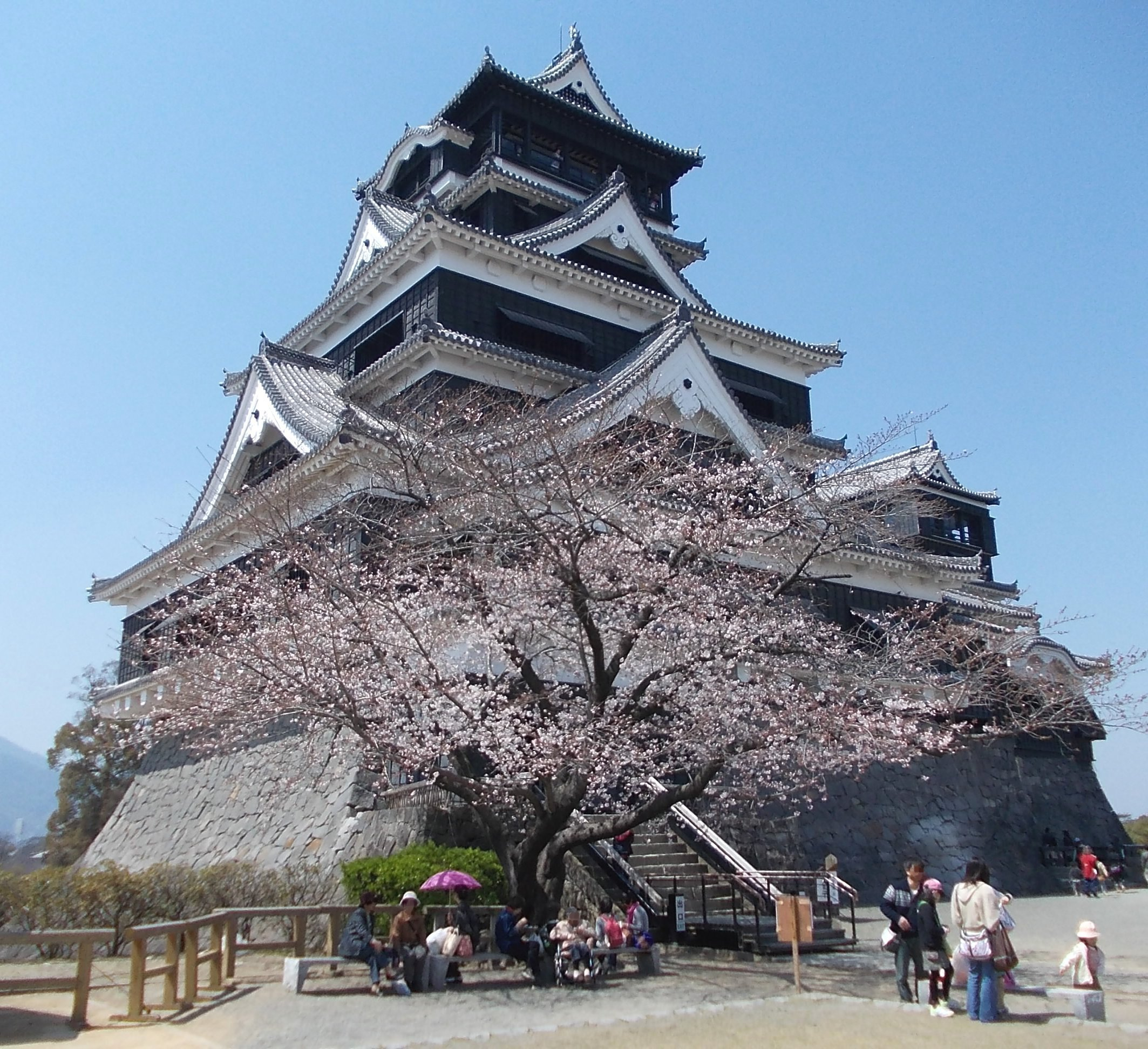
熊本城（熊本県熊本市）
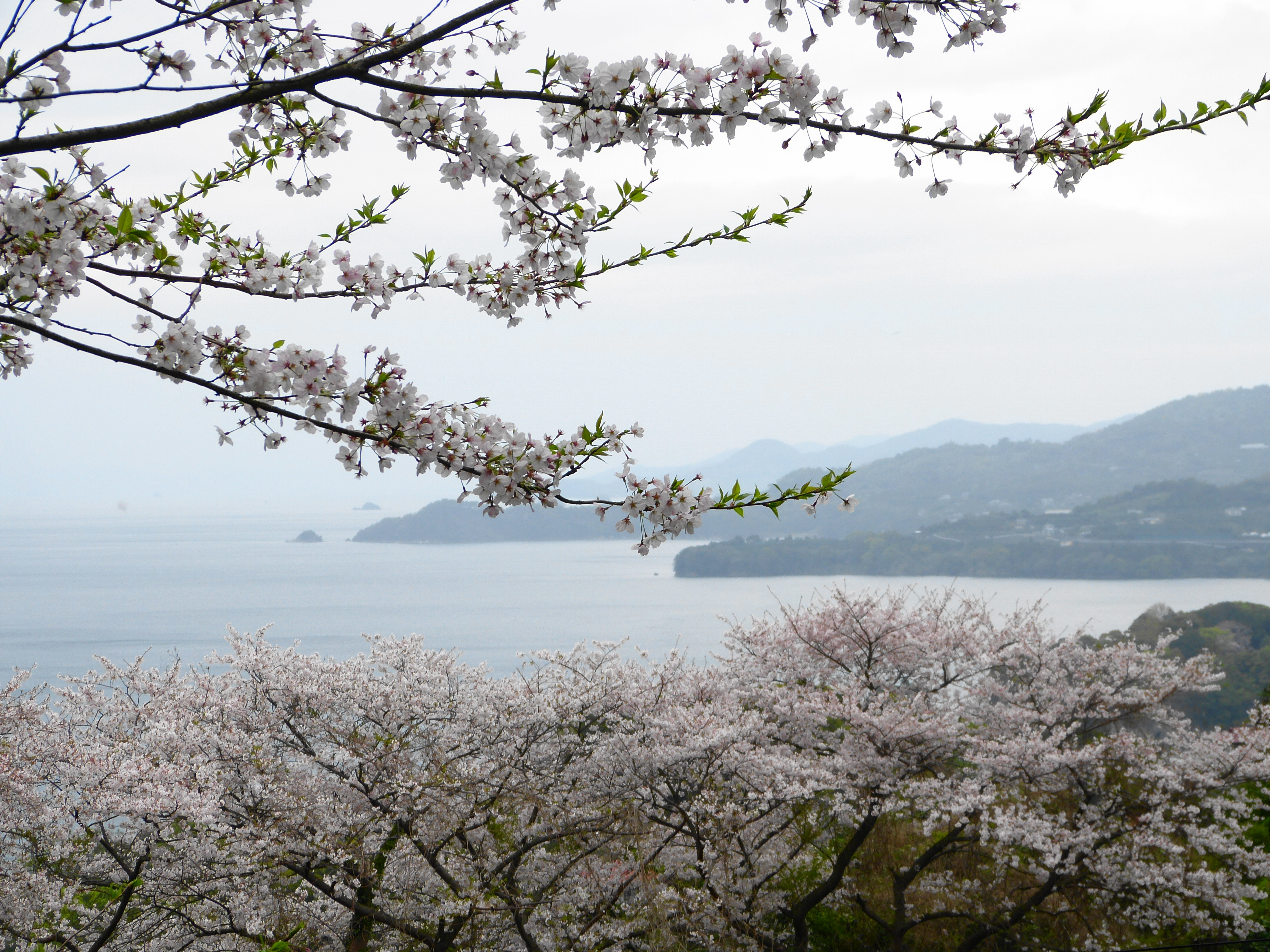
水俣市チェリーライン（熊本県水俣市）
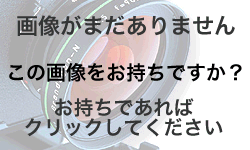
市房ダム湖畔（熊本県水上村）
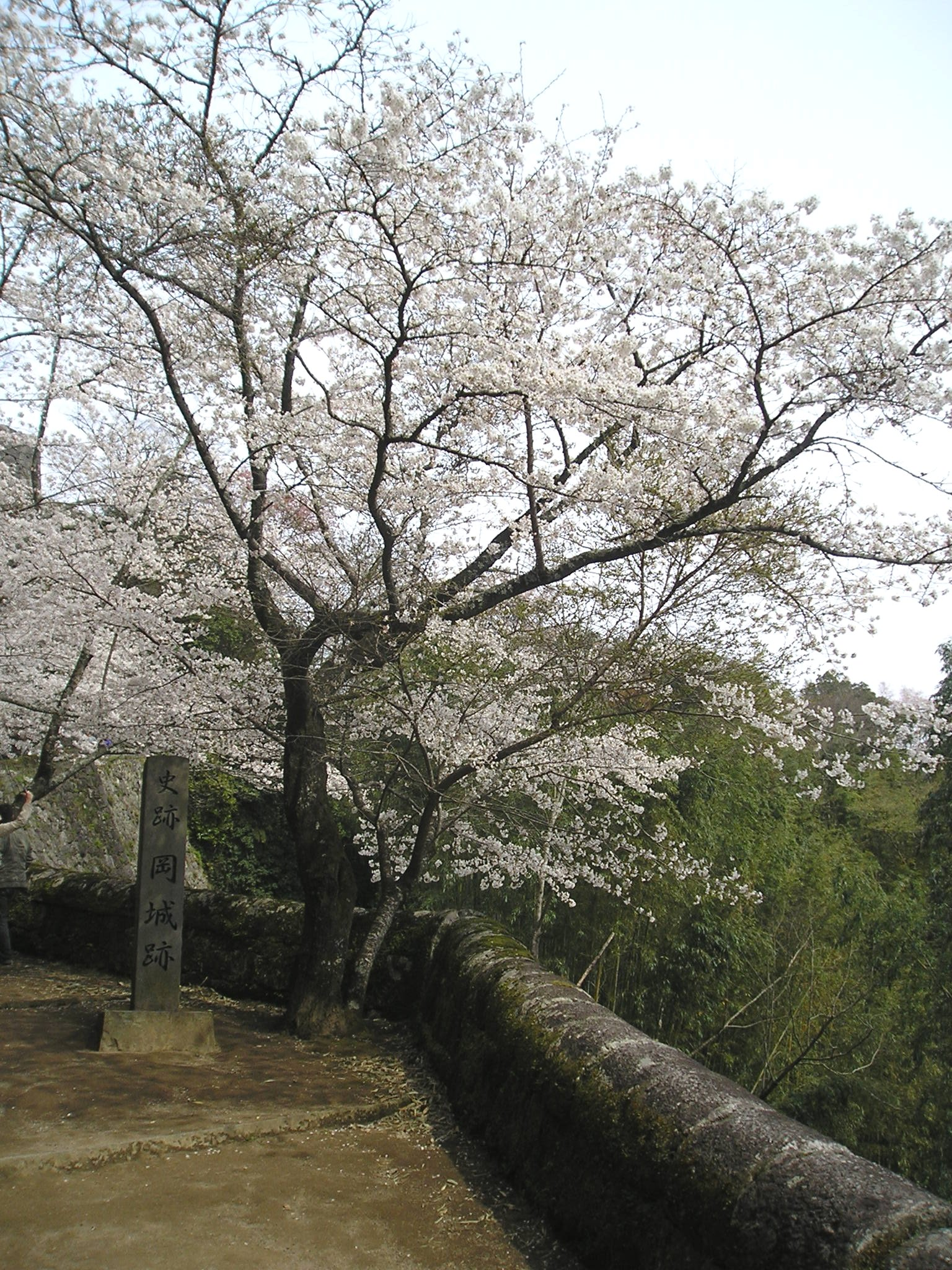
岡城公園（大分県竹田市）
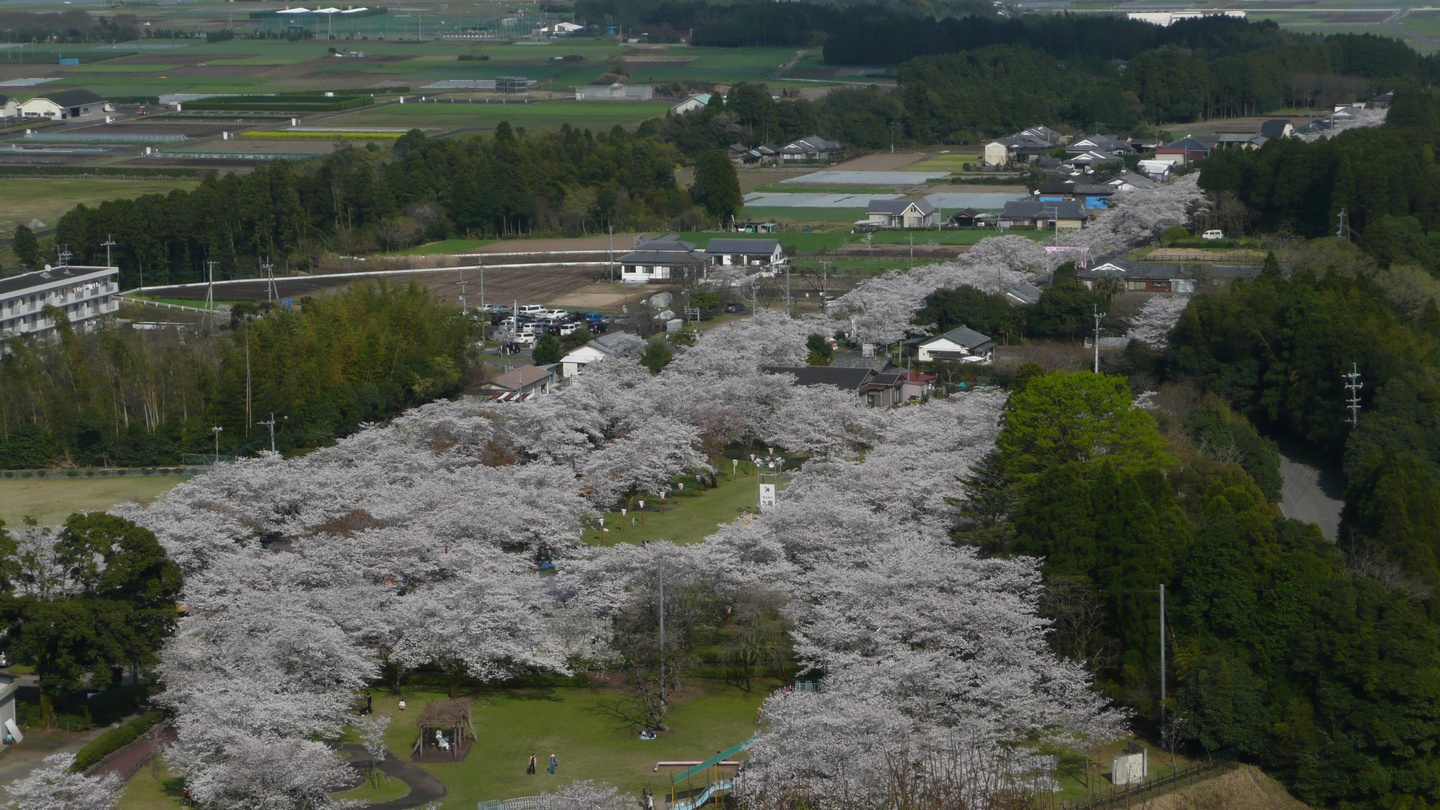
母智丘・関之尾県立自然公園（宮崎県都城市）
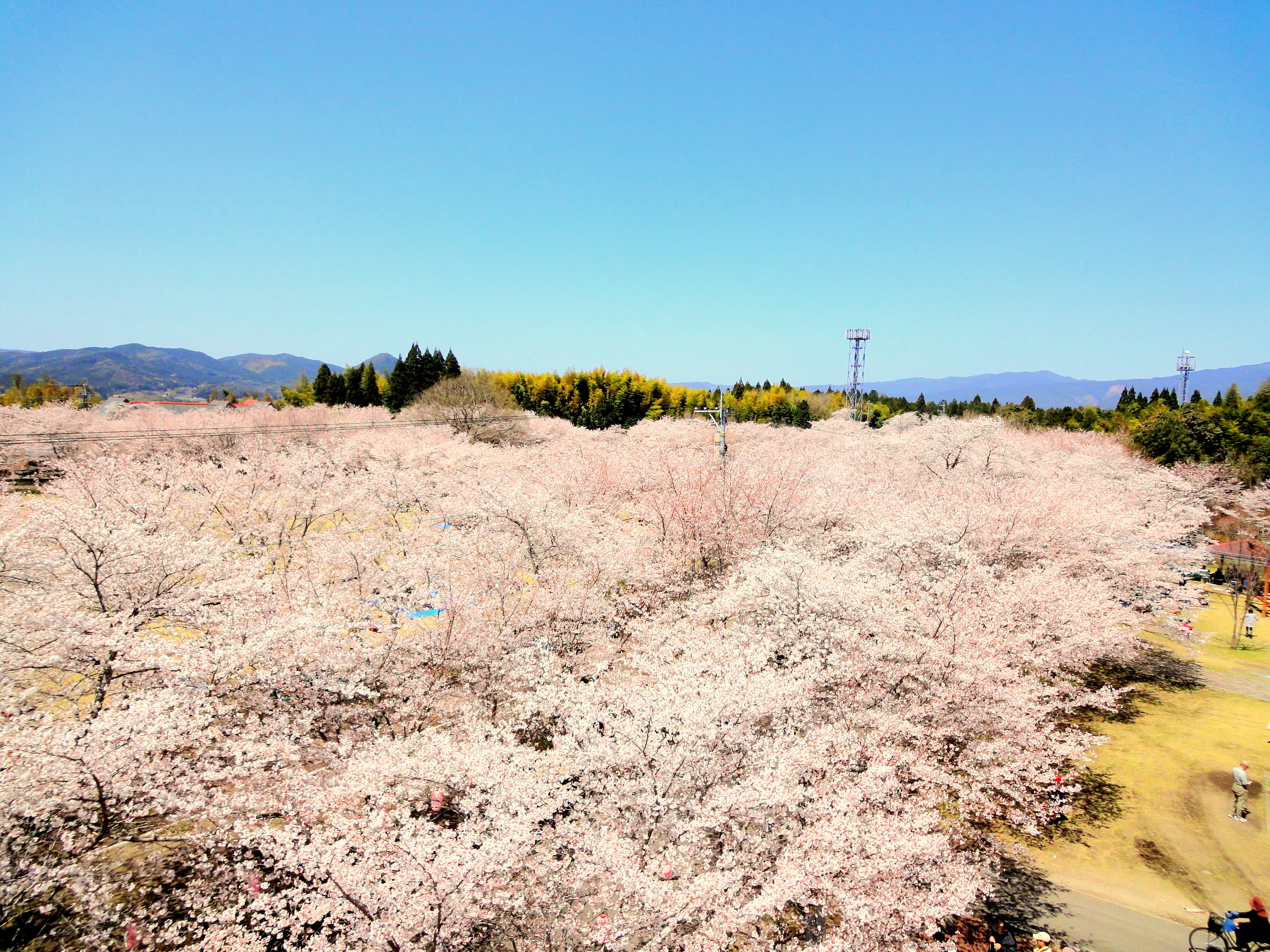
忠元公園（鹿児島県伊佐市）
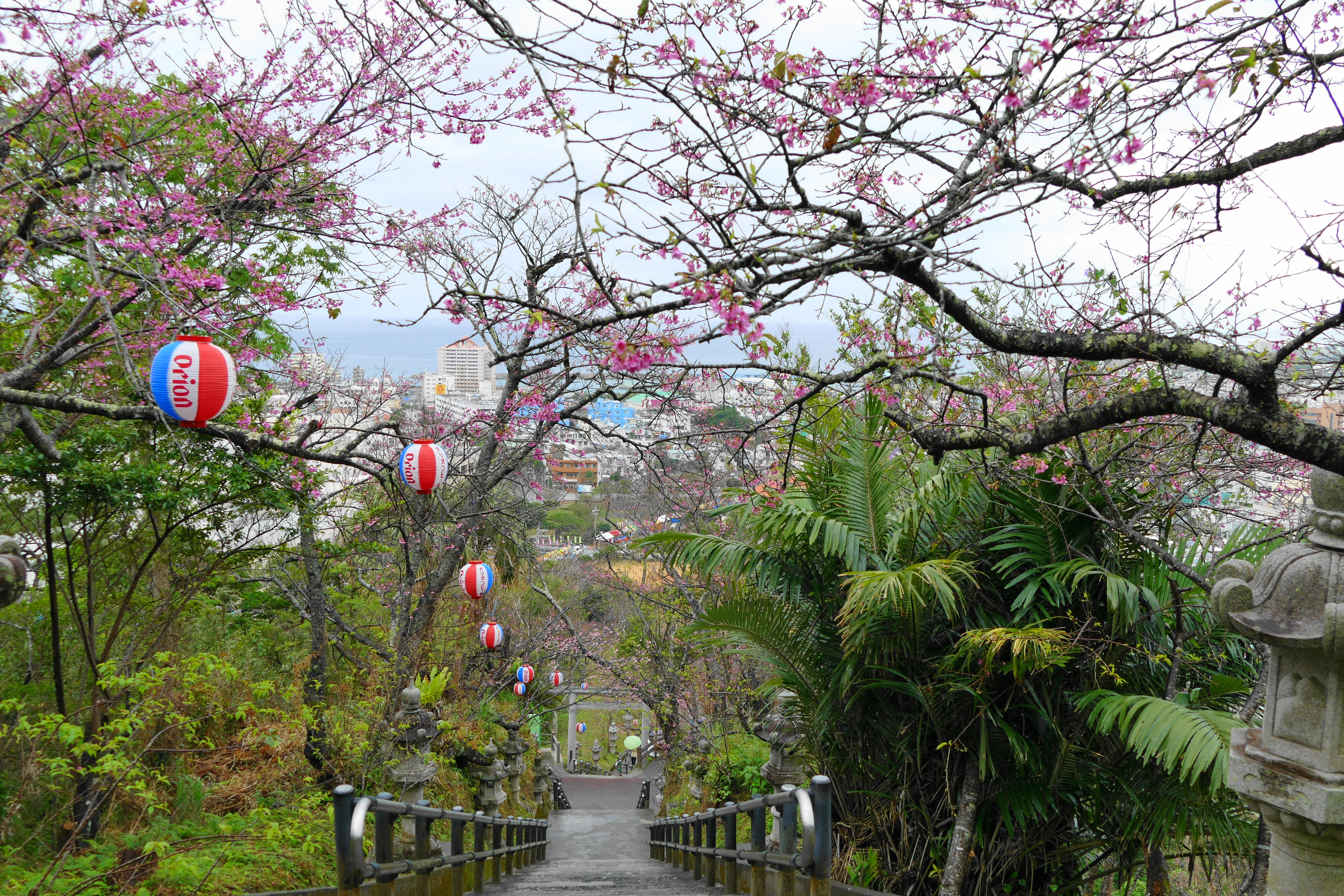
名護城公園（沖縄県名護市）